# Liste du patrimoine religieux en Meurthe-et-Moselle
Cet article liste le patrimoine religieux en Meurthe-et-Moselle.

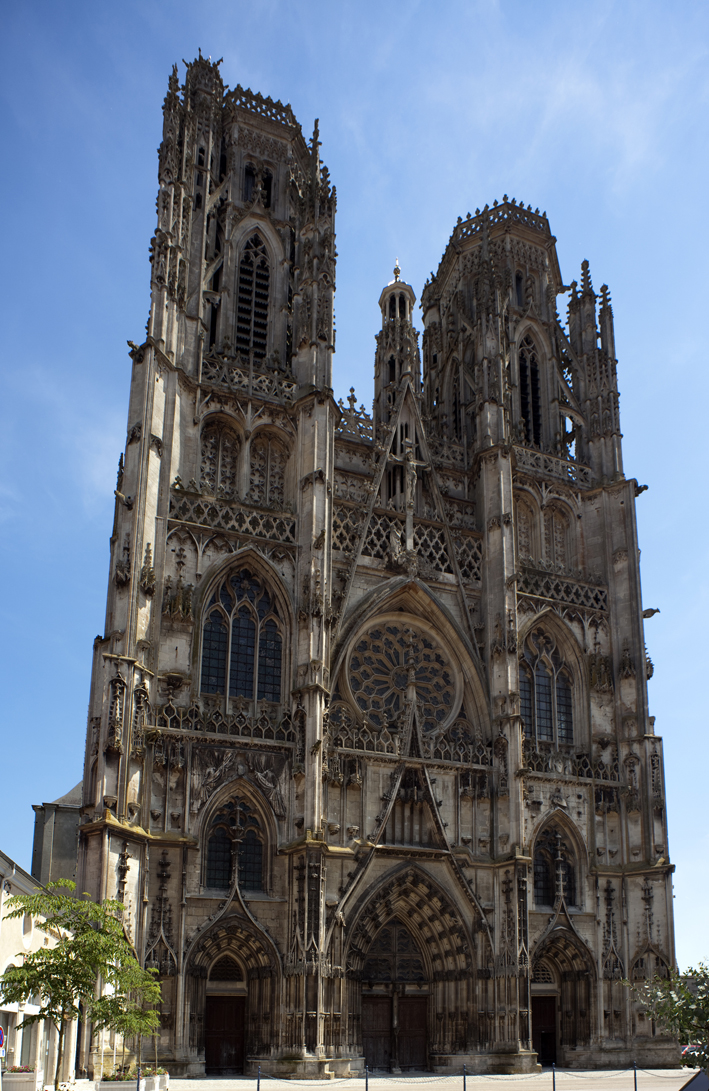
Cathédrale Saint-Étienne de Toul

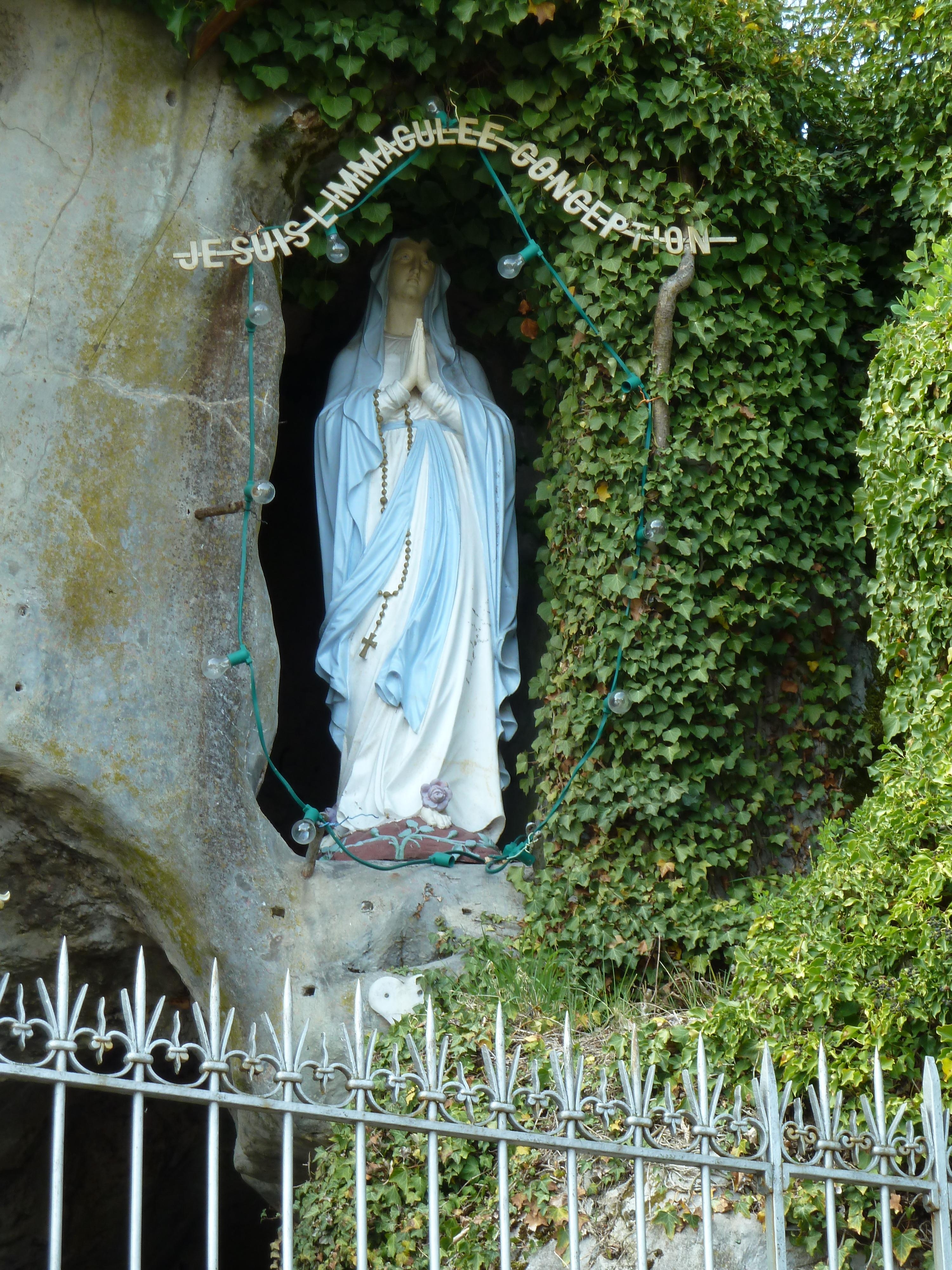
Réplique de la grotte de Lourdes à Bruley

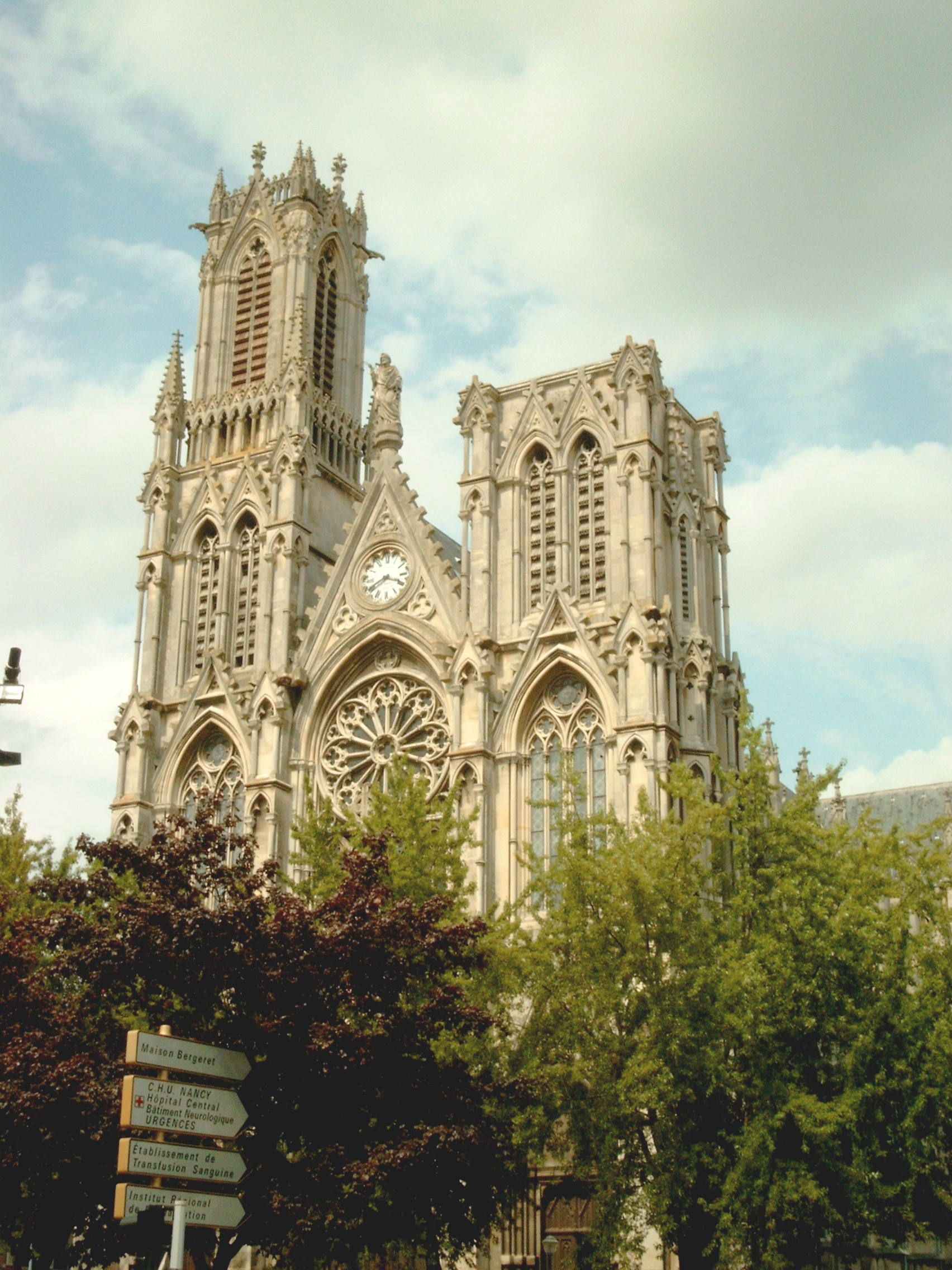
Église Saint-Pierre de Nancy

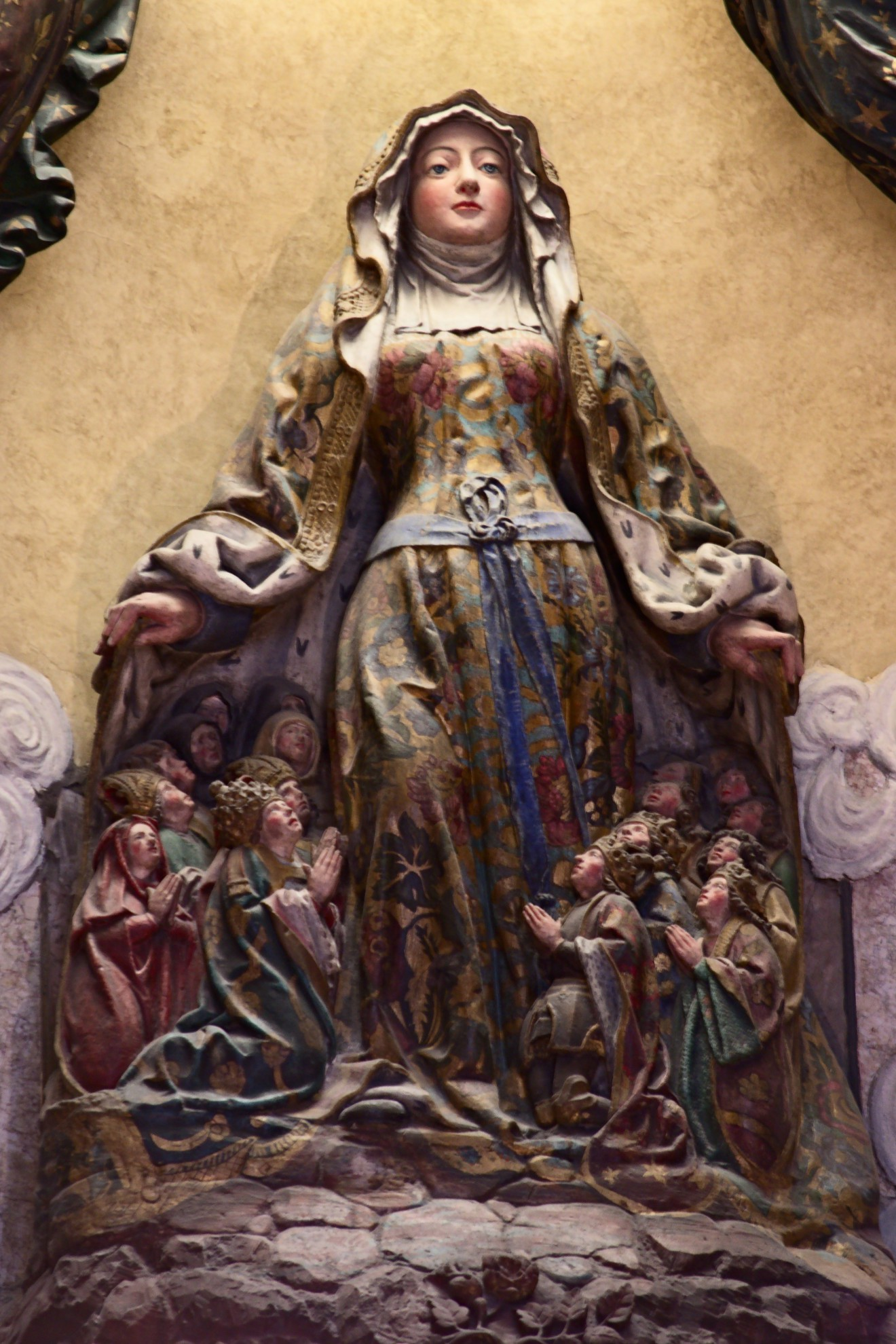
Notre-Dame de Bonsecours (Église N-D de Bonsecours, Nancy)

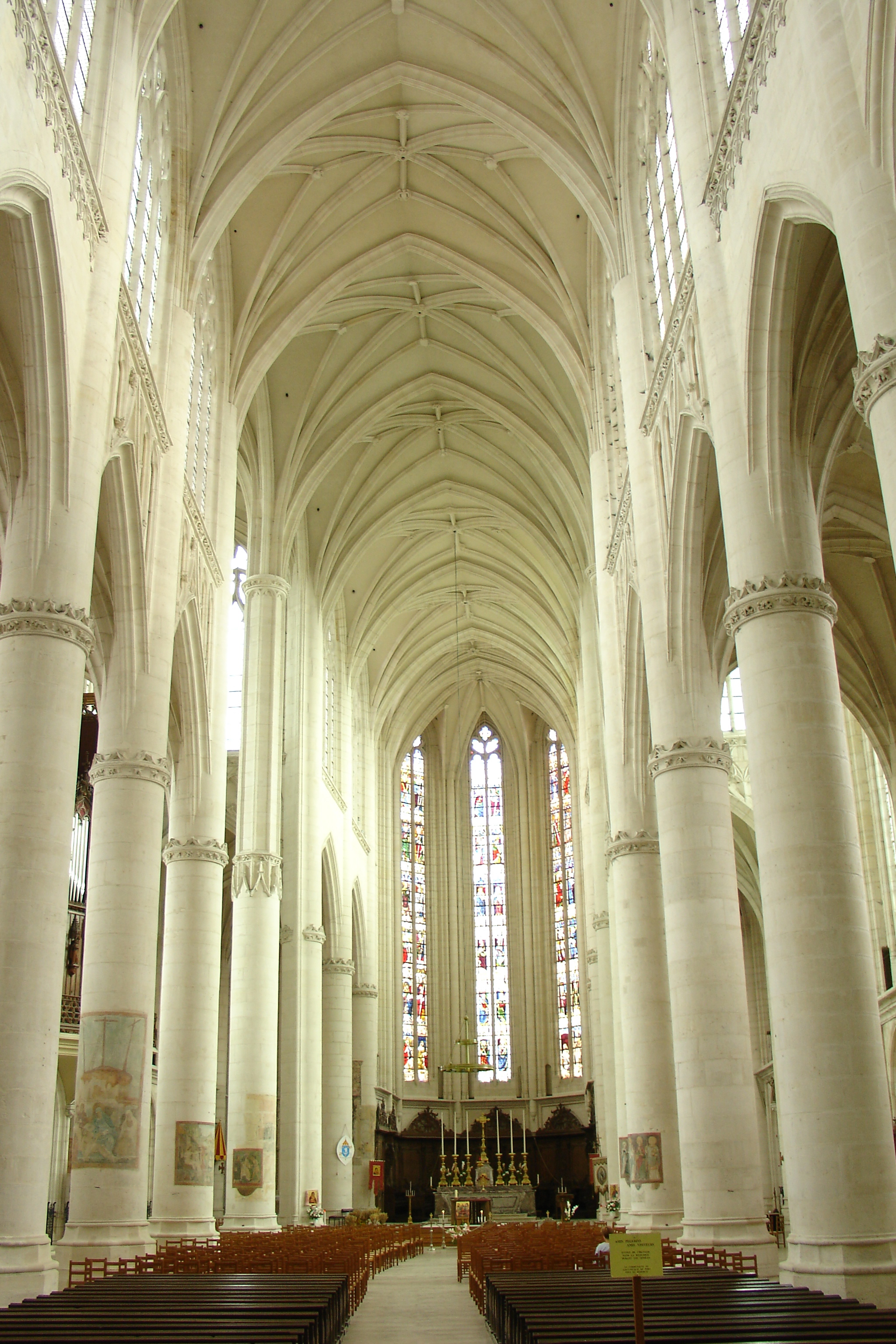
Nef de la Basilique Saint-Nicolas-de-Port

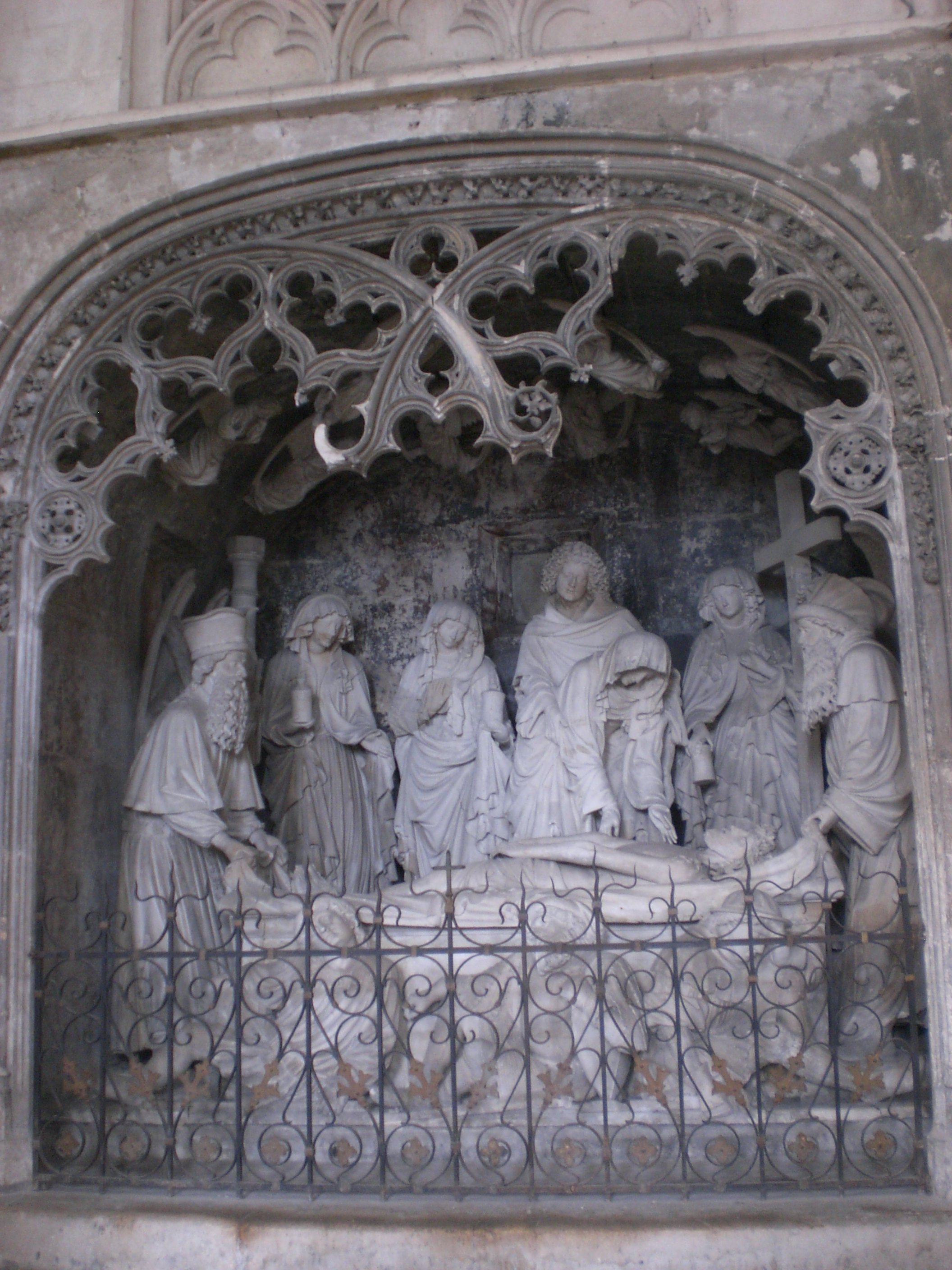
Mise au tombeau du XVe s. (Église Saint-Martin de Pont-à-Mousson)

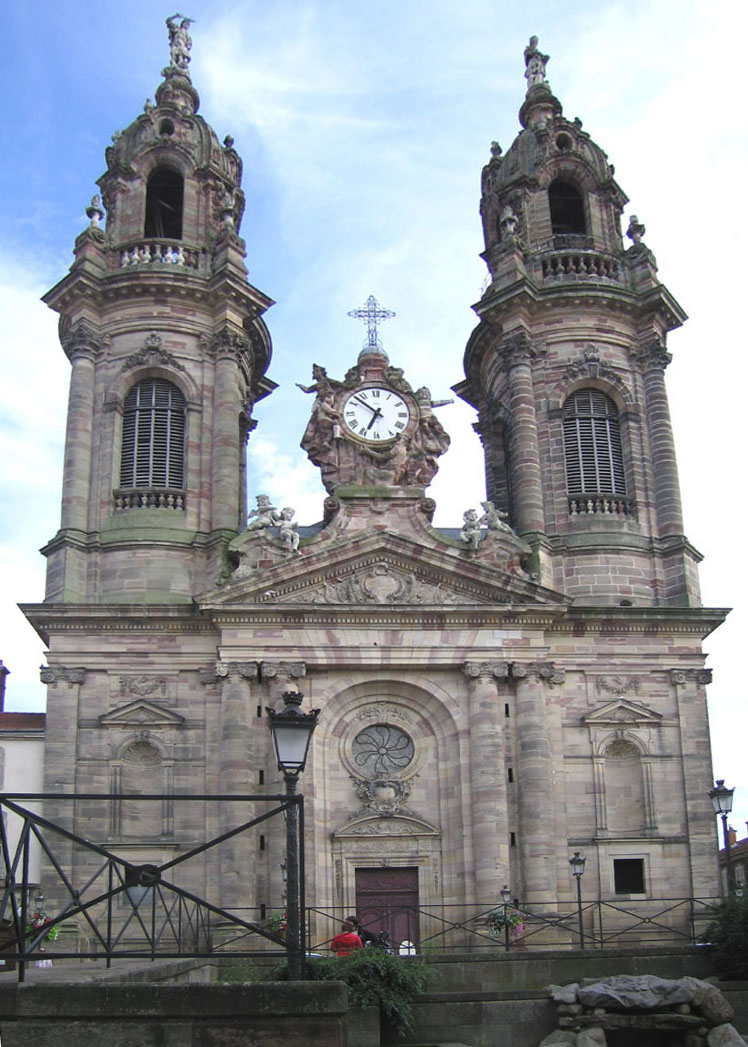
Église Saint-Jacques de Lunéville

## Liste par commune

### Abaucourt
- Église Nativité-de-la-Vierge (reconstruite en 1918)

### Abbéville-lès-Conflans
- Église paroissiale de la Nativité-de-la-Vierge. Construite à l'emplacement d'une ancienne église du XVIIIe s. et agrandie en 1840.
- Ossuaire du XIXe s., accolé à l'église.
- Christ de pitié.
- Croix monumentale, située dans la grande-rue, construite pendant la première moitié du XIXe s.

### Aboncourt
- Église Saint-Pierre et Saint-Paul (reconstruite après 1918)

### Affléville
- Église paroissiale Saint-Barthélémy (reconstruite en 1867)

### Affracourt
- Église Sainte-Libaire (XVe s.) ; tour romane.

### Agincourt
- Église de l'Assomption (XVIIIe s.) ; tour romane (XIIe s.) remaniée.

### Aingeray
- Église Saint-Médard (détruite en 1944 et reconstruite).
  - Retable en pierre (dimensions 0,90 m par 2 m) et datant du début du XVIe s. Il provient de la chapelle de Malzey (Ermitage Saint-Jean). Propriété de la commune, il est classé en 1908 aux Monuments Historiques. Encastré dans le mur, il se compose de six niches placées de front, accolées les unes aux autres et séparées la 3e et la 4e par une niche centrale plus importante. Chacune de ces petites niches est couronnée d'un dais et abrite deux statuettes (en tout douze, figurant les apôtres) ; la niche principale est occupée par trois personnages : le Père éternel, une femme agenouillée et un ange.

### Allain
- Église Saint-Maurice (XVIIIe s.)

### Allamont(Dompierre)
- Église paroissiale Saint Hilaire (XVIIIe s.)
- Église paroissiale Saint-Pierre à Dompierre. Ancienne église fortifiée ; partiellement reconstruite en 1704 ; tour clocher construite en 1858 ; chœur et sans doute nef reconstruits en 1875.
- 2 croix de chemin.

### Allamps
- Église fortifiée Saint-Pierre-et-Saint-Paul (XIIIe s.) - Monument historique.
  - Abside (XIXe s.)
  - Portail Renaissance
  - Trois nefs de quatre travées
  - Chapiteaux à crochets.
- Chapelle Notre-Dame-des-Gouttes à Housselmont (XVIIe s.)

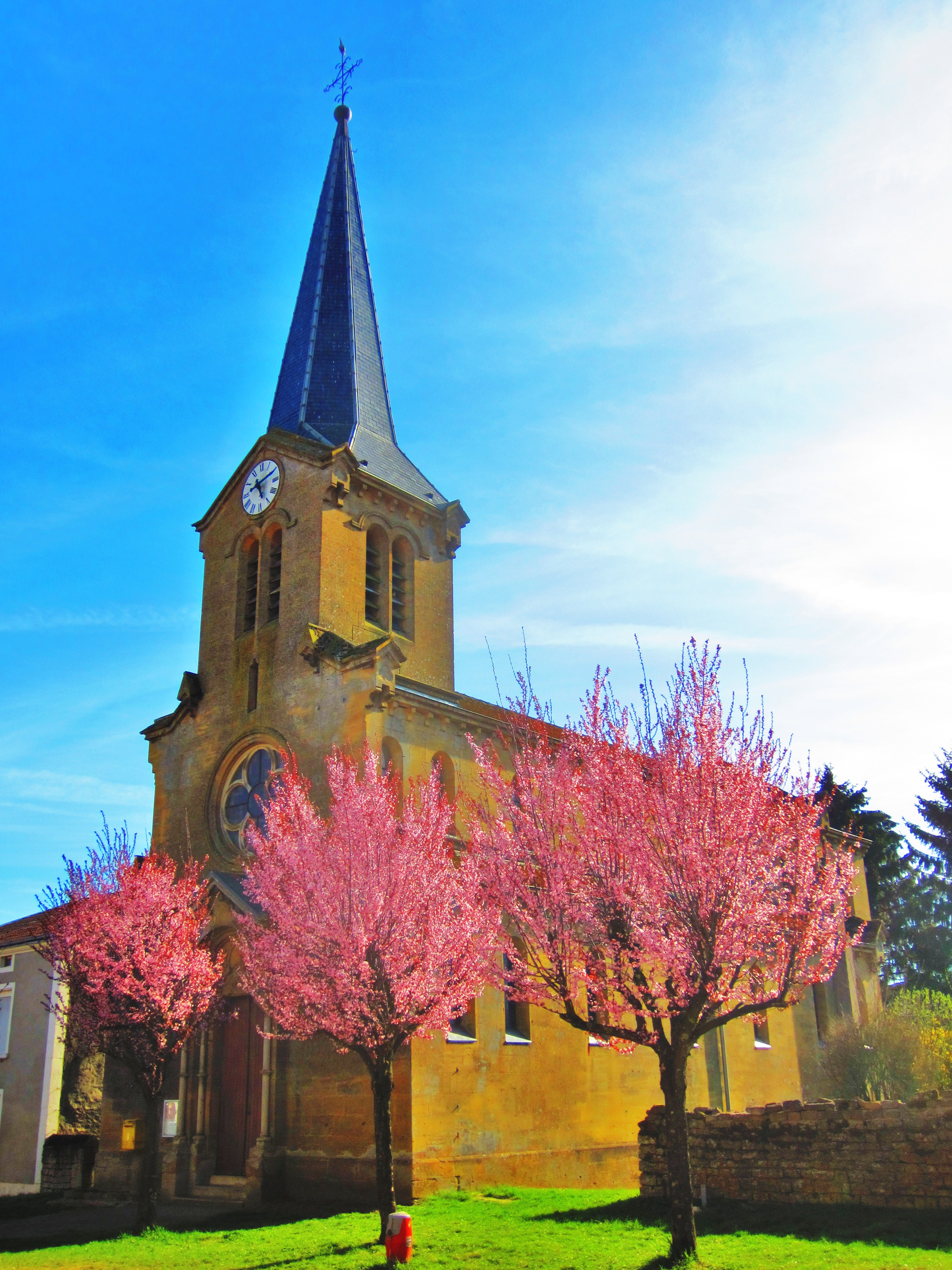
Église Saint-Nicolas à la Malmaison.

- Croix de chemin.

### Allondrelle-la-Malmaison
- Église paroissiale Saint-Pierre à Allondrelle (construite au milieu du XVIIe s.) ; agrandie de 1859 à 1861 ; transformée en 1897 avec adjonction de deux étroits collatéraux et restaurée en 1950.
- Église paroissiale Saint-Nicolas à la Malmaison (construite en 1867, 1868, en remplacement de la chapelle Saint-Nicolas).
- Chapelle Saint-Nicolas à la Malmaison (construite à partir de 1733 et bénite en 1738 par l'évêque auxiliaire de Trèves, Lothar Frédéric von Nalbach) ; détruite à l'époque de la construction de l'église paroissiale.
- Chapelle de L'Ange-Gardien à la Malmaison (construite en 1729), aux frais de Désiré Arquin, seigneur en partie d'Allondrelle et de La Malmaison.
- Chapelle-ermitage de Sainte-Reine au Lary (érigée en 1677) ; L'ermitage comporte une grande pièce, avec cheminée et four à pain.
  - Campanile à flèche polygonale.
  - Autel avec retable (fin du XVIIe s.) typique de cette région (en chêne peint avec chutes végétales et têtes d'angelots ailées).

### Amance
- Église gothique Saint-Jean-Baptiste (XVe s.) ; restaurée au XIXe s.
  - Voûtes sur croisées d'ogives
  - Chevet plat
  - Chapelles (XVIe s.)
  - Clocher (XVIIIe s.)
  - Flèche (XXe s.)

### Amenoncourt
- Église (XVIIIe s.)
  - Tour romane modifiée
  - Chevet (XVe s.)
- Calvaire près de l'église.

### Ancerviller
- Église Saint-Martin (totalement détruite par un bombardement en 1915) : reconstruite de 1921 à 1923 ; consacrée le 20 novembre 1923 par, du fait que c'était la première église de France reconstruite après la grande guerre, le nonce apostolique Mgr Cenetti en présence de nombreuses personnalités.
  - Vitraux (œuvre du célèbre verrier Jacques Gruber).
  - Ameublement intérieur principalement dû à Eugène Vallin (bancs, confessionnaux) et Jules Cayette (lustres, maître-autel).
- Chapelle de Sainte-Agathe (à 3 km entre Neuviller-lès-Badonviller et Saint-Maurice-aux-Forges).
- Calvaire (juste à côté de la chapelle Sainte-Agathe)

### Anderny
- Église Paroissiale Saint-Étienne (construite 1er quart XIIIe s. dont seul le chœur subsiste).
  - Nef et tour clocher reconstruits au XVIIIe s.) ; Nef réaménagée vers 1970.
  - Trace d'un oculus d'armoire eucharistique obturé lors des travaux.
- Calvaire érigé en 1842 (situé au 12 rue de Sancy)
- Ossuaire (début XVIIe s.), derrière l'église.

### Andilly
- Chapelle et cimetière militaire allemand d'Andilly : 33110 tombes
- Croix de chemin avec l'inscription "O crux ave spes unica" (édifiée en 1806 par les époux Christophe Gime et Anne Paisan)
- Église Saint-Martin
  - Chœur et chevet du XIIIe s.
  - Nef du XIXe s. ;
  - Tour romane de défense ;
  - Statue.
- Le 28 juillet 1825, naissance de la célèbre mystique stigmatisée et voyante Caroline Clément (cf. RP. MARC, Histoire d'une âme victime, Caroline Clément, 1895)

### Angomont
- Église Saint-Clément (reconstruite après 1918)
- Chapelle du XIXe s. de La Chapelotte, devant laquelle ont été dressées deux colonnes provenant de l'ancienne église de Celles.

### Anoux
- Église Paroissiale Saint-Paulin (reconstruite au XVIIIe s.)
  - Clocher porche de 1858 ; date 1551 dans un cartouche remployé.
- Chapelle Sainte-Barbe à Anoux au carrefour de la R.D.643 et de la R.D.149;(détruite). Chapelle moderne remplaçant une ancienne chapelle du XVIe s. ; détruite en 1950 et reconstruite de l'autre côté de la R.D.149.
- Chapelle Saint-Saumont, ermitage : 1re moitié XIXe s. ; 
  - Croix (XVIe s.) contre le mur façade nord de la chapelle (écart Saint-Saumont).
- Croix de Chemin à Anoux lieu-dit Croix Collignon. Croix élevée en 1701 (date portée), par le sculpteur François Lapierre, de Rombas. Restaurée en 1934.

### Ansauville
- Église de l'Assomption (XIXe s.)
  - Sous le pavé, vers le milieu de la nef, existe un puits
- Chapelle (début XIIe s.)

### Anthelupt
- Église Saint-Pierre (reconstruite après 1914-1918)

### Armaucourt
- Église néo-gothique Saint-Paul (1865), restaurée après 1918.

### Arnaville
- Église Saint-Étienne (XVIIIe s.)
  - Tour romane de défense.
- Chapelle Notre-Dame-du-Mont-Carmel au cimetière
  - Nef (XVIIIe s.)
  - Chœur (XIVe s.)

### Arracourt
- Église Saint-Maurice (réalisée en 1920 par Jules Criqui pour remplacer le bâtiment détruit par les bombardements de 1914).
- Chapelle Notre-Dame-de-Pitié (dans le village), reconstruite après 1918.

### Arraye-et-Han
- Église Saint-Étienne (XIXe s.), restaurée après 1918.

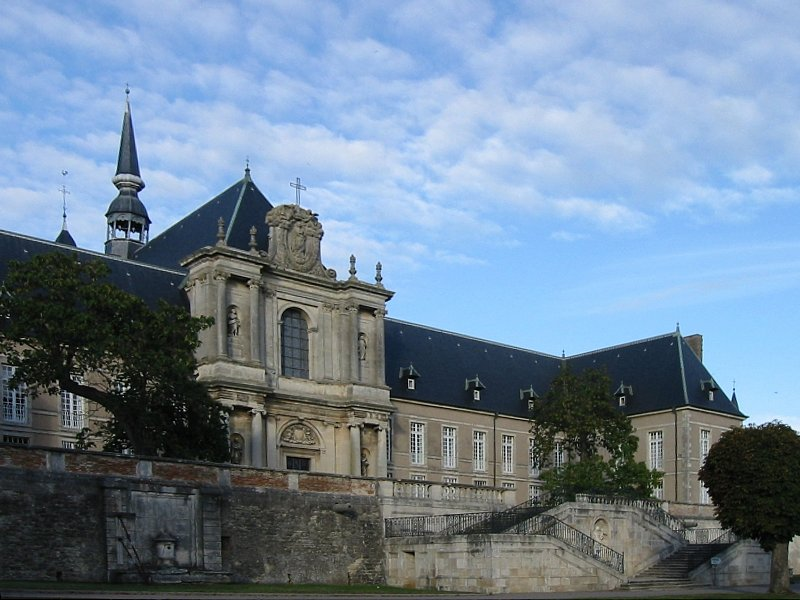
Chartreuse de Bosserville (Art-sur-Meurthe)

- Chapelle Saint-Pierre à Han.

### Art-sur-Meurthe
- La grande Chartreuse de Bosserville (XVIIe s.)
- Église Saint-Aignan (XVIIIe s.)
- Chapelle Saint-Rémy de Bosserville (XIXe s.)
  - Autel (XVIIIe s.)

### Athienville
- Église Saint-Pierre-et-Saint-Paul (XVIIIe siècle) ; remaniée (XIXe siècle)
  - Maître-Autel : Tabernacle et exposition h : 3,45 m, l : 3,06 m en bois sculpté, exécuté vers 1720-1730 atelier du doreur Jean Bailly de Damas aux Bois ; classé Monument Historique le 6 février 1979
  - Christ en Croix (XVIIe siècle) en bois polychrome classé à l'inventaire
  - Orgue François Didider installé en 1927 en remplacement d'un orgue - plus gros - de Jean Blési datant de 1881
  - Lors de la Première Guerre mondiale, le clocher fut abattu, ce qui engendra la perte de l'orgue GO - Pédalier en tirasse obligée : doublette 2', prestant 4', bourdon 8', principal 8', bourdon 16' ; muet depuis le milieu des années 1980, il a été restauré en 1996 par Laurent Plet et inauguré par Dominique Bréda.

### Atton
- Église Saint-Germain (XVIIIe s.)
  - Tour reconstruite après 1918.

### Auboué
- Église paroissiale Saint-Jean-Baptiste (XIXe s.). Jusqu'en 1834, l'église paroissiale se trouvait à Coinville, là où subsiste le cimetière et une ferme et fut transférée à Auboué. Reconstruction d'un nouveau clocher à l'arrière en 1922-1923.

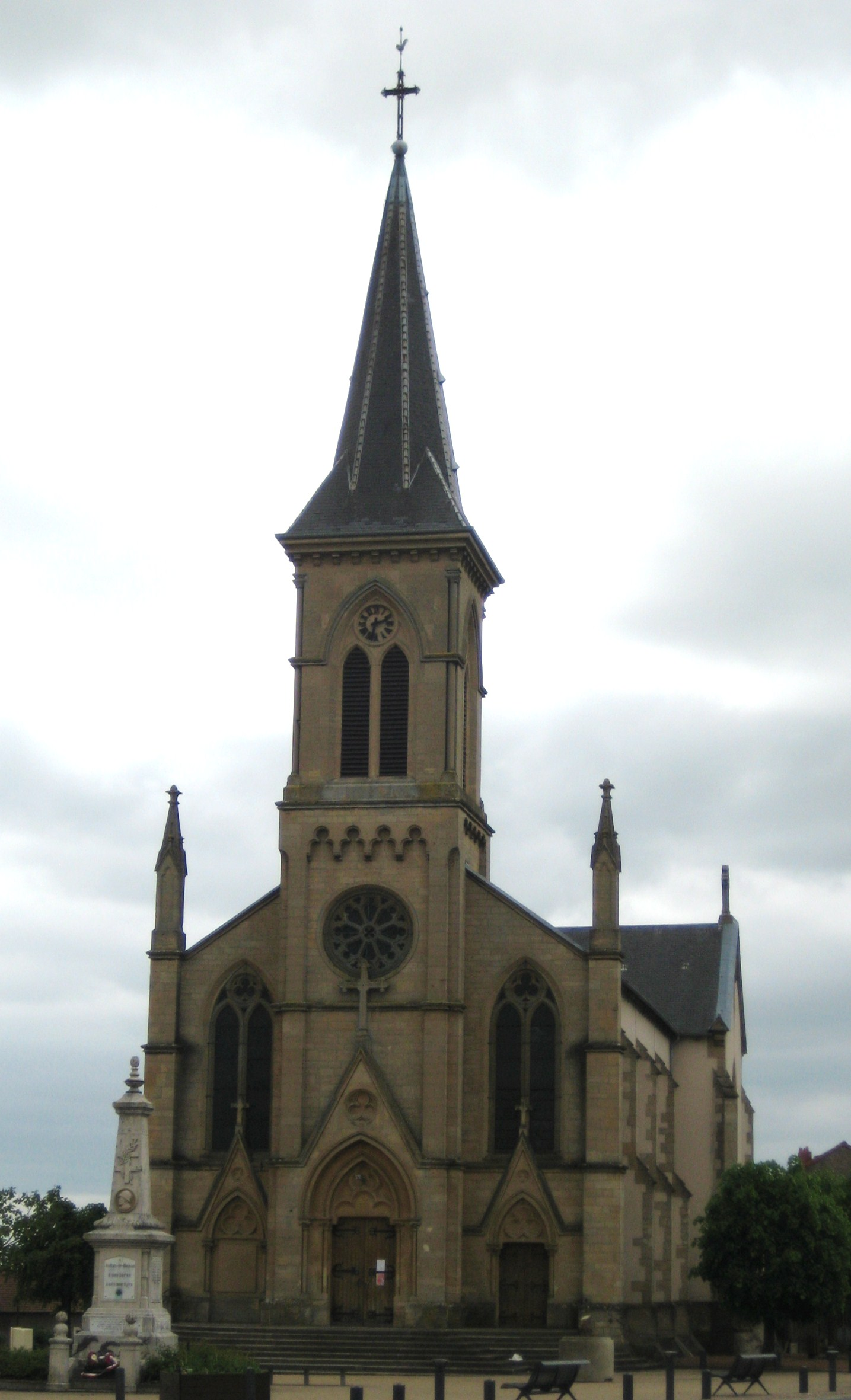
L’église Saint Donat d'Audun-le-Roman

### Audun-le-Roman
- Église paroissiale Saint Donat (2e moitié du XVIIIe s.) ; Église reconstruite de 1866 à 1868. Restaurée après la guerre 1914-1918. Inscription de 1751 en remploi concernant la fonte des cloches
- Calvaire situé 17 rue Lucien Michel (daté 1596) ; restauré en 1979, représentant : Christ en croix ; Vierge ; saint Pierre ; sainte Barbe ; symbole professionnel : rabot, tenaille, équerre, crâne.

### Autrepierre
- Église Saint-Clément (XVIIIe s.)
  - Chevet gothique.

### Autreville-sur-Moselle
- Église Saint-André (XVIIIe s.)
  - Autel latéral sud : la mort de l'époux très chaste de la Vierge. Artiste inconnu - XIXe s.
  - Retable

### Autrey
- Église paroissiale de la Nativité de la Vierge
  - Nef et chapelle castrale (XVe s.)
  - Chœur reconstruit par le comte de Vaudémont en 1613, date portée sur la clef de voûte de la première travée du chœur
  - Tour reconstruite en 1850-1851.

### Avillers
- Église paroissiale Saint-Laurent (construite début 3e quart XVIe s.) (en 1840, on a trouvé dans le massif du maître-autel un parchemin indiquant que l'église avait été bâtie en 1560). Restaurée en 1726 (date portée par la porte de la nef).
  - Chœur transformé en 1840 (date portée par la baie nord), par la suppression de la voûte d'ogives.
  - Ossuaire du XVIe s. adossé au pan nord du chœur.
  - Oculus d'une ancienne armoire eucharistique sur le pan sud-est du chœur.

### Avrainville
- Église Saint-Pierre (XVIIIe s.), remaniée au XIXe s.

### Avricourt
- Église Saint-Jacques (XIXe s.)

### Avril
- Ancienne Abbaye de chanoines réguliers de Saint-Augustin dite abbaye de Saint-Pierremont, au lieu-dit Saint-Pierremont.
- Ancien Couvent de cordeliers (construit au XVe s.), situé au lieu-dit la Chapelle-aux-Bois appelé aussi ermitage de la Sainte Trinité. Couvent de cordeliers fondé vers 1450 par Jeanne de Pulligny et Didier de Langres son époux. Tombé en ruine au XVIIe s. et transféré vers 1710 à Briey, dans l'ancien château des comtes de Briey que leur avait cédé le duc Léopold Ier de Lorraine le 12 mars 1709, il est supprimé en 1791 détruit en 1860 les pierres réutilisées pour le nouveau moulin du pérotin (aujourd'hui il ne reste que quelles ruines au milieu de la sapinière).
- Église paroissiale de L'Assomption (1re moitié du XIXe s.)

### Azelot
- Église Saint-Laurent (XIIIe s.), agrandie au XVIe s : chapelle sud.

### Azerailles
- Église Saint-Laurent (construite par Jean Bourgon en 1954) ; les éléments de décoration sont de Pierre Jacquot.

### Baccarat
- Église Saint-Rémy (XIIIe s.) détruite en 1944 et reconstruite en style moderne (érigée entre 1953 et 1957), elle est tout entière placée sous le signe du triangle de la Sainte Trinité. Le clocher mesure 55 m et la décoration lumineuse du groupe témoignage, composée de 20000 pièces de cristal de Baccarat déclinées dans plus de 150 tons et ajustées dans le béton en fait un ensemble unique au monde (1957).
- Chapelle Saint-Christophe (XIIe s.) : statues.
- Chapelle Sainte-Anne (construite en 1775) ; elle était destinée à l'usage du personnel de la verrerie. Érigée en succursale de la paroisse de Deneuvre en 1802 ; actuellement inutilisée. Le toit était autrefois totalement couvert en ardoise
- Chapelles Sainte-Catherine (XVIIe s.), Notre-Dame-de-la-Délivrance (XIXe s.) et Humbépaire (1948).
- Restes du couvent des carmes (XVe s.)
- Église Saint-Joseph de Badmenil.

### Badonviller
- Église romane Saint-Martin (XVIIIe s.), reconstruite en 1925 en style néo-classique ; elle est un édifice protégé dans sa totalité depuis un arrêté du 14 février 1921. Elle a pour particularité d'avoir une architecture à toit rond et un carillon imitant celui de Big Ben.
- Cimetière national : 2562 soldats français.

### Bagneux
- Église Saint-Remy primitive (bâtie au XIIe s.), incendiée par les Suédois vers 1632 (guerre de Trente Ans). Du bâtiment primitif il ne reste plus que la tour romane à trois niveaux en retrait successifs. Elle fut remaniée aux XVIIe s. et XVIIIe s. et rénovée en 2001.

### Bainville-aux-Miroirs
- Église Saint-Maurice (à l'origine prieuré bénédictin du XIe s.)
  - Tour romane, nef et chevet du XVIIIe s.)

### Bainville-sur-Madon
- Église Saint-Martin (XVIIe s)

### Barbas
- Église Saint-Luc (reconstruite après 1918)

### Barbonville
- Église Saint-Remy (XIXe s.)

### Barisey-au-Plain
- Église de la Nativité-de-la-Vierge
  - Tour romane, chevet et chapelle castrale (XVIe s.)
  - Nef (XVIIIe s.)

### Barisey-la-Côte
- Église Saint-Jean-Baptiste
  - Portail (XIIe s.)
  - Tour romane et chœur (XIIIe s.)
  - Nef (XIXe s.)
  - Chapiteaux ornés.
- Croix-Calvaire édifiée en mémoire des combats de juin 1940 sur la "Ligne des deux BARISEY".

### Les Baroches
- Église paroissiale Saint-Jacques-le-Majeur des Baroches (XIXe s.), reconstruite vers 1870, a remplacé la chapelle de l'ancien écart du Pénil détruite en 1874
- Église paroissiale de la Très-Sainte-Trinité-de-Génaville, (XVe s.)
  - Tour-clocher reconstruite en 1749, date portée sur le pignon
- Calvaire à Génaville (datant de 1702)
- Deux croix de chemin du XVIIIe s. à Génaville

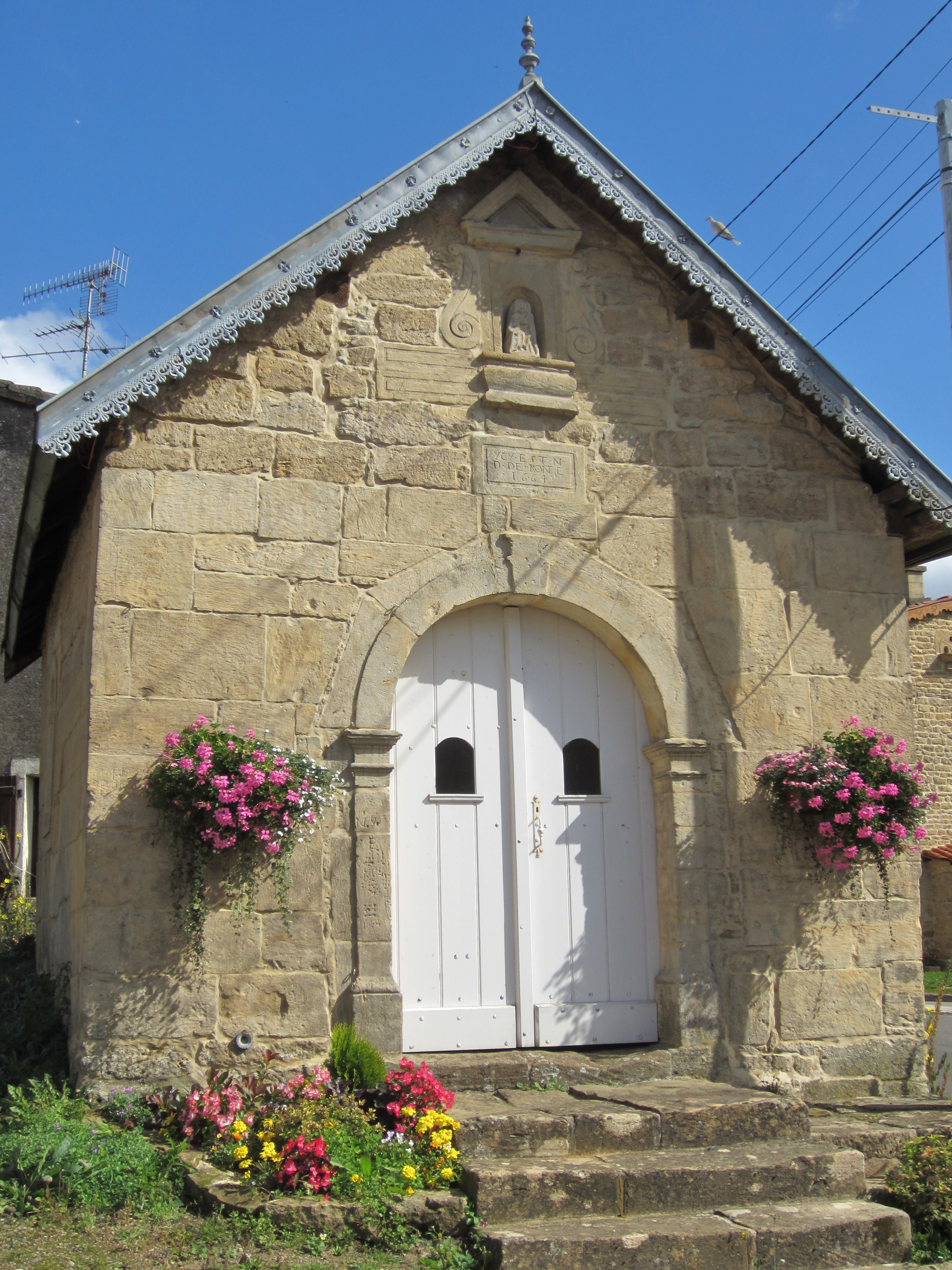
Chapelle Notre-Dame-de-Bonté, construite en 1664, à Baslieux

### Baslieux
- Église paroissiale fortifiée Saint-Pierre, Saint-Paul, reconstruite en 1560 (date portée par la tour clocher) aux frais de Jean Israël, curé de Baslieux de 1525 à 1589, dont il ne subsiste que le chœur et la tour aménagée en refuge par ses soins.
  - Nef reconstruite de 1869 à 1871 en style néo-gothique et clocher consolidé à la même époque.
- Chapelle Notre-Dame-de-Bonté, située avenue du 151e R.I, construite en 1664.
- Chapelle de l'ancien cimetière.
- Presbytère (reconstruit en 1773) d'après la date portée par le linteau de la porte piétonne, en remplacement de celui qu'avait fait construire vers 1537 le curé Jean Israël. Le puits placé devant le presbytère porte la date 1537 à l'intérieur de la margelle et la cave, voûtée en berceau, date encore du XVIe s.

### Bathelémont
- Église Saint-Jean-Baptiste (reconstruite après 1918)

### Batilly
- Ancienne église paroissiale saint Pierre-saint Paul (XIVe s.), construite à proximité du château fort (peut-être l'ancienne chapelle castrale) ; détruite après 1897 quand la nouvelle église fut construite à son emplacement actuel ; l'ossuaire avait été établi en 1673, date portée par une inscription remployée dans la nouvelle église, aux frais de François Ancel et de Jeanne Masson sa femme.
- Nouvelle église paroissiale Saint-Pierre saint Paul, de l'ancienne église il ne subsiste que deux oculi et l'armoire eucharistique dans la sacristie gauche ; reconstruite de 1897 à 1898 (date portée 1898) par Louis Lanternier architecte à Gorze.
- Chapelle au Quartier Paradis XXe aujourd'hui désaffectée.

### Battigny
- Église Saint-Germain
  - Clocher (XIIe s.), avec vestiges de baies géminées
  - Chevet (XVIe s.)
  - Nef remaniée (XVIIIe s.)
- Presbytère (XVIIe s.)

### Bauzemont
- Église Saint-Martin
  - tour romane remaniée
  - chevet du XVe/XVIe s.
  - Nef du XIXe s.
  - Statue de la Vierge de pitié - Pietà de 1,20 m dans une pierre blanche autrefois polychrome. Dégagée de la raideur gothique, elle a été sculptée par un artiste du XVIe s. non identifié.

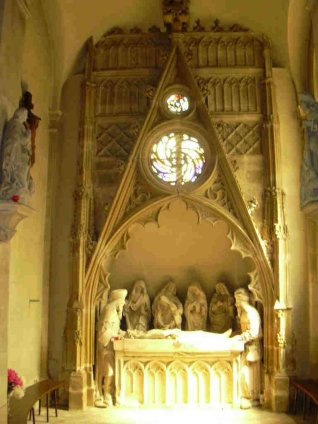
Mise au tombeau (XVe s.) - Église Saint-Martin de Bayon

### Bayon
- Église Saint-Martin (XIXe s.)
  - Sépulcre (XVe s.)
  - Statues.
  - Ancien orgue
  - Orgue de chœur, réutilise l'ancien buffet restauré (orgue Clergeau de 1861)
  - Nouvel orgue symphonique de tribune (reconstruit par la manufacture Kern de Strasbourg et inauguré le 12 octobre 2008)
- Chapelle de la résidence Saint-Charles.

### Bayonville-sur-Mad
- Église Saint-Julien
  - Tour romane fortifiée communiquant jadis avec la maison forte
  - Nef et chevet (XVIIIe s.)
  - L'aître médiéval est remarquable
  - Autel de l'église classé monument historique

### Bazailles
- Église paroissiale Saint-Martin (XIIe s.)
  - Clocher fortifié.
  - Église romane dont il subsiste la partie inférieure des murs de la nef.
  - Chœur et tour clocher (XVIe s.)
  - Nef exhaussée au XVIIIe s.
  - Porte percée dans la façade ouest de la tour.
  - Éléments défensifs : consoles de hourd sur les angles sud-ouest et nord-ouest de la tour, canonnière dans la façade est du chœur, combles du chœur aménagés en refuge.

### Beaumont
- Église Saint-Laurent (XIXe s.), reconstruite après 1918.

### Béchamps
- Église paroissiale de L'Assomption, reconstruite en 1852 sur l'emplacement d'une ancienne église datant en partie de 1743.

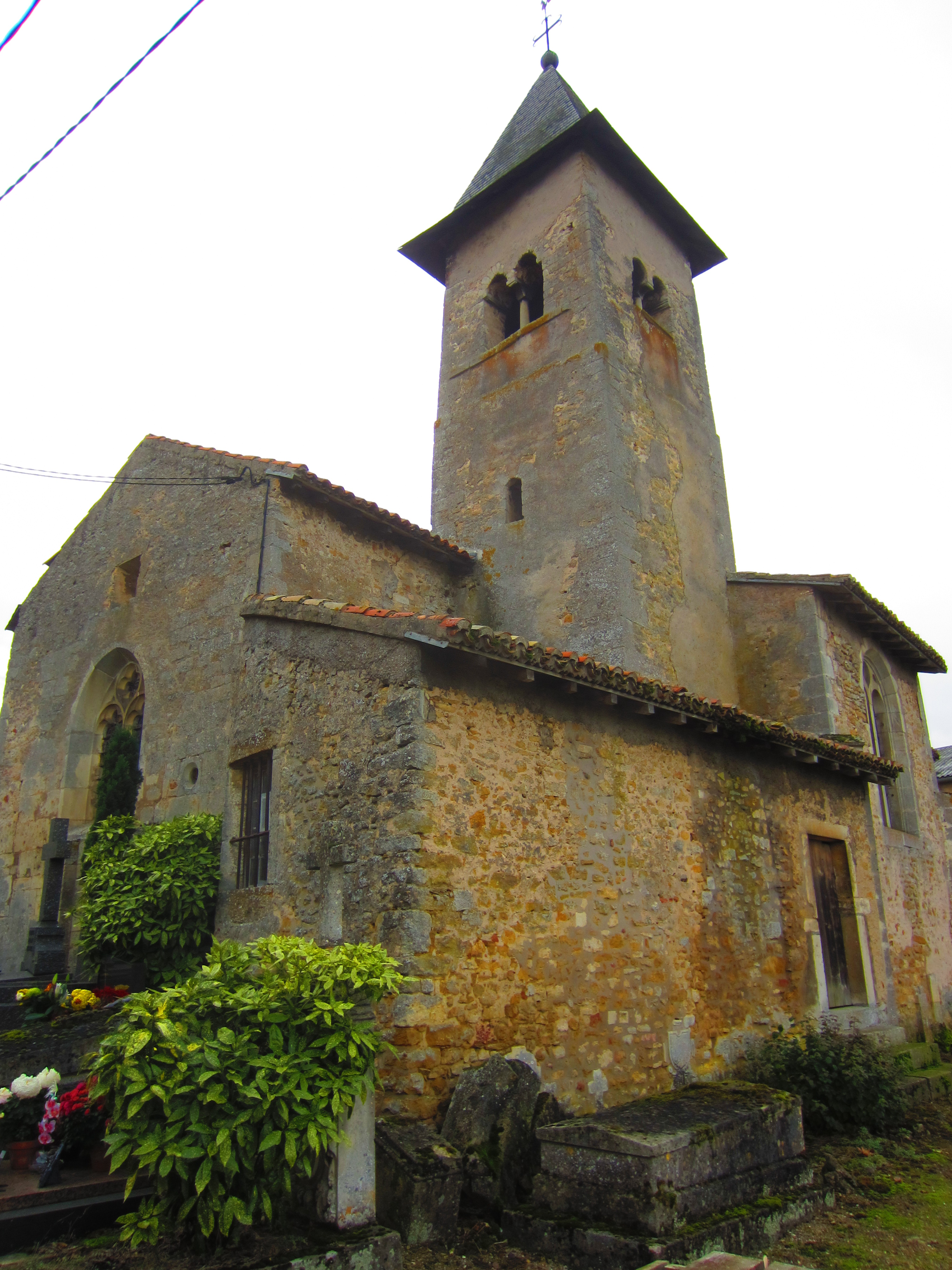
Église Saint-Pierre de Morey (Belleau)

- Calvaire (XVIIIe s.)

### Belleau
- Église Sainte-Madeleine de Belleau
  - Tour romane
  - Chapelle des templiers
  - Nef (XIXe s.)
- Église de l'Assomption de Lixières (XVIIIe s. / XIXe s.)
- Église Saint-Étienne de Manoncourt-sur-Seille, reconstruite après la guerre 1914-1918.
- Église Saint-Pierre de Morey
  - Tour romane
  - Nef (XIXe s.)
- Église Sainte-Madeleine de Serrières : tour romane très remaniée.

### Belleville
- Église médiévale Saint-Étienne (XVe / XVIe s.) ; Sa construction a été réalisée à partir d'un édifice plus ancien. Propriété de la commune, l'église a été classée monument historique en juin 2004. Elle est de style gothique.
  - Nef et les bas-côtés, remaniées au XVIIIe et XIXe s.
  - Mobilier (XVIIIe s.)
  - Clocher (fin du XVIIe / début XVIIIe s.)
  - Chœur réalisé en 1868.

### Bénaménil
- Église Saint-Jean-Baptiste
  - Tour (XVIe s.)
  - Nef et chevet (XVIIIe / XIXe s.)

### Benney
- Église Saint-Martin (XIXe s.)

### Bernécourt
- Église Saint-Georges (reconstruite après 1918)

### Bertrambois
- Église Saint-Florent (XIXe s.)
- Chapelle à Saussenrupt.

### Bertrichamps
- Église Saint-Jean-Baptiste (XVIIIe s.) ; construite par Léopold de Lorraine
  - Lustres en cristal de Baccarat.
- Chapelle Saint-Jean (XIIIe s.)

### Bettainvillers
- Église paroissiale Saint Maurice (construite en 1763), date portée par le linteau de la porte d'entrée
  - Statue de pierre Sainte Barbe (vers 1530)
  - Statue en pierre de Saint Jean-Baptiste (XVIe s.)
  - Statue en pierre de Saint Antoine (XVIe s.)
- Croix de chemin (XIXe s. ?) dont il ne subsiste que des vestiges rassemblés vers 1990 le long du mur du cimetière.

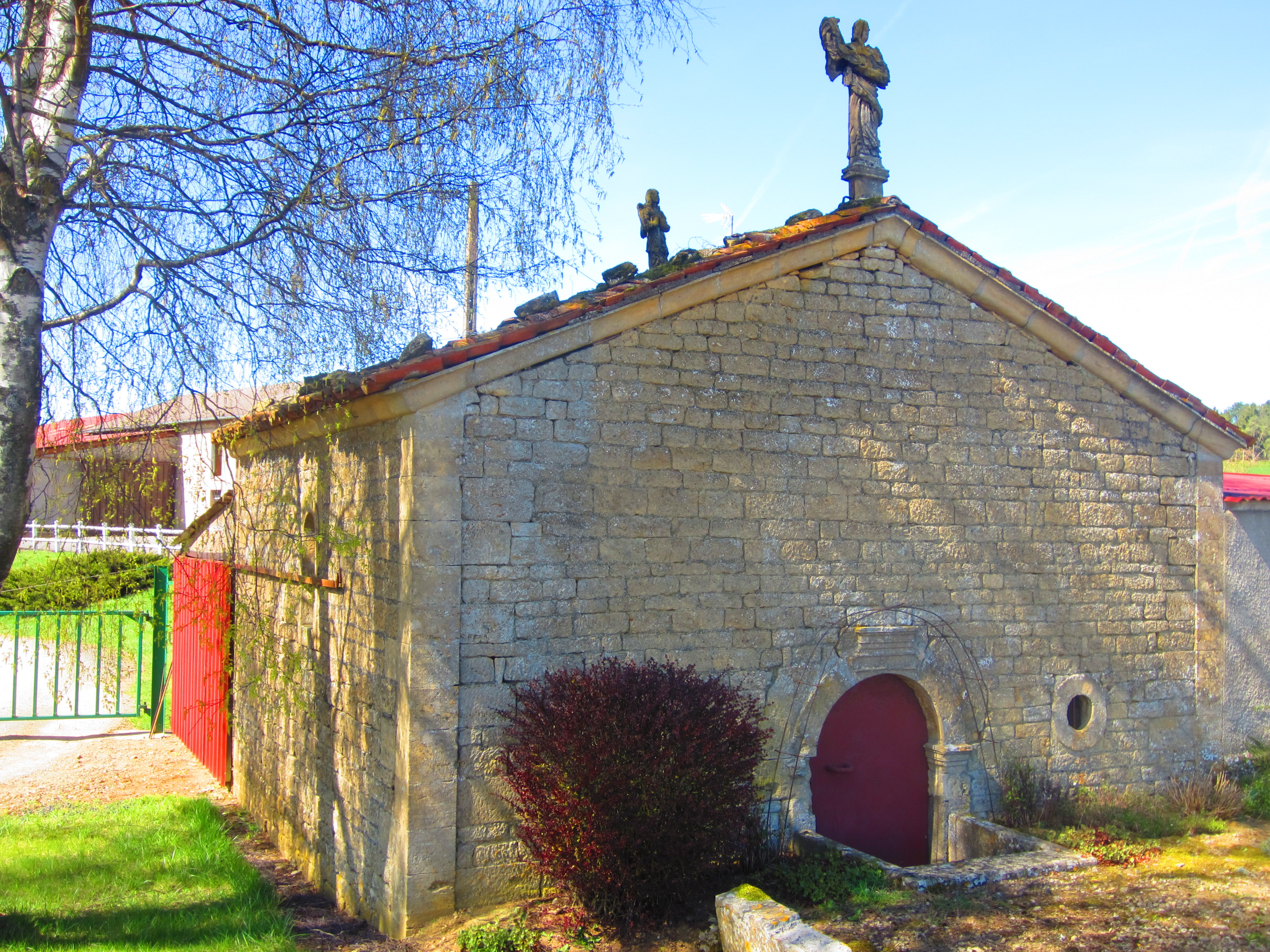
Chapelle Rachon de Beuveille

### Beuveille
- Église paroissiale Saint-Rémy (reconstruite en 1753), date portée par une pierre de fondation aujourd'hui incomplète sous l'abbatiat de Hyacinthe Pillerel, abbé de Saint-Pierremont (1727-1753), en remplacement d'une église plus ancienne non documentée. Restaurée et mise au goût du jour en 1869. Ancienne église grange transformée en église halle, bénite le 7 juillet 1871, restaurée en 1985
  - Nef et chœur voûtés.
  - Ange gardien
  - Maître-autel baroque, joyau du patrimoine du pays-Haut.
- Chapelle Rachon, à l’entrée du village (construite en 1811) 
  - 36 statues, émouvant témoignage d’un soldat, Jean-Baptiste Gauche (1773-1835). Grièvement blessé et balafré, ce soldat, natif du village, s’était promis d’y élever une chapelle pour avoir échappé miraculeusement à la mort, à la bataille de Turckeim (31 décembre 1793). Guéri mais en retraite forcée, il passa le reste de sa vie à sculpter, dans sa cave, toutes ces statues. Les anciens se souviennent de la forte impression que leur procurait, lors des processions, dans la pénombre de la chapelle ouverte, le spectacle de ces étranges créatures.
- Presbytère (datant de 1702)

### Beuvezin
- Église Saint-Georges XVIIIe siècle

### Beuvillers
- Église paroissiale de L'Assomption-de la-Vierge (XIIIe s. ?) ; agrandie, revoûtée et fortifiée au XVIe s. ? ; restaurée de 1856 à 1862 ; reconstruite en 1862, date portée, lion gallo-romain remployé dans le contrefort nord-ouest du chœur.

### Bey-sur-Seille
- Église Saint-Étienne (reconstruite après 1918)
  - Toile de la Sainte Famille, d'un artiste local.

### Bezange-la-Grande
- Église (reconstruite après 1918)

### Bezaumont
- Église Saint-Urbain (XVIIIe s.)

### Bicqueley
- Église Saint-Martin (XVIIIe s.)
  - Autel
  - Grille de communion
  - Chaire de chêne sculpté.
- Chapelle Notre-Dame-de-Gare-le-Col (XIIIe s.), construite à l'emplacement de l'autel rural Notre-Dame-des-Misères.

### Bienville-la-Petite
- Église Sainte-Croix
  - Chevet Renaissance
  - Nef (XVIIIe s.)

### Bionville
- Église Saint-Hubert (XIXe s.) ; église construite sur les propres deniers de Louis XVIII

### Blainville-sur-l'Eau
- Église Saint-Jean-Baptiste (XVIIIe s.)

### Blâmont
- Église néo-gothique Saint-Maurice (1852)
  - Confessionnaux et chaire (XVIIIe s.)
  - Baroque provenant de l'abbaye de Domèvre-sur-Vezouze
  - Orgue historique de Dingler (construit au XVIIIe s.), transformé au XXe s., et restauré par Kern en 2000.
- Collégiale de Blâmont, supprimée avant la Révolution, remplacée par la chapelle néo-gothique du collège (1848), détruite au XXe s.
- Monastère des religieuses de Notre-Dame (XVIIe s.), reconverti en école maternelle.
- Couvent des Capucins (fondé en 1627 par Marguerite de Gonzague) ; chapelle ornée de fresques, converti en centre d'action sociale dans l'entre-deux-guerres (Bon-Accueil), détruit par bombardement en 1944.

### Blémerey
- Église (reconstruite après 1918)

### Blénod-lès-Pont-à-Mousson
- Église Saint-Étienne (reconstruite en 1895) ; quelques vestiges du XIIe / XIVe s.
  - Clocher roman

### Blénod-lès-Toul
- Église Saint-Médard fortifiée, 1506 à 1512 (monument historique depuis 1862)
- - Tombeau de Hugues des Hazards, 74e évêque de Toul
  - Statue de Saint-Nicolas (XVIIIe s.)
  - Vitraux du XVIe s.
  - Statue du XIIIe s.
  - Bas-relief du XIVe s.
  - Pietà du XVe s.
  - Retable.
  - Orgue de 1735 de Dingler ; boiseries et lutrin du XVIIIe s.
  - Portail du XVe s. de l'ancienne chapelle Saint-Clément.
- Six croix de chemin (dont une croix-calvaire, appelée "Croix du Puisat", qui date de 1454)
- Ruines de la chapelle Sainte Menne.
- Ermitage Saint-Fiacre.

### Boismont
- Église paroissiale Notre-Dame-de-l'Assomption (reconstruite de 1827 (date portée) à 1829)

### Boncourt
- Église Saint-Laurent (construite vers 1836 pour servir d'église paroissiale à la place de l'ancienne chapelle castrale).

### Bonviller
- Église Saint-Blaise (XVe s.), remaniée au XVIIIe s.

### Borville
- Église Saint-Maurice (XIXe s.)

### Boucq
- Église Saint-Pierre (XIIIe s.)

### Bouillonville
- Église Saint-Denys (XVIIIe s.), remaniée au XIXe s.
  - Chevet en cul-de-four (remanié au XIXe s.)
- Cimetière militaire allemand de Bouillonville - Première Guerre mondiale (1368 allemands)

### Bouvron
- Église Saint-Mansuy (XVIIIe s.)
- Chapelle du cimetière militaire allemand (Bois de Chazaux)

### Bouxières-aux-Chênes
- Chapelle Sainte-Agathe de Blanzey (XIIe s.)
- - Chœur, abside et crypte
  - Façade (XVIIIe s.)
  - Crypte (XIIe s.), restaurée 1956
  - Voûtée d'ogives
  - Chapiteaux à décor végétal
  - Baies (XVe / XVIe siècle)
  - Statue (XVIe siècle) sur la façade,
  - Retable (1959).
- Église Sainte-Madeleine de Bouxières, détruite en 1914-1918, reconstruite ensuite.
- Chapelle Saint-Étienne à Ecuelle
  - Tour (XIIe s.)
  - Chevet (XVe s.)
  - Nef (XVIIIe s.)

### Bouxières-aux-Dames
- Église Saint-Martin (XVe s.), remaniée
  - Nef et chevet (XVe s.)
- Chapelle Saint Gauzelin, se trouve dans une rue sous la colline. C'est là que serait enterré le saint.
- Chapelle Saint-Antoine.
- Ruines transformées de l'ancienne abbaye du Xe s.

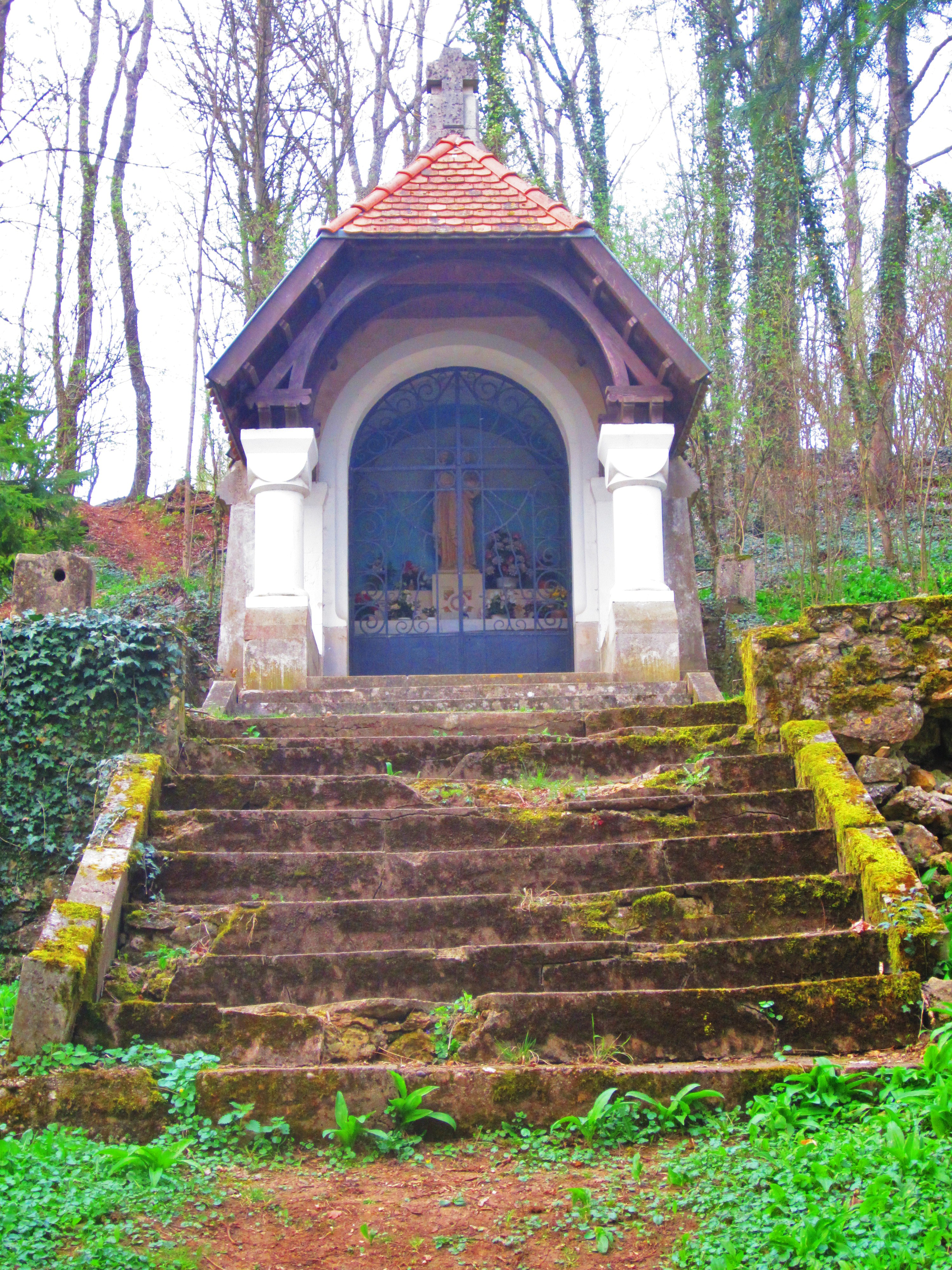
Chapelle de pèlerinage Notre-Dame-du-Froidmont (Bouxières-sous-Froidmont)

### Bouxières-sous-Froidmont
- Église de la Nativité-de-la-Vierge, restaurée après 1914-1918.
- Chapelle de pèlerinage Notre-Dame-du-Froidmont (XIXe s.)

### Bouzanville
- Église Saint-Martin (XIXe s.)
- Chapelle Notre-Dame-de-Pitié.

### Brainville
- Église paroissiale Saint-Airy. Restaurée de 1860 à 1866 avec construction du nouveau clocher.
  - Chœur en partie XIIe s.
  - Voûtée (XVe ou XVIe s.)
  - Nef (XVIIe ou XVIIIe s.)
  - Armoiries
- Chapelle Saint Nicolas, lieu-dit : Porcher. Gros œuvre sans doute du XVIe s.
  - Portail (XIXe s.)
- 3 croix de chemin.

### Bralleville
- Église Sainte-Libaire (XVIIIe s.) : tour romane remaniée.

### Bratte
- Église de la Nativité-de-la-Vierge, reconstruite au XIXe s.
  - Chevet (XVe / XVIe s.)

### Bréhain-la-Ville
- Église paroissiale Saint-Denis
  - Croix monumentale
  - Monument sépulcral (construite en 1757)

### Bréménil
- Église de la Nativité-de-la-Vierge (XVIIIe s.)
  - Tour avec toit en bulbe.

### Brémoncourt
- Église Saint-Remy
  - Nef (XVe s.) remaniée
  - Chevet (XVIIIe s.)
- Chapelle de 1617 (château)

### Briey
- Église Saint-Gengoult (XIIe s.) - Monuments historiques
  - Chœur reconstruit de 1757 à 1760.
  - Calvaire de Ligier Richier, ensemble sculptural en bois de six personnages à taille humaine : le Christ, saint Jean, sainte Marie-Madeleine, la Vierge et les deux larrons.
  - Un Dit des trois morts et des trois vifs, représentation murale montrant trois jeunes gentilshommes interpellés dans un cimetière par trois morts, qui leur rappellent la brièveté de la vie et l'importance du salut de leur âme.
- Ancien couvent de Cordeliers (destinations successives : manufacture, teinturerie ; sous-préfecture et tribunal)
- Maison le Galatas. Il s'agit sans doute d'un ancien couvent de femmes avec chapelle des XIVe ou XVe s. ; transformé en maison au XIXe s. et conservant des éléments gothiques : porte cochère et porte piétonne, deux baies au second niveau.
- Chapelle Saint-Antoine (construite en 1260, elle servait de chapelle à l'ancien hôpital Saint-Antoine fermé en 1756)
- Chapelle de l'ancien hôpital Saint Charles (construite en 1877 (date portée sur le portail) seul vestige restant de la chapelle)
- Chapelle du cimetière (construite en 1868 pour remplacer l'oratoire du vieux cimetière autour de l'église et servir de sépulture aux prêtres de la paroisse, elle abritait le calvaire de Ligier Richier, aujourd'hui dans l'église paroissiale)
- Chapelle de l'Assomption du lycée et collège.

### Brin-sur-Seille
- Église Saint-Martin (reconstruite après 1918)

### Brouville
- Église Saint-Rémy
  - Tour romane
  - Nef (XVIIIe s.)
  - Chevet (XVe s.)

### Bruley
- Église Saint-Martin (XIXe s.) ; style néogothique
- Réplique de la grotte de Lourdes
- Chapelle du Rosaire au milieu des vignes.
- Tour romane de l'église primitive, subsiste à distance de l'église actuelle, actuellement chapelle du cimetière.

### Bruville
- Église paroissiale Saint-Maurice (construite en 1766)
  - Statue de Saint-Maurice. Sculptée dans la pierre au XIIIe s., elle se trouve aujourd'hui incluse dans la face avant de l'autel. Le saint est habillé et armé comme les chevaliers de cette période du Moyen Âge.
- Sépultures militaires 1870.
- Croix Monumentale (située rue de l'Église, construite vers la 1re moitié XIXe s.)
- Croix Monumentale (située C.D. 13. La croix XIXe s. a été déplacée vers 1978, au moment de la construction d'une maison sur la parcelle où elle se trouvait. Elle a été relevée à la sortie sud du village sur un terrain communal).

### Buissoncourt
- Église Saint-Martin (XIXe s.)

### Bulligny

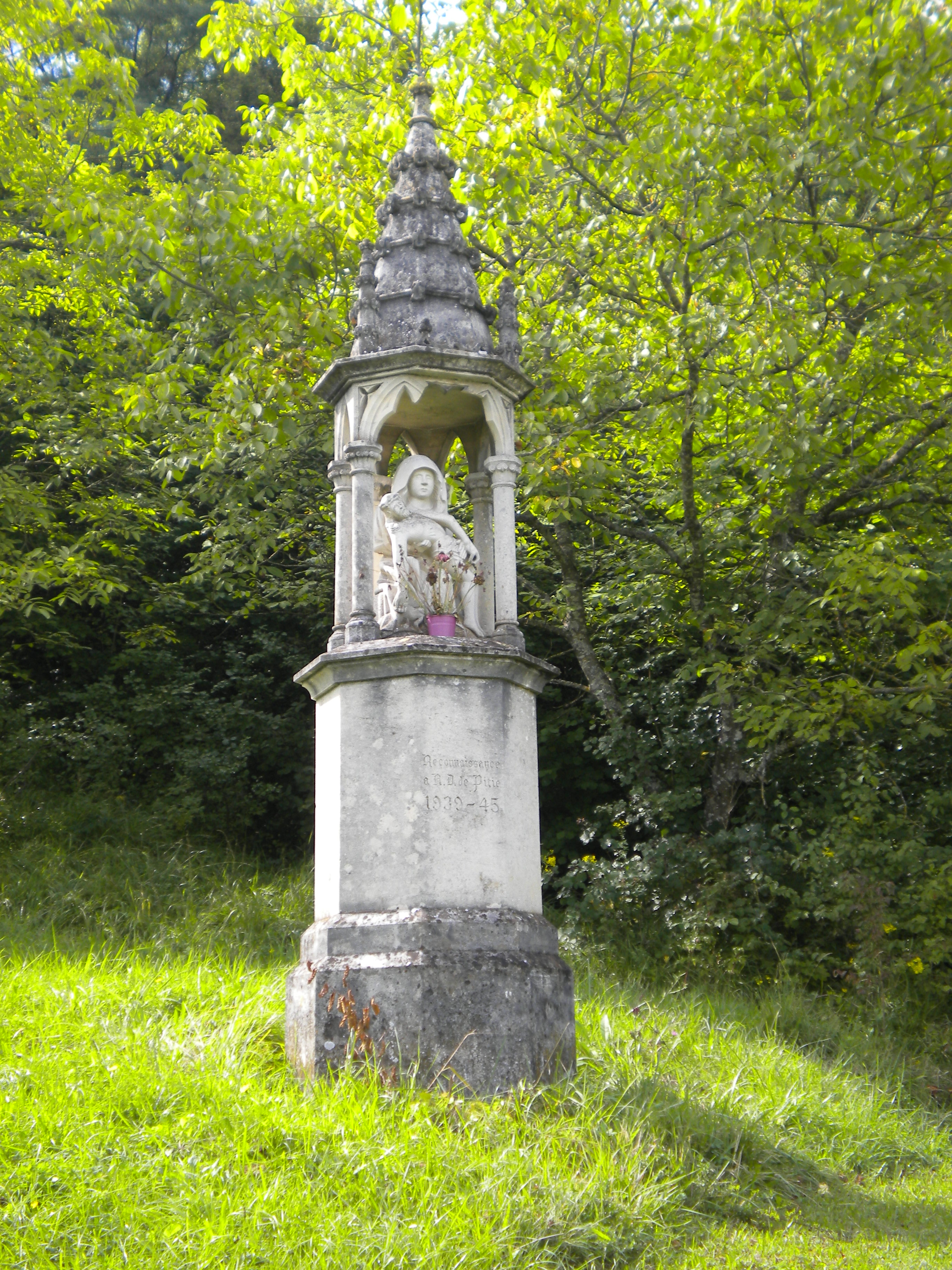
Notre-Dame-de-Pitié, Bulligny

- Église de la Nativité-de-la-Vierge (1432)
- - Tour du XVe s. remaniée ; Nef et chevet du XVe s. ; Orgue (offert par Mr Bardin en 1925)
  - Tympan portail de la façade - Vierge à l'Enfant du XIVe s. (l'ancien modèle fut volée en 1984)
  - Statue de la Vierge d'Autun (XVIe s.)
  - Statue de Sainte-Anne instruisant la Vierge (XVIe s.)
  - Pietà (XVIe s.)
  - Chevet - Niche en arc brisé contenant une Vierge à l'Enfant mutilée
  - Façade côté nord - Christ en croix du XVIIe s.
  - Vitrail de "Saint-Bernard de Clairvaux agenouillé en dévotion devant la Vierge à l'Enfant" (XIXe s.)
  - Vitrail du "Christ bénissant la foule amassée devant lui" (XIXe s.)
  - Chœur - Vitrail du XIXe s. figurant l'Annonciation à Marie
  - Chapelle sud voûtée sur croisées d'ogives. Elle est dédiée à Sainte-Anne
  - Chapelle seigneuriale nord voûtée sur croisées d'ogives. Fondée par Ferry de Ligniville et la comtesse de Graux en 1455.
- Chapelle Saint-Florentin (XIXe s.) - Rue du Bois-la-Dame.
- Monument dédié à Notre-Dame-de-Pitié (Reconnaissance 1939-1945).

### Bures
- Église Saint-Nicolas (reconstruite après 1918)

### Buriville
- Église Saint-Basle
  - Tour romane remaniée,
  - Nef et chevet (XVIIIe / XIXe s.)

### Burthecourt-aux-Chênes
- Église Saint-Epvre (XIXe s.)
- Ancien presbytère (XVIIIe s.)

### Ceintrey
- Église Saint-Remy (XVIIIe s.)

### Cerville
- Église Saint-Laurent (reconstruite après la guerre de 1914-1918 : le toit avait été enlevé pour que l'armée allemande ne puisse découvrir le village)
- Chapelle rurale sur la route de Réméréville, dite de Froideterre.

### Chaligny
- Église gothique Saint-Remi (XVIe s.) - Monuments Historiques.
  - Orgue de Tribune (fait par Stezle Joseph) - 1er quart du XIXe s.
  - Statue de Sainte Barbe (XVIe s.)
  - Groupe sculpté : Sainte Anne et la Vierge (1er quart du XVIIIe s.)
  - Autel, gradins d'autel, retable, statues (statuettes) : Saint Pierre, Saint Paul, Saint Rémy, Saint Nicolas, Ange adorateur (1er quart du XVIIIe s.)
  - Verrière (XVIe s.)
  - Groupe sculpté : Vierge de Pitié (XVIe s.)
  - Verrières : Le jugement dernier (XVIe siècle)
  - Verrières (4e quart du XVe s.)
  - Verrière (2) : résurrection des morts, Éducation de la Vierge, sainte Marguerite, armes de Henry de Thierstein, armes de Marguerite de Neufchatel Montaigu (baies 0, 3), verrière figurée (XVIe s.)
- Chapelle Notre-Dame-des-Mineurs (XXe s.)

### Chambley-Bussières
- Église paroissiale Saint-Rémi (XIXe s.) ; reconstruite après la guerre de 1914-1918.
  - Statue de Saint-Rémi (portail)
- Église paroissiale de la-Nativité-de la-Vierge à Bussières (XVe s.?) ; agrandie au XVIIIe s.
  - Tour (XVIIIe s.) ; restaurée au XIXe s.
  - Sacristie (XIXe s.)

### Champenoux
- Église Saint-Barthélemy (XVIIIe s.)
- Cimetière militaire français de la première guerre mondiale, bataille du Grand-Couronné 1914.

### Champey-sur-Moselle
- Église Saint-Pierre (XIXe s.)
  - Statue de Saint-Pierre (portail)

### Champigneulles
- Église Saint-Epvre (s'il ne reste rien de l'église du Moyen Âge, l'édifice actuel est tout de même vieux de près de 400 ans), 
  - Première travée du chœur (1618)
  - Nef (1774)

### Chanteheux
- Église Saint-Barthélemy (XVIIIe s.) ; remaniée (XIXe s.) 
  - Chevet gothique.

### Chaouilley
- Église paroissiale Saint-Thiébaut (bâtie par F. Florentin, curé de 1743 à 1763, aux frais de Simon Claudel, curé de 1711 à 1742, et bénite le 1er juillet 1745 par le sieur Robert, curé de Diarville, commis par l'évêque de Toul.
  - Une flèche carrée a remplacé un bulbe polygonal surmonté d'une petite flèche vers 1950.
- Chapelle Notre-Dame de Sion dite chapelle de Villars.
- Trois croix de chemin.

### Charency-Vezin
- Église paroissiale Saint-Pierre, Saint-Paul, Sainte-Hélène à Charency (détruite). Ancienne église paroissiale Saint-Pierre et Saint-Paul du Moyen Âge, non documentée, interdite en 1804 par l'évêque de Metz, en raison de sa vétusté et du danger qu'elle représentait pour les fidèles ; un projet de reconstruire une nouvelle église au même emplacement fut fourni en l'an XI et abandonné par la suite, les habitants du village voulant que la nouvelle église soit reconstruite au milieu de l'écart de Vezin, en raison de l'éloignement de Charency ; les visites canoniques de la paroisse au XVIIe s. mentionnent que l'église était dédiée à Saint-Pierre, Saint-Paul et Sainte-Hélène et qu'il y avait une chapelle dans l'église.
- Église paroissiale Sainte-Hélène à Vezin. Nouvelle église construite à Vezin au début du 2e quart du XIXe s. 1re pierre posée en avril 1827, bénédiction en décembre 1831. Elle a remplacé l'ancienne église paroissiale Saint-Pierre-et-Saint-Paul de Charency devenue vétuste et trop éloignée du centre de l'agglomération.
- Chapelle Saint-Cuny à Vezin (fin XVIIe s.)
- Ancienne chapelle ossuaire (XVIe s.) au cimetière de Charency.

### Charey
- Église Saint-Maurice (reconstruite après 1918)

### Charmes-la-Côte
- Église Notre-Dame (dédiée à la Nativité de la Vierge Marie).
  - Chevet (XVe s.), avec ses trois baies gothiques.
  - Oculus d'une armoire eucharistique visible dans le chœur. Il s'agissait de présenter et de mettre en exposition l'ostensoir aux Carpiniens à l'extérieur de l'édifice, cela avant le Concile de Trente (1545-1563) qui généralisait l'emploi d'un tabernacle pour la conservation et la protection du Saint-Sacrement.

### Charmois
- Commune sans église.
- Tour de l'ancienne église, imbriquée dans les habitations.

### Chaudeney-sur-Moselle
- Église Sainte-Walburge (reconstruite en 1765)
- Croix en pierre ogivale, dans l'ancien cimetière.

### Chavigny
- Église Saint-Blaise (XVIIIe s.)

### Chazelles-sur-Albe
- Église reconstruite après 1918.

### Chenevières
- Église de l'Assomption
  - Tour massive à étages
  - Nef (XVIIIe s.)

### Chenicourt
- Église Saint-Jean-Baptiste (reconstruite après 1918) ; endommagée à nouveau en 1944
  - Vitraux modernes.

### Chenières
- Église Saint-Loup (XIXe s), remaniée au XXe s.
  - Tour romane remaniée, restaurée au XXIe s.
- Sept croix de chemin.

### Choloy-Ménillot
- Église de l'Assomption de Ménillot
  - Chœur et vitrail (XIIIe s.)
- Église Saint-Jean-Baptiste de Choloy.

### Cirey-sur-Vezouze
- Église néo-classique Saint-Denys (1839)
  - Peintures murales
  - Orgue 1883, boiserie néo-Renaissance.
- Chapelle de la maison de retraite (ancien couvent des Sœurs de la Charité de Strasbourg)
- Vestiges de l'abbaye de Haute-Seille (ruines de la façade XIIe s. de l'église.)

### Clayeures
- Église Saint-Martin (XVIIIe s.)

### Clémery
- Église Saint Loup (restaurée après la guerre de 1914-1918)
  - Statue de saint Loup.

### Clérey-sur-Brenon
- Église paroissiale Saint Élophe
  - Tour (XIIIe s.)
  - Nef (XVe s.)
  - Chevet plat réparé en 1723, date portée sur un des contreforts ;
  - Foudroyé en 1972, le clocher a été remis en état en 1974.
- Chapelle de Notre-Dame de Pitié, première moitié du XIXe s. (?)
- Chapelle du calvaire (en face de l'église, 1890)

### Coincourt
- Église Saint-Dié (XVe s.), partiellement reconstruite après 1918.

### Colmey
- Église paroissiale de L'Assomption-de la-Vierge (reconstruite à partir de 1878) ; a remplacé une église construite en 1767, les deux niveaux inférieurs de la tour clocher ayant été conservés.
- Église paroissiale Saint-Hubert à Flabeuville (XVIe s.) à la collation du prieuré Saint-Gilles de Dun dont il subsiste la tour porche en façade
  - Nef et chœur reconstruits au XVIIIe s.
  - Éléments défensifs.
- Chapelle Saint-Hubert (construite limite XVe s. / XVIe s. à l'initiative de l'abbaye Saint-Hubert d'Ardenne, propriétaire de biens à Flabeuville. Partiellement repercée au XVIIIe s.
- Chapelle Saint-Joseph, située C.D.29c, de plan octogonal reconstruite en 1818 par Justin de Soleyrol, qui a servi de sépulture à sa descendance, aujourd'hui la famille de Boissonneaux de Chevigny.

### Colombey-les-Belles
- Église Saint-Maurice (reconstruite en 1770)

### Conflans-en-Jarnisy
- Église paroissiale Saint-Martin (construite en 1844 à l'emplacement d'une ancienne chapelle Notre-Dame-de-Pitié promue église paroissiale en 1709, en remplacement de la vieille église romane à trois nefs, détruite au moment de la Révolution, qui se trouvait dans le cimetière actuel)
- Ancienne chapelle ossuaire, lieu-dit La Côte à Larry (XVIe s.). Restauré en 1887.

### Cons-la-Grandville
- Église Saint-Hubert (reconstruite en 1732 sur une crypte XIIe s. avec peintures murales XIIIe s.
  - Voûtes d'ogives dans l'église haute
  - Mise au tombeau (XVIe s.)
  - Retable (XVIIIe s.) baroque
  - Stalles (XVIIe s.)
  - Balustrade (XVIIIe s.)
- Prieuré de bénédictins Saint-Michel, Saint-Hubert (fondé vers 1065 par Dudon de Cons, le prieuré Saint-Michel est donné vers 1090 à l'abbaye bénédictine de Saint-Hubert d'Ardenne et construit à proximité immédiate du château, il ne subsiste de cette époque ou du début XIIe siècle que la crypte servant de sépulture familiale à la famille de Lambertye) ; maison du jardinier construite en 1566, date portée ; colombier construit en 1688, date portée ; rétabli en 1788, date donnée par un chronogramme, après avoir été endommagé par la foudre ; logis des moines et église priorale reconstruite en 1732, date portée par la 2e travée de la voûte ; porte nord de la nef datée 1702 en remploi ? ; voûtes et toitures de l'église rétablies entre 1944 et 1950 ; en 1792, l'église priorale devint église paroissiale et à l'époque du Concordat, elle abandonna le vocable de Saint-Michel pour celui de Saint-Hubert, patron immémorial de la paroisse, les autres bâtiments furent vendus comme biens nationaux en 1794, la famille de Lambertye, propriétaire du château, se rendant par la suite acquéreur de l'ensemble des bâtiments, le logis prioral, en très mauvais état de conservation, est en cours de restauration.

### Cosnes-et-Romain
- Église paroissiale Saint-Martin à Cosnes (reconstruite de 1824 à 1826)
  - Tour clocher datée 1825 sur la façade ouest et mesure 25 m de hauteur ; on y trouve des marques de tâcheron.
- Chapelle Saint-Clément à Romain. Église dite chapelle car annexe de l'église paroissiale de Cosnes, construite en 1427 ; la date qui aurait été portée par la porte d'entrée, d'après une lettre de l'architecte Varin d'octobre 1858 adressée au préfet à l'issue d'une visite effectuée à la chapelle est 1783. Restaurée en 1862 puis en 1878, reconstruction de la façade ouest, du pignon et de la charpente.

### Courbesseaux
- Cimetière militaire national de 1914-1918 : Soldat mort pour la France lors de la bataille du Grand Couronné et stèle à la mémoire du général Édouard de Castelnau.
- Église Sainte-Croix (XVIIIe s.)

### Courcelles
- Église Saint-Jacques
  - Tour romane
  - Nef et chevet (1778)
- Vestiges de l'ancienne chapelle Sainte-Catherine.

### Coyviller
- Église Saint-Nicolas (XVIIIe s.), remaniée au XIXe s.)

### Crantenoy
- Église Saint-Menne (XIIe s.)
  - Pietà (1re moitié du XVIe s.)
  - Vitraux colorés (XIXe s.)
  - Pierre tombale du sieur Dracmel, curé de Crantenoy, mort en 1577.

### Crépey
- Église de la Nativité-de-la-Vierge, reconstruite 1787.
- Chapelle Saint-Lambert, remaniée au XIXe s.

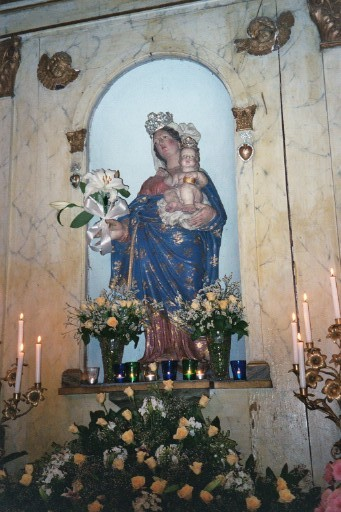
La statue de Notre Dame de Grâce de Crévéchamps

### Crévéchamps
- Église Notre-Dame-en-son-Assomption de Crévéchamps
- Croix de sépulture, remise au musée lorrain.

### Crévic
- Église Saint-Denis
  - Chevet XVe s.
  - Nef et tour du XVIIIe s.
- Chapelle rurale dite de Notre-de-Pitié (édifiée en 1514, a été restaurée au XIXe s.)
- Chapelle rurale dite Notre-Dame-de-la-Pitié. Les deux chapelles sont l'une à côté de l'autre.

### Crézilles
- Église Saint-Gengoult (XVIIIe s) ; remaniée XIXe. s
  - Tableau de Saint Vincent de Paul assistant la mort de Louis XIII (XVIIIe s.). Artiste inconnu. Autour du lit funéraire, la douleur d'Anne-d'Autriche et des conseillers royaux s'oppose à la soumission chrétienne du monarque et du saint.
- Croix-calvaire de Saint-Nicolas (XVIIIe s.)
- Croix-calvaire du cimetière (1748) ; Christ en Croix avec à ses pieds Saint-Jean et Saint-Nicolas ; et de l'autre côté, la Vierge à l'Enfant entourée de Saint-Gengoult (?) et Sainte-Anne ; un coq se trouve tout en haut du calvaire.

### Crion
- Église Saint-Jean-Bosco
  - Autel (XVIIIe s.)

### Croismare
- Église Saint-Léger (XVIe s.), remaniée au XVIIIe s.
  - Tour avec clocher en bulbe.

### Crusnes
- Église Sainte-Barbe
- Église paroissiale Saint-Léger à Crusnes
- Calvaire dit Croix Boulanger, situé 22 rue de la Mairie élevé en 1714 (date portée), aux frais de Jacques Goeury et Catherine Mengin sa femme. Le revers du croisillon, historié, est accolé à la façade de la maison et est non visible.
- Croix Monumentale, située 17 Grande Rue, construit en 1785, représentant : Christ en croix ; ornement végétal ; fleur ; cœur ; fleur de lys.

### Custines
- Église Saint-Léger
  - Chœur (XVe s.)
  - Chapelle latérale (XVIe s.)
  - Clocher roman (XIIe s.) classée.

### Cutry
- Église paroissiale Saint-Pirmin, reconstruite en 1922-1923, à la suite d'un incendie. Elle a remplacé une église du XVIIIe s., dont la clef de voûte du chœur aurait porte la date 1725. Restaurée en 1838. Remaniée en 1890, démolition des voûtes du chœur, de l'arc triomphal et d'une grande partie de la sacristie, élargissement du chœur et revoûtement. Détruite le 22 août 1914 et reconstruite après la guerre.
- Chapelle de L'Assomption, dite chapelle élevée en 1750, date portée par un cartouche au-dessus de la porte d'entrée et par la pierre de fondation déposée à l'intérieur, aux frais de Jean Damgez, de Cutry, restaurée aux frais de sa fille Catherine Damgez ; édifice plafonné revoûté au XIXe s.

### Damelevières
- Église Sainte-Libaire (XVe s.) remaniée
  - Nef et abside voûtées d'ogives.

### Dampvitoux
- Église paroissiale Saint-Pierre. Remplace une église construite à la fin du XVIIIe s.). Église reconstruite après la guerre de 1914-1918.

### Deneuvre
- Église Saint-Remy (1747) construite sur les fondations du château médiéval entièrement rasé
  - Clocher à bulbe
  - 4 statues de pierre (XVIe s.)
  - Vierge à l'Enfant en bois polychrome (XVIe s.)
  - Toile XVIIIe s. de Girardet
  - Lustres en cristal de Baccarat
  - Orgue de 1704, restauré,
  - Buffet.
- Tombe au cimetière de l'aide-major général Thibaut de Ménonville, compagnon de Rochambeau aux États-Unis.
- Vestiges de l'ancien prieuré du Moniet dédié à Saint-Étienne (fondé en 1126 par Étienne de Bar évêque de Metz), remanié au XVe s.
  - Ancien chœur et croisée du transept de la chapelle.
- Ruine d'une ancienne église collégiale Saint-Georges de 1301 (il ne reste qu'un pan de mur)

### Deuxville
- Église Saint-Epvre
  - Chevet (XIVe s.)
  - Nef restaurée (XXe s.)

### Diarville
- Église Saint-Epvre
  - Clocher roman
  - Portails romans
  - Nef incendiée et restaurée en 1964.
  - Les décorations anciennes n'ont pas été remplacées.
  - Les vitraux datent également des années 1960.
- Croix de chemin - Lieu : le Thaïs.

### Dieulouard
- Chapelle Notre-Dame-des-Airs [chapelle commémorative de la guerre 1914/1918], monument aux morts inauguré en 1920, supportant une statue de la Vierge haute de trois mètres et dominant l'ancien site de Scarpone et la vallée de la Moselle
- Église gothique Saint-Sébastien (1504), édifiée sur un escarpement rocheux au-dessus d'une crypte médiévale. Les enveloppes métalliques de deux bombes allemandes, tombées en 1918 sur l’église sans exploser, ont été conservées et fixées à deux piliers de la nef ; la crypte renferme une statue de la Vierge en terre cuite ; deux vitraux évoquent des épisodes de l'histoire locale, la victoire de Jovin sur les Alamans (366) et le concile de Dieulouard (1140).
- Plusieurs calvaires (tous disparus).

### Dolcourt
- Commune sans église paroissiale.
- Chapelle rurale perchée Saint-Jean-de-Cotances, se trouve dans les hauts du village, dans les bois au-dessus du monument aux morts, remaniée XIXe s., réemplois gothiques et la Croix des foudroyés dans les hauts du village en direction de Favières.

### Dombasle-sur-Meurthe
- Église Saint-Basle (XIXe s.)
- Portail gothique de l'ancienne église, dans le cimetière.
- Chapelle Notre-Dame-de-Grâces (XIXe s.)
- Temple protestant, église réformée.
- Chapelle de la maison de retraite Saint-Charles
- Chapelle quartier Le Transval.

### Domèvre-en-Haye
- Église Saint-Léger
  - Tour romane
  - Nef (XVIIIe s.)
  - Cadran solaire double.

### Domèvre-sur-Vezouze
- Église Saint-Epvre 1743, restaurée après 1918
- Abbaye de chanoines réguliers qui disparut à la Révolution.

### Domgermain
- Église Saint-Maurice (construite entre 1732-1734)
  - Orgue (provient de l'ancienne chapelle des Cordeliers de Toul)
  - Tableau représentant l'Ascension du Christ (François Senémont)
- Chapelle Saint-Maurice (seconde moitié du XIVe s.) - Monument historique depuis 1975
  - Statue de la Vierge de Pitié du XVIe s. (1520-1530)
  - Statue de Saint-Nicolas (XVe s.)

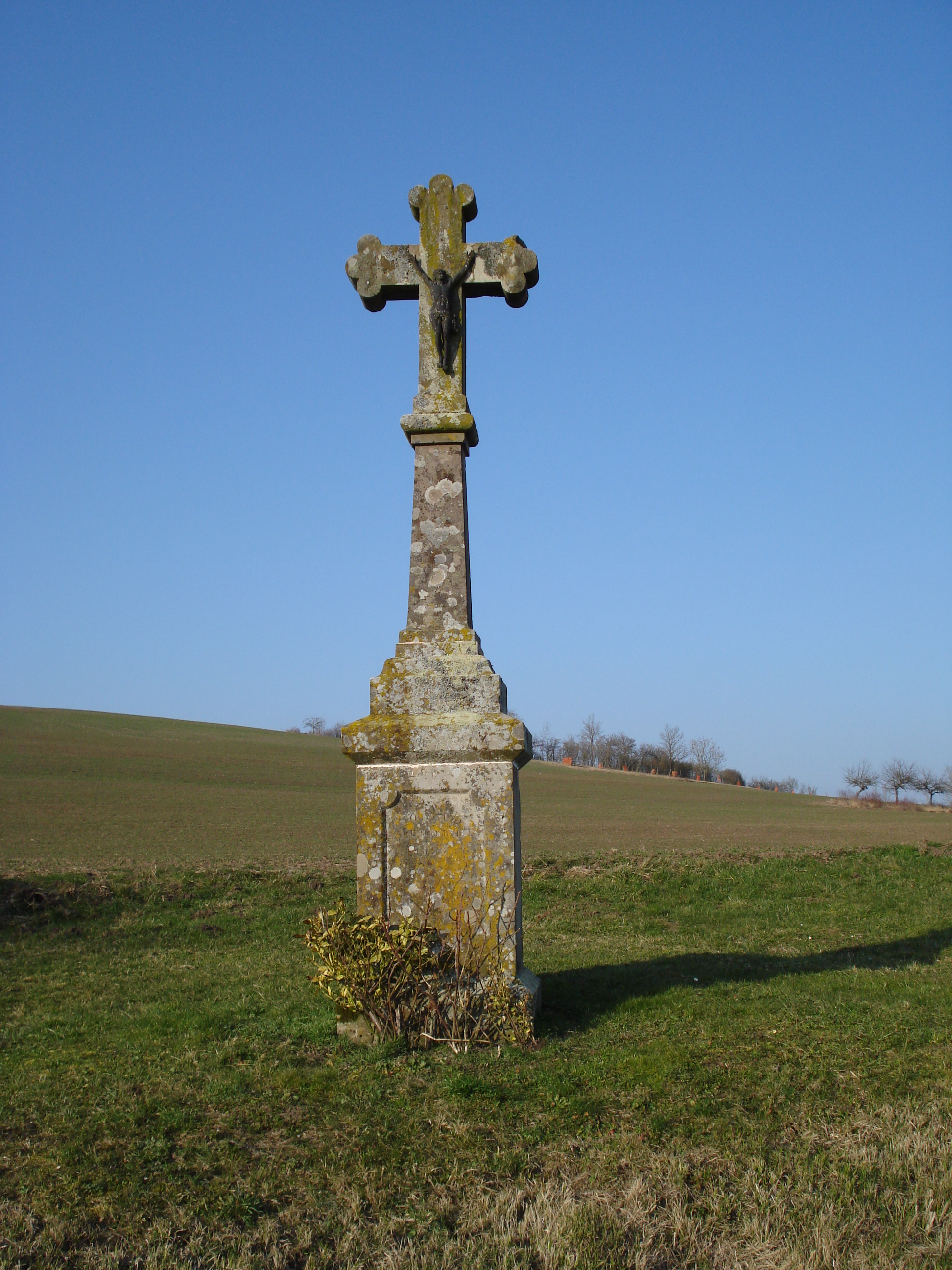
Calvaire à Domjevin

### Domjevin
- Chapelle Notre-Dame-de-la-Bonne-Fontaine de Domjevin
- Église de 1733 (remplace l'ancienne église vétuste et trop petite)
  - Nef style grange (commun à l'époque)
  - Clocher à bulbe et à tourelle
- Croix du centre située sur la route de Domjevin à Manonviller.
- Calvaire du carrefour de le RD 19 et 19 bis ; on pourra s'interroger sur ce texte : « CET CROIX A ERE FAITE PAR LA COMUNOTE DE DOMJUVIN EN 1791 ». Cette croix a été érigée en pleine révolution, à l'époque de la destruction de objets de culte. Le mot paroisse a été remplacé par communauté...

### Dommarie-Eulmont
- Église paroissiale de la Nativité de la Vierge à Dommarie.
  - Chœur conserve des vestiges du XVe s. (il était autrefois la chapelle du château, au nord, aujourd'hui disparu)
  - Nef date des XVIIIe et XIXe s.,
  - Sacristie, à l'est, de 1883
  - Clocher (XIXe s.)

### Dommartemont
- Église Saint-Martin (XIXe s.)

### Dommartin-la-Chaussée
- Église Saint-Martin dévastée en 1917, reconstruite en néo-roman en 1924.

### Dommartin-lès-Toul
- Église Saint-Martin construite en 1841 en remplacement de celle consacrée vers 750 devenue trop exiguë. L'ancienne église avait été conçue de style roman mais son état de délabrement à l'époque ne permettait pas de réfection utile. La nouvelle église fut construite sur les plans de l'architecte Antoine dans le style des basiliques romaines.

### Dommartin-sous-Amance
- Vestiges de l'ancien prieuré (XVe s.)
- Église, chœur (XVe s.)

### Domprix
- Église paroissiale Saint-Jean-Baptiste à Domprix (XIIe s.)
  - Chœur et parties inférieures de la nef de cette époque.
  - Nef (XVIe s.) surélevée pour l'aménagement d'un refuge. Remaniée au XVIIIe s.
  - Armoire eucharistique du XVIe s. sur la face est du chœur repercé au XVIe s.
- Église paroissiale Saint Nicolas à Bertrameix (XIIe s.)
  - Chœur et le mur sud de la nef d'époque.
  - Chœur revoûté au XVIe s. en même temps qu'est reconstruit l'arc triomphal.
  - Mur nord de la nef reconstruit au XVIIe s., en même temps que sont repercées les fenêtres du chœur et celles du mur sud de la nef.
  - Façade occidentale reconstruite au XIXe s

### Domptail-en-l'Air
- Église Saint-Étienne (XIXe s.)

### Doncourt-lès-Conflans
- Église paroissiale Saint Jacques le Majeur
  - Chœur de l'époque romane de transition (fin XIIe / début XIIIe s.)
  - Nef et tour reconstruites en 1848, 1849.
- Chapelle Saint Nicolas-du-Haut-de la-Croix, située rue Chardebas, construite au XVIIe s.

### Doncourt-lès-Longuyon
- Église paroissiale Saint Jacques le Majeur construite en 1737, détruite pendant la guerre de 1914-1918, reconstruite en 1924.
- Chapelle Notre-Dame-de-la-Salette, située C.D.172 (milieu XIXe s.)

### Drouville
- Église Saint-Martin
  - Tour romane
  - Nef (XVIIIe s.)

### Écrouves
- Église paroissiale Notre-Dame de la Nativité et de la Vierge (XIIIe s.)
  - Fortifiée (XIVe s.), remaniée XVIIIe/XIXe s.) sur une ancienne source miraculeuse
  - Tour XIIe s. à baies géminées et sculptures mutilées
  - Abside XIIIe s. à modillons ornés
  - 2 puits
  - Statues XIVe s.
  - Vitrail blanc (XIIIe s.)
  - Vestiges de peintures murales (XIVe s.)
- Église Saint Barthelémy à Grandménil
  - Chœur (XIIIe s.)
- Église Sainte-Jeanne-d'Arc, moderne, construite en 1968 à Bautzen.

### Einvaux
- Église Saint-Jacques-le-Majeur
  - Tour massive,
  - Nef (XVIIIe s.) remaniée.

### Einville-au-Jard
- Église Saint-Laurent (XVIIIe s.), en partie reconstruite après 1918.

### Emberménil
- Église Saint-Étienne, reconstruite après 1950.
- Vierge noire (dans la forêt)
- Calvaires (XVIIe s.)

### Épiez-sur-Chiers
- Église paroissiale Saint-Denis, reconstruite en 1733 aux frais de l'abbaye de Juvigny.
  - Tour clocher à base talutée ajoutée en 1733 (date portée par la porte d'entrée) aux frais des bourgeois d'Épiez.
  - Ancien chœur à chevet plat modifié et allongé en 1830 (date portée), en même temps que la reconstruction de la sacristie.

### Éply
- Église Saint-Christophe, reconstruite après 1918
  - Statue en bois de saint Christophe
  - Vitraux modernes.
- Abbaye détruite en 1630 par les Suédois.

### Erbéviller-sur-Amezule
- Église Saint-Germain, reconstruite après 1918.

### Errouville
- Église paroissiale Saint Willibrord (reconstruite en 1773) ; intérieur entièrement restauré en 1964-1965.
- Ancien ossuaire.

### Essey-et-Maizerais
- Église Saint-Martin (monument historique)
  - Tour romane fortifiée
  - Nef et bas-côtés (XIIIe s.)
  - Voûtes restaurées (XVIIIe s.)
  - Vitraux de Gruber.
- Oratoire Saint-Gibrien à Maizerais.

### Essey-la-Côte
- Église Saint-Sylvestre (XIXe s.). Selon la monographie d'Essey, les fonts baptismaux proviendraient de l'église précédente (XIIIe s.)
- Chapelle Sainte-Colombe (XVIIIe s.) à l'entrée du village.

### Essey-lès-Nancy
- Église Saint-Georges
  - Autel en marbre (XVIIIe s.)
  - À droite du chœur se trouve une peinture de Demange Prot Dominique datée de 1672 : La Vierge à l'Enfant, entourée de saints et d'armoiries.
- Église Saint-Pie X - Saint-Luc (1965), consacrée le 24 septembre 1967 par Mgr Émile Pirolley, évêque de Nancy et par l'abbé Paul Home, prêtre de la paroisse.

### Étreval
- Église paroissiale Sainte-Anne (XIXe s.). Jusqu'à la construction de l'église à l'initiative du propriétaire du château, la commune ne possédait pas d'édifice religieux et dépendait de Thorey-Lyautey.

### Eulmont
- Église Saint-Remy
  - Tour à 4 étages (XIVe s.)
  - Nef (XVIe s.)

### Euvezin
- Église Saint-Gorgon
  - Tour romane remaniée
  - Nef (XVIIIe s.)

### Faulx
- Ancien presbytère (XVIIIe s.)
- Église Saint-Pierre (XVIIIe s.), sur l'emplacement d'un ancien ermitage
  - Christ en croix (XIVe s.)
  - Reliques de saint Martial.
- Chapelle de l'ancien château (aujourd'hui maison de retraite)

### Favières
- Église Saints-Abdon-et-Sennen (XVIIIe s.) à 3 nefs.
- Chapelle du village haut (XVIIIe/XIXe s.).
- Quatre croix de chemin (dont une avec Vierge et un moine tenant un livre (rue de l'Abbé Lenfant).
- Ancien cimetière.

### Fécocourt
- Église Saint-Remy
  - Tour romane remaniée
  - Nef et chevet du XVe s. ;  remaniés XVIIIe s.
- Chapelle Notre-Dame-de-Pitié, du XIXe s.
- Croix du XVIe s., dans le cimetière.

### Fenneviller
- Église de la Nativité-de-la-Vierge néo-gothique (XXe s.) en grès rouge.
- Chapelle du Bon Père, commémorant les séjours de Saint-Pierre Fourier, venu à Badonviller en 1565 pour convertir les protestants

### Ferrières
- Église Saint-Remy
  - Tour romane
  - Transept voûté d'ogives.

### Fey-en-Haye
- Église Saint-Gorgon (édifiée après 1918 par Jules Criqui) se veut être également un monument commémoratif des combats du Bois-le-Prêtre.
  - Vitraux dus au maître-verrier de l'école de Nancy : Jacques Gruber. Le plus imposant représente l'inauguration du monument de la Croix des Carmes par le Président Raymond Poincaré.

### Fillières
- Église paroissiale Saint Maurice (reconstruite de 1832 à 1835 en remplacement d'une église médiévale)
- Chapelle à Fillières. Appelée localement le "Chani", c'est-à-dire le charnier, la chapelle a été reconstruite en 1824 (date portée) aux frais de Jean-Louis Lainé et son épouse Marie-Anne, pour remplacer l'ancien ossuaire paroissial. De nombreuses inscriptions funéraires et quelques monuments y ont été replacés au moment de la reconstruction de l'église et le tombeau des donateurs s'y trouve toujours.
- Calvaire Belle Croix élevé en 1688 (date portée). En 1982, le croisillon a été déposé et offert par son propriétaire au musée municipal de Longwy. Une réplique a été faite en 1982 (date portée) par le sculpteur J. Giry
- Ancien couvent avec chapelle aujourd'hui mairie.

### Flainval
- Église Saint-Gérard XIXe siècle.

### Flavigny-sur-Moselle
- Prieuré de Flavigny-sur-Moselle

- Église Saints-Hippolyte-et-Firmin (1826) néo-roman,
  - Mobilier (XIXe s.)
  - Boiseries et stalles,
  - Chaire,
  - Reliquaires de Saint Firmin et sainte Emérite,
  - Orgue de Lété.
- Église du prieuré bénédictin
  - Tour (XIIe s.)
  - Nef et abside (XVe s.)
  - Portail et bas-côtés (XVIIIe s.)

### Fléville-devant-Nancy
- Église Saint-Pancrace (XIXe s.)
- Statue de sainte Anne

### Fléville-Lixières
- Église paroissiale Saint-Laurent à Fléville (construite en 1869, en remplacement de l'ancienne église de 1765).
- Église paroissiale Saint-Pierre à Lixières (reconstruite en 1836).

### Flin
- Église Saint-Martin des XIIe et XIIe s. Site protégé, classé monument historique. Les visites sont libres le dimanche de 10 h à 18 h.
- Chœur gothique de I'église de l'ancien prieuré de Mervaville : statue de la Vierge.

### Flirey
- Cimetière militaire 4379 français ; 28 alliés ; 1 ossuaire (1914-1918).
- Nombreux monuments militaires français et américains 1914-1918.
- Église Saint-Étienne reconstruite après 1918.
- Ruines de l'église Saint-Étienne précédente.

### Fontenoy-la-Joûte
- Chapelle (au sommet de la côte Saint-Pierre se trouve la chapelle Saint-Pierre, attestée dès 1120). Cette chapelle serait le chœur de l'ancienne église reconstruite au XIIIe s. : le linteau trilobé au-dessus de la porte d'entrée, avec sa croix pattée gravée et la petite fenêtre, datent de cette époque. La chapelle est classée monument historique par arrêté du 6 juillet 1939.
- Église édifiée entre 1864 et 1869, succède à deux édifices, reconstruits au même emplacement.

### Fontenoy-sur-Moselle

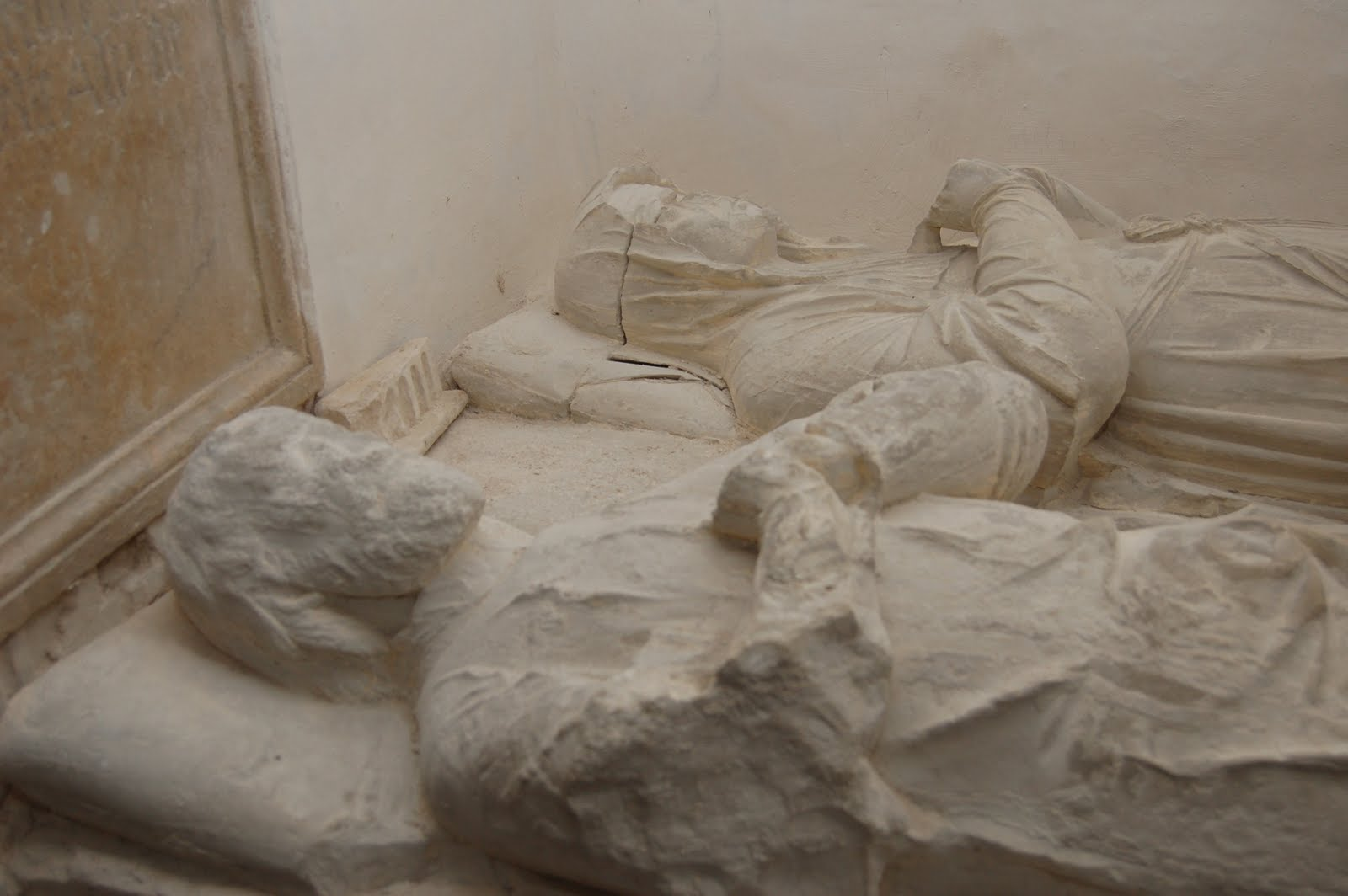
Gisants des Comtes de Morville (Forcelles-Saint-Gorgon)

- Église Saint-Laurent
  - Ancienne chapelle castrale
  - Chœur gothique (XVIe s.)
  - Vitraux (XVIe s.)
  - Tombeaux des comtes de Fontenoy.

### Forcelles-Saint-Gorgon
- Église paroissiale romane de la Conversion de Saint-Paul (Monument classé) - restaurée en 2008 (remise en état des crépis, mise au jour de marbre et de peinture originel)
  - Chœur à 2 travées
  - Une droite voûtée d'ogives
  - Une voûtée en cul-de-four
  - Abside polygonale à cinq pans
  - Clocher (XIIe s.), restauré en 1725
  - Nef (XVIe s.)
  - Monument funéraire
  - Haut-relief placé sous un enfeu.
  - Présence de gisants qui auraient été les Comtes de Morville, lieu-dit du village. Précision épitaphe : au-dessus de la tête et des pieds, deux épitaphes avec inscriptions gothiques portant la date 1484. Anthoine de Forcelles fils de Jehan de Forcelles et Catherine son épouse fille de Didier du Han.
  - Vitraux : « l'alliance franco russe », représentant l'accord de coopération militaire signé entre la France et la Russie qui fut en vigueur de 1892 à 1917 ; « un magnifique sauroctone » représentant saint Michel terrassant le dragon.

### Forcelles-sous-Gugney
- Église Saint-Pierre (XIXe s.)
- Fonts baptismaux et confessionnal (XIXe s.)

### Foug
- Église Saint-Étienne (1703)
  - Orgue datant de 1855, récemment restauré.
- Maison Kayser (1619) : niche à coquille saint-Jacques, avec une statue de la Vierge à l'Enfant encastrée dans la façade (classée aux Monuments Historiques). L'inscription placée sur le linteau de la porte est quasiment effacée ; elle indiquait : « NVL BIENS SANS PEINE, PAIX SOIT EN CEST MAISON ET TOVT CEVX QUI ABITTERONT 16 X19 »

### Fraimbois
- Église Saint-Maurice (XIXe s.)
  - Deux tableaux
  - Sculpture de la Mort de la Vierge XVe s.
  - Tombe d'Athanase Grandjacquot, auteur des célèbres contes de Fraimbois.

### Fraisnes-en-Saintois
- Église paroissiale Saint-Georges (presque entièrement refaite en 1857)
  - Tour clocher du XIIe ou XIIIe s. munie d'une meurtrière et de baies géminées
  - Nef plafonnée du XIXe s., conserve un oculus eucharistique du XVe s.

### Francheville
- Église clocher fortifié (XIIIe s.)
  - Nef et bas-côtés (XVe s.) remaniés
  - Statue de saint Elophe (XVIIIe s.)
  - Grille de communion (XVIIIe s.)
  - Maître-autel (XIXe s.)

### Franconville
- Église Saint-Georges (fin du XVe s.)
  - Portail gothique (fin XVe ou début XVIe s.)
  - Façade (tympan) - Christ en croix
  - Chevet (XVIe s.)
  - Nef plafonnée (XVIIIe s.)
  - Chœur gothique voûté sur croisées d'ogives
  - Vitraux du XXe s. et d'une armorie liturgique gothique.

### Fréménil
- Église 1766
  - Chœur sculpté
  - Tour romane remaniée
  - Nef et chevet du XVIIe s.

### Frémonville
- Église (XIXe s.)

### Fresnois-la-Montagne
- Église paroissiale de la-Nativité-de la-Vierge (construite dans la partie haute de Fresnois domine les maisons du village). L'édifice étalé au XIIIe s. a subi par la suite d'importants changements. Au XVe s., la nef a été transformée en halle. Au XVIe s., les combles ont été surélevés dans un but défensif. Monument historique
- Ossuaire, construit au XVIe s. et repercé en 1711 (date portée par le linteau de la porte).
- L'ossuaire situé à proximité immédiate de l'église a été inscrit à l'inventaire des Monuments Historiques le 23 novembre 1987.
- Chapelle Notre-Dame-de-Luxembourg (construite au 1er quart du XVIIIe s. ; restaurée en 1994, date portée par une pierre au-dessus de la porte ; linteau non daté à comparer avec celui de l'ossuaire, ce qui permettrait de dater la chapelle des années 1710, 1720.

### Friauville
- Église paroissiale Saint-Vanne (reconstruite en 1860). Remplace une église entièrement reconstruite en 1777 à l'emplacement de la chapelle seigneuriale qui servait d'église paroissiale.
- Chapelle de la Hayotte, située C.V.O. 15, Vers Puxe. Chapelle XIXe et XXe s. Abrite une statue de la Vierge à l'Enfant du XVe s., objet d'une procession annuelle le 15 août.

### Frolois
- Église des XVe et XVIe s.
  - Clocher fortifié
  - Statues du XVIe s. et vestiges de litre funéraire du XVIIe s.

### Frouard
- Église dédiée à saint Jean-Baptiste rebâtie en 1534 ainsi que l'indique la date inscrite dans la clé de voûte. Dans la tour sont suspendues, depuis 1833, trois cloches :
  - la grosse fait 823 kg, son parrain est Joseph Parisot et sa marraine Magdeleine Georgel ;
  - la moyenne fait 591 kg, son parrain est Hyacinthe Rolin et sa marraine Marguerite Parfait ;
  - la petite fait 440 kg, son parrain est Christophe Courtois et sa marraine El. Peuchrin.
- Chapelle Sainte-Anne (moderne).

### Froville
- Prieuré de Froville
- Église Notre-Dame (1080), ancien prieuré bénédictin, remaniée XII/XVe s.
  - Cocher carré XIIe s.
  - Chevet et portail fin XVe s.
  - Nef et bas-côté fin XIe s.
  - Autel de bois sculpté XVIIIe s.
  - Pierres tombales médiévales
  - Aire du cloître début XIIIe s., construit par les moines de Cluny dès 1080, avec un cloître gothique.

### Germiny
- Église médiévale Saint-Evre (XVe s.)
  - Chevet (XVe s.)
  - Nef (XVIe s.)
  - Tour moderne.
- Croix d'accident (XVIIe s.)
- Calvaire Saint-Languit (XVIe s.), réputé pour être l'objet d'une vénération par les agonisants. À la Révolution, le calvaire fut naturellement mis à bas. En 1808, comme le rappelle l'inscription gravée sur le fût de la croix, le calvaire fut rétabli. En 1917, un soldat russe décapita la Vierge. En 1968, des militaires de la base aérienne d'Ochey s'amusèrent à décapiter le Saint-Jean-L'Évangéliste. Ils furent retrouvés et punis pour cet acte odieux. En 1971, les têtes de la Vierge et de Saint-Jean-L'Évangéliste furent refaites. En 1984, la Vierge fut de nouveau étêtée. Enfin, après une restauration, le calvaire a retrouvé tout son éclat d’antan.

### Gibeaumeix
- Église Saint-Jean Baptiste (reconstruite en 1873)
  - Chevet du XVe s.
  - Nef et tour fin XVIIIe s.
  - Façade à portail (XVIIIe s. ?)
  - Statue de la Vierge (en haut du portail).
  - Rosace semblable à celles des églises gothiques.
  - Bas-côté sud avec son autel en bois du XVIIIe s. (Statue Notre-Dame de Lourdes)
  - La sacristie est l'ancienne chapelle castrale Saint-Maurice, XVe s., remaniée.
  - Chaire à prêcher en bois
  - Bas-côté nord : Pietà polychrome (début du XVIe s).
  - Statue en bois de Saint-Nicolas (XVIIIe s.)
- Chapelle Notre-Dame de la Pitié (reconstruite au XIXe s.) - rue de la chapelle.
  - Autel (XIXe s.)
  - Pietà polychrome.
  - Statue de la Vierge à l'Enfant
  - Statues de 2 anges
  - Statue de Sainte Jehanne d'Arc
  - Arrière de la chapelle : bas relief médiéval représentant la Nativité
- Maison avec niche à coquille Saint-Jacques (étape sur l'un des chemins menant à Compostelle ?)
- Rue de l'église - Maison du XVIIIe s. avec sa niche contenant une Vierge en prière
- Rue de l'église - Maison au chérubin (XVIIIe s.) ; stèle funéraire encastrée dans le mur
- Rue de l'église - Maison avec un bas-relief très érodé figurant apparemment la Nativité.

### Lantéfontaine(Immonville)
- Église paroissiale Saint-Hubert (XVIIIe s) ; Reconstruite en 1848
  - Statue de la Déploration du Christ - XVIe s. - Artiste inconnu. Marie-Madeleine et Joseph d'Arimathie soutiennent le Corps du Christ. Tous les visages sont empreints d'une infinie tristesse
- Église paroissiale Saint-Pierre d'Immonville
  - Nef et chœur du XIIe s ;
  - Baies de la nef repercées : XVIIIe s. ou XIXe s. ;
  - Tour clocher et façade occidentale reconstruites en 1856.
  - Statue de Saint-Pierre sculpté dans la pierre avec tous ses attributs : la tiare, la clé et le livre des Épîtres. Cette œuvre a été produite vers 1530 par l'atelier du maître de Mairy.
- Calvaire d'Immonville, situé place de l'École. Calvaire érigé au début du XVIe s. ; restauré en 1776 ; œuvre de l'atelier du maître de Mairy.

### Limey-Remenauville
- Église néo-gothique de la Nativité-de-la-Vierge (reconstruite après 1918)
  - Vitraux de Gruber.
- Chapelle du Souvenir à Remenauville, construite après 1918 sur l'emplacement de l'église du village rayé de la carte.

### Lironville
- Église reconstruite après 1918.
- Quelques rares vestiges XVIIe s. du prieuré de Saint-Jacques en forêt.
- Cimetière militaire français ; 416 français ; 1 ossuaire (1914-1918).

### Liverdun

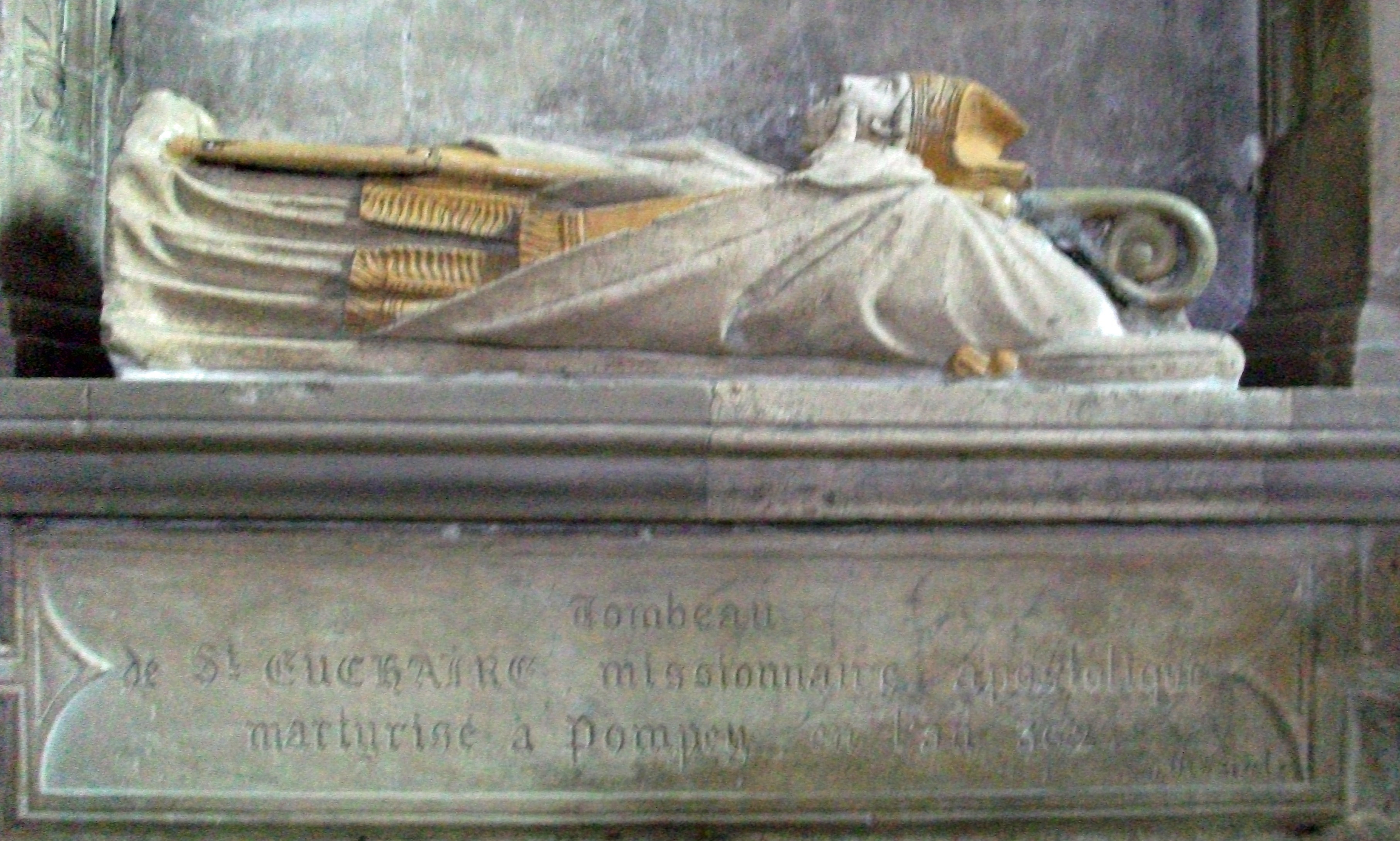
Gisant / tombeau de Saint-Euchaire (Église Saint-Pierre de Liverdun)

- Gisant / tombeau de Saint-Euchaire (Église Saint-Pierre de Liverdun)Église Saint-Pierre (fin XIIe s.), ancienne collégiale
  - Tour romane avec clocher moderne
  - Nef et bas-côtés (XIIe s.) avec chapiteaux à crochets
  - Transept (XIIe s.)
  - Chevet remanié (XVIIIe s. et XIXe s.)
  - Gisant de Saint-Euchaire - Vers 1515, les chanoines de Liverdun firent élever un tombeau destiné à abriter son reliquaire
  - Orgue (1847) ; buffet d'orgue restauré
  - Tableaux (XVIIIe s.)
- Une autre église disparue (Saint-Martin) avait été confiée aux prémontrés.
- Chapelle Notre-Dame-du-Bel-Amour  (XVIIe s.)
- Niche avec statue de saint Jean-Baptiste, place de la Fontaine.
- Croix de Saint-Euchaire (XVIe s.)
- Ancienne résidence épiscopale, XVIe s., avec portail monumental XVIe s., devenu presbytère, XVIIIe s.

### Loisy
- Église Saint-Pierre (XIXe s.)
  - Pietà (XVIe s.)
- Croix de chemin (XVIIe s.)
- Chapelle romane Saint-Firmin (détruite par les bombardements en 1944)

### Longlaville
- Église paroissiale Saint-Laurent (construite en 1897 et 1898, (date gravée sur le clocher), en remplacement d'une chapelle modeste et étroite, devenue trop petite)

### Longuyon
- Collégiale Sainte-Agathe
- Chapelle Notre-Dame-de-Bon-Secours, lieu-dit : Noërs. En 1720, les habitants de Noers obtiennent du suffragant de Trèves, Jean Matthias, l'autorisation de construire une chapelle en raison de l'éloignement de l'église mère de Longuyon. Bénite à la fin de l'année 1721. Détruite au début du XXe s. en raison de son exiguïté et remplacée en 1906 par l'église Notre-Dame située plus à l'est.
- Église paroissiale de la-Sainte-Vierge, lieu-dit : Noërs. Construite en 1906, aux frais de M et Mme Labbé, en remplacement de la chapelle Notre-Dame-de-Bon-Secours située une centaine de mètres plus à l'ouest, sans doute devenue trop petite. Rachetée en 1984 par les habitants du village, alors que des menaces de destruction pesaient sur elle.
- Chapelle Saint-Jean Baptiste de la Salle ou Chapelle des Frères
- La Grotte de la Vierge construite en 1900.
- Cimetières militaires français et allemands (guerre 14/18).

### Longwy
- Chapelle Notre-Dame-du-Mont-Carmel dite chapelle Margaine
- Église Paroissiale de la-Sainte-Trinité.
- Église paroissiale Saint-Dagobert
- Église Paroissiale Saint-Jules à Gouraincourt.
- Ancienne chapelle Saint-Louis annexe de l’église de Longwy-bas (élevée en 1909-1910 dans le quartier populeux de Saint-Louis, sur un terrain offert par le baron Fernand d’Huart, grâce aux libéralités des paroissiens de Longwy-Bas. Édifice modifié par la suite dans son volume originel. Détruite au mois d'août 2009).
- Couvent de récollets. Autorisés à s’installer à Longwy en 1638, les récollets s’établissent à l’extrémité nord de la ville basse, au pied de la côté des vignes ; bâtiments aménagés ou reconstruits dans la 2e moitié du XVIIe s., au lendemain de la guerre de Trente Ans, Henri de Mussey étant gardien du couvent (1664, 1673) ; reconstruits dans le courant du XVIIIe s., l’église étant sans doute détruite à l’époque de la Révolution, actuellement école.
- Couvent de Carmes (détruit) ; 1er couvent de carmes établi dès 1501 dans la ville haute, avec l’autorisation du duc de Lorraine, totalement ruiné en 1636, lors de l’entrée des impériaux à Longwy, abandonné dans les années 1655-1660 au profit d’un nouveau couvent proche de la ville basse.
- Couvent de Carmes (nouveau)
- Couvent de Sœurs de la Congrégation de Notre-Dame (détruit) ; 1er couvent des religieuses de la congrégation Notre-Dame fondé en 1628, par Pierre de La Mouillye, receveur de Longwy, et établi à la ville haute, dans une maison appartenant à celui-ci, située dans l’enceinte du château. Il a été transféré dans la ville basse à la suite de la destruction de la fortification ancienne, en 1672, pour faire place aux fortifications ordonnées par Louis XIV pour la défense de la nouvelle ville qui allait être construite sur les plans de Vauban à partir de 1679.
- Couvent de Sœurs de la Congrégation de Notre-Dame (nouveau)

### Lorey
- Église (XIVe / XVe s.)
  - Tour à étages (XIVe / XVe s.)
  - Vitraux (XVIe s.)
  - Vitrail du XVIe s. dans le chœur de l'église

### Loromontzey
- Église (XIXe s.)

### Lubey
- Église paroissiale Saint-Étienne
  - Cimetière
  - Croix monumentale
  - Tour clocher (XIIe s.)
  - Nef et chœur (XIIe ou XIIIe s.)
  - Baies de la nef et arc triomphal (XIIIe s.)
  - Porte nord (XV ou XVIe s.)

### Lucey
- Église (XVIIIe s.)
  - Orgues.

### Ludres
- Église Saint-Epvre (XVIe s.) ; remaniée XVIIIe s.)
  - Vitraux (XVIe s.)
- Chapelle de la maison de retraite Sainte-Thérèse.
- Sculpture de Saint-Nicolas (XVIe s), sur une maison.

### Lunéville
- Église Saint-Jacques
- Ancienne abbaye Saint-Rémy
- Ancien prieuré bénédictin de Ménil
- Église Sainte-Jeanne-d'Arc
- Chapelle Saint-Charles à l'hôpital Saint-Charles
- Chapelle de la Vierge et Saint-Antoine au château
- Église Saint-Léopold
- Église Saint-Maur

### Lupcourt
- Église
  - Tour romane remaniée au XVIIIe s.
  - Nef et chevet (fin XVIIIe s.)
- Vestiges d'un prieuré du XVIIIe s. près de l'église.

### Magnières
- Église néo-gothique (XIXe s) ; remaniée (XXe s.)
  - Orgue 1990, buffet en chêne massif.
  - Reliquaire de Sainte-Pauline - Contient le corps presque intact de Sainte Pauline. La dépouille parvint à Magnières en 1790, grâce au dernier abbé du monastère de La Trappe (Orne). Son père, notaire, en fit don à l'église de Magnières en 1803. La translation eut lieu le 28 août et généra un pèlerinage.

### Nancy
- Cathédrale Notre-Dame-de-l'Annonciation
- Basilique du Sacré-Cœur
- Basilique Notre-Dame-de-Lourdes
- Basilique Saint-Epvre
- Église des Cordeliers
- Église Saint-Léon
- Église Saint-Nicolas
- Église Saint-Pierre
- Église Saint-Sébastien
- Église Saint-Joseph
- Église Saint-Fiacre
- Église Sainte-Anne
- Église Saint-Georges
- Église de la Vierge-des-Pauvres
- Collégiale Saint-Georges
- Chapelle de la Visitation
- Tour de la Commanderie Saint-Jean-du-Vieil-Aître (XIIe s.)
- Cimetière de Préville
- Église Saint-Mansuy
- Église Saint-Vincent-de-Paul
- Musée Lorrain
  - Pietà polychrome de Mattaincourt (XVIe s.)
  - Statue en bois de Saint-Nicolas (XVIe s.)
  - Statue en bois de Saint-Nicolas (XVIIe s.)
  - Sculpture polychrome de la Nativité (datée de 1500) et attribuée à Jean Crocq (1480-1511).
  - Portail de la chapelle templière de Libdeau (Toul) - XIIIe s - Vierge à l'Enfant encadrée de deux anges thuriféraires, l'un vêtu d'une dalmatique et l'autre d'une chape.
  - Retable polychrome en albâtre de la Déploration (1re moitié du XVIe s.) ; (provient de la collégiale Saint-Georges de Nancy)
- Statue de la Vierge à l'Enfant (porte de la Craffe)
- ....liste à compléter....

### Neufmaisons
- Église Notre-Dame-du-Mont-Carmel (XIXe s.)
- Chapelle du Bondieu.

### Neuves-Maisons
- Église Saint-Vincent néo-gothique (1905)
  - Vitraux 1955.
- Vestiges de l'ancien prieuré des bénédictins de Saint-Vincent (fondé au XIe s.)

### Neuviller-lès-Badonviller
- Église (reconstruite après 1918)

### Neuviller-sur-Moselle
- Église
  - Tour romane
  - Clocher moderne
  - Chevet (XVe s.)
  - Nef (début XVIIIe s.)
- Presbytère aménagé à l'emplacement des bâtiments remaniés d'un ancien prieuré.
- Fontaine de dévotion Saint-Liboire.

### Nomeny
- Église Saint-Étienne de NomenyÉglise Saint-Étienne de Nomeny

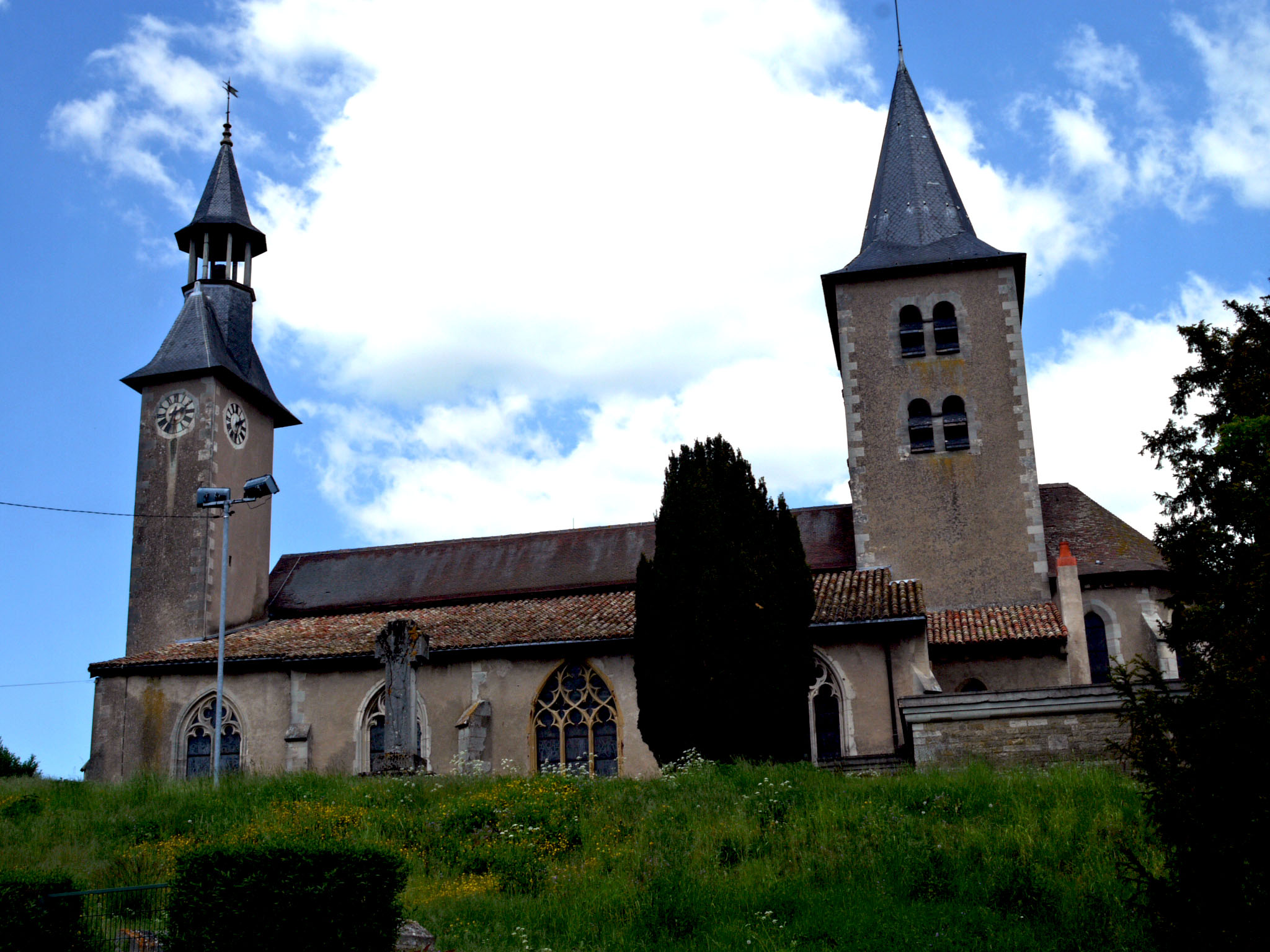
Église Saint-Étienne de Nomeny

  - Découverte de colonnes gallo-romaines et de sarcophages mérovingiens lors de travaux en 1985.
  - Le chevet, le clocher et les deux chapelles latérales sont de la seconde partie du XIIe s (vers 1160-1170).
  - Transept (XIIe s.)
  - Nef romane remplacée par une nef gothique vers le milieu du XIVe s.
  - Sépulcre de pierre datant du premier quart du XVIe s. Le Christ, allongé tête à droite, est entouré des huit personnages habituels à cette scène avec en plus deux anges porteurs des instruments de la Passion. Joseph d'Arimathie et Nicodème sont tête nue, tandis que Marie-Madeleine porte un voile léger.
  - Sculpture de Saint-Hubert - XVIe s. - Au caractère lorrain affirmé est représenté Saint Hubert, évêque de Liège au VIIIe s.

### Nonhigny
- Église (XIXe s.)
  - Portail (XIIe s.) de l'église primitive partiellement reconstruite après 1918.

### Norroy-le-Sec
- Église paroissiale Saint-Martin (construite en 1721) ; restaurée en 1847, parties constituantes : cimetière ; monument sépulcral
- Calvaire dite Croix Fondeur, situé au chevet de l'église (érigé en 1707) par François Lapierre de Rombas pour Pierre Fondeur et Madeleine Ganbette son épouse
- Calvaire, situé sur la R.D. 145 (ancien calvaire élevé sans doute dans le courant du XVIIIe s.), ayant perdu les statuettes de la Vierge et de saint Jean

### Norroy-lès-Pont-à-Mousson
- Église Saint-Rémy (XVII / XVIIIe s.)
  - Tour (XVIIe s.)
  - Nef (XVIIIe s.)

### Noviant-aux-Prés
- Chapelle Notre-Dame-de-Pitié (Noviant-aux-Prés)

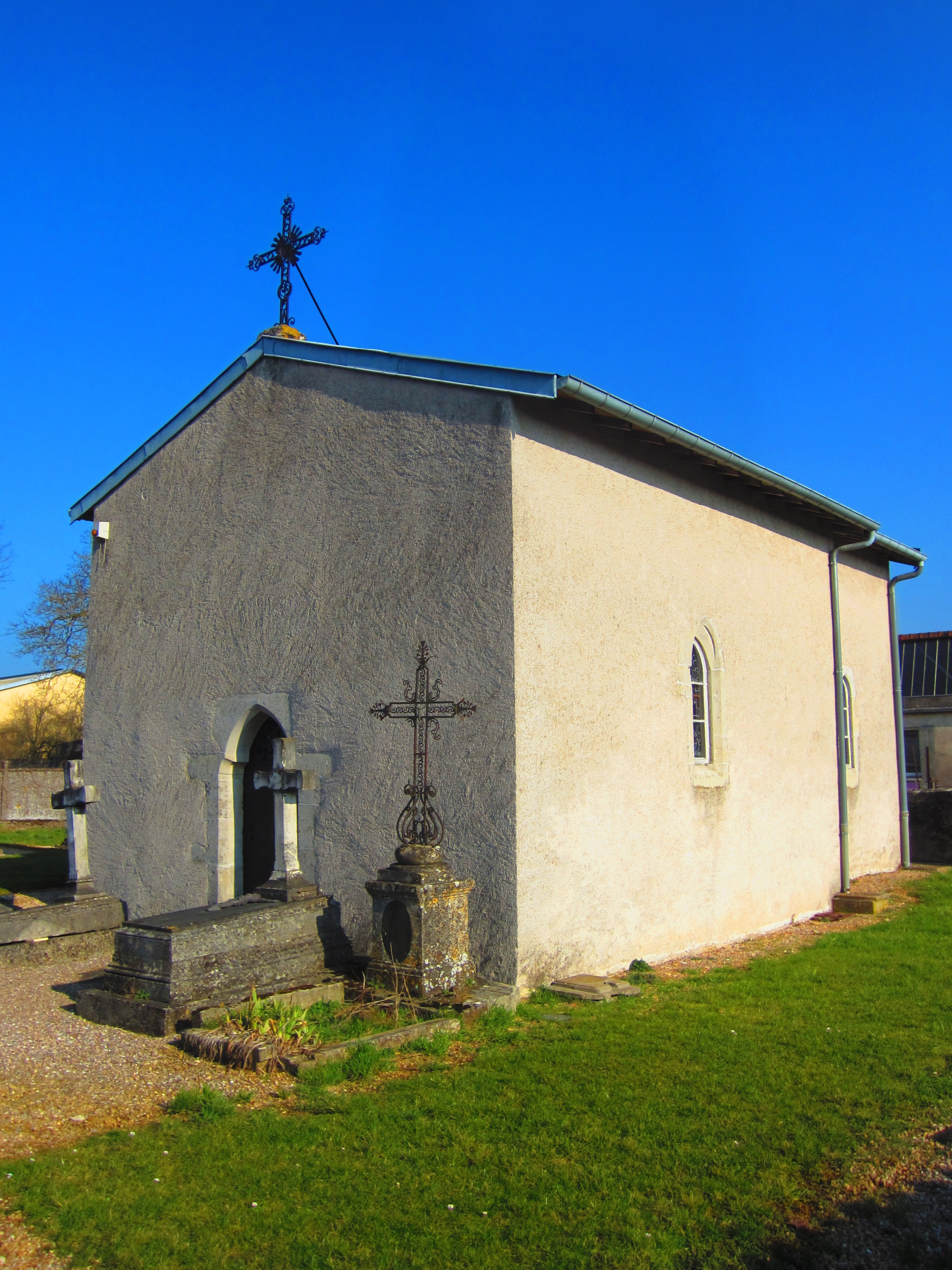
Chapelle Notre-Dame-de-Pitié (Noviant-aux-Prés)

Église Saint-Jean-Baptiste (XVIIIe s.)
- Chapelle Notre-Dame-de-Pitié (XVe et XVIe s.), au cimetière.
- Cimetière militaire 3404 français ; 7 britanniques ; 2 ossuaire (1914-1918).

### Ochey
- Église néo-gothique (XIXe s.)

### Ogéviller
- Église (XVIIIe s.)
  - Clocher à dôme à l'impériale.

### Ognéville
- Église paroissiale Saint-Blaise (reconstruite en 1834 en remplacement d'une autre, détruite de temps immémorial, au lieu-dit La vieille église)

### Olley
- Église paroissiale Saint-Rémy (édifice de type champenois construit à la seconde moitié du XIe s.) ; fortifié en 1595 ; clocher refait à partir de 1845.
- Fondation au XIe s. d'un prieuré de l'abbaye de Saint-Arnoul de Metz ; acquis par l'abbaye de Gorze vers 1200, disparu au XIVe s.
- Presbytère (construit en 1767 pour monsieur Collignon, curé d'Olley, Jeandelize et Boncourt). Tête du XIIe s. et chapiteau XVIe s. remployés
- Ancien Ossuaire (daté 1541, avec cadran solaire sur l'angle sud-ouest et trois crânes humains encastrés en façade endommagée pendant la guerre de 1870)

### Omelmont
- Église paroissiale Saint-Joseph et Saint-Claude (construite par l'architecte François Lamorre, aux frais de Joseph Machard et Joseph Huin, paroissiens d'Omelmont, en remplacement d'une chapelle construite en 1667, et tombée de vétusté. L'église fut consacrée le 23 décembre 1771)
  - Reconstruction du chœur et agrandissement de la nef (1852)
  - Clocher reconstruit en 1923.
  - Toile de La Cène, don de Napoléon III, œuvre de Thérèse Carrié (1855), copie de Philippe de Champaigne.

### Onville
- Église paroissiale Saint-Rémy (ancienne église romane)
  - Clocher (XIIIe s.)
  - Ancienne tour de l'enceinte (transformée et fortifiée au XVe s.)
  - Nef et chœur (reconstruits en 1783)
  - Tour clocher exhaussée vers la même époque (1783).
  - Subsiste de l'époque romane la base de la tour avec un linteau décoré.

### Ormes-et-Ville
- Église d'Ormes-et-Ville
  - Tour romane
  - Portail gothique flamboyant (XVe s.)
  - Boiseries
  - Pietà
  - Tableaux
  - La sacristie est l'ancienne chapelle castrale.
- Église conventuelle (XVIe s.) des « Sœurs grises de St François » ; en ruines.
  - Les vitraux du XVIe s. de l'ancien couvent des Sœurs grises à Ormes sont actuellement au Metropolitan Museum à New York.

### Othe
- Église paroissiale Saint-Martin (construite à l'époque romane dont il subsiste les murs de la nef et la base de la tour construite postérieurement à la nef)
  - Chœur (XIIIe s.)
  - Tour et nef rehaussées (XVIe s.)
  - Nef repercée (XVIIIe s.) et dallée en 1743, date portée par le dallage près de l'autel latéral droit
  - Campanile (construit en 1893)

### Ozerailles
- Église paroissiale Saint-Christophe (construite en 1836). Elle a remplacé une église reconstruite en 1719, avec une subvention de la chambre des comptes de bar, sur le site d'une église probablement ruinée par la guerre de Trente Ans (1636), clocher carré à pyramide.
- Chapelle rurale.
- Calvaire, situé Grande Rue (daté 1628) ; porte la plaque commémorative des morts de la guerre 1914, 1918 et un cadran solaire.
- Croix de Chemin dite Croix Colas, dans les Champs à 150 mètres, au sud de l'église. Érigée en 1753 par François Laguer, d'Eton ; elle fut relevée en 1804 par N.Laporte et Anne Michel son épouse.

### Pagney-derrière-Barine
- Rares vestiges d'une abbaye prémontrée de femmes (XIIe s.) qui devint par la suite un ermitage de la congrégation de Saint Antoine qui dépendait de l'Abbaye de Rangéval.
- Église-grange (XIXe s.)

### Pagny-sur-Moselle
- Église Saint-Martin (XVe s.)
  - Abside voûtée en étoile
  - Autels en bois sculpté (XVIIIe s.)
  - Statues, orfèvrerie et habits sacerdotaux à la sacristie.
- Chapelle Notre-Dame-de-Bon-Secours construite après 1945.
- Calvaire (XIXe s.)
- Plaques funéraires (XVIIIe s. et XIXe s.) dans l'ancien cimetière.

### Pannes
- Église Saint-Remy néo-gothique (XVIIIe s.), partiellement détruite en 1914-1918
  - Christ en croix (XVIIIe / XIXe s.)

### Parey-Saint-Césaire
- Église Saint-Césaire (XIIe-XVIe s.), précédée d'une tour porche romane à portail gothique (ancienne église romane).
  - Pièta polychrome du XVIe s. (au-dessus de la porte d'entrée gothique)
  - Retable polychrome du Christ entouré de ses apôtres encastré dans le mur du chœur (1520-1530) ; classé MH.
  - Chapelle sud : Vierge à l'Enfant du XVIIIe s.
  - Chœur, un groupe en bois polychrome, du XVIe s. représentant le Christ en croix encadré par la Vierge (à gauche) et Saint-Jean-L'Évangéliste (à droite) et une statue peinte du XVIe s. (au-dessus du retable), représentant un diacre, est identifiée, à tort, comme Saint-Césaire; il s'agirait plutôt de Saint-Étienne, Saint-Laurent ou Saint-Vincent.
  - Chapelle nord : vitrail du XIXe s. montrant Jésus entouré de son père adoptif Saint Joseph et de sa Mère, Marie
  - Chapelle sud : vitrail du XIXe s. figurant la Vierge à l'Enfant et autel du XVIIIe s. avec Vierge à l'Enfant (XVIIIe s.)
  - Nef : vitraux du XXe s. mettant en scène la Vierge
  - Chœur (fin du XIIIe s. ou début XIVe s.)
  - Clocher roman (XIIe s.)
  - Nef (fin XVe s. ou début XVIe s) ; conserve des éléments romans, en particulier deux fenêtres en plein-cintre bouchées dans les murs sud et nord ;
  - Sacristie (XVIIIe s.)

### Parroy
- Église (reconstruite après 1918)

### Parux
- Église (reconstruite après 1918)

### Petit-Failly
- Église paroissiale romane Saint-Rémy dont il subsiste la partie inférieure de la façade sud de la nef avec l'ancien portail muré. Église reconstruite au XVe s.
  - Chœur et transept revoûtés de 1622 à 1625 (dates portées par les clefs de voûte) en même temps que la nef est repercée et le portail occidental établi. Restaurée de 1856 à 1858.
  - Campanile restauré en 1906.
  - Armoiries
- Chapelle au cimetière.

### Petitmont
- Église (reconstruite après 1918)

### Pettonville
- Église Saint-Urbain (XVIIIe s.)

### Pexonne
- Église (XVIIIe s.), remaniée au XIXe s. (bénite le 4 août 1776 par Mgr Joseph Thouvenin, curé, assisté du révérend père Mecier, cordelier de Raon.
  - Chœur bâti aux frais en entier du dit curé Thouvenin de Pexonne (texte intégralement relevé sur le registre paroissial de Pexonne)
  - Tour avec toit en bulbe
  - Christ en bois.

### Phlin
- Église de l'Assomption (construite en 1779 remaniée, partiellement reconstruite en 1924)

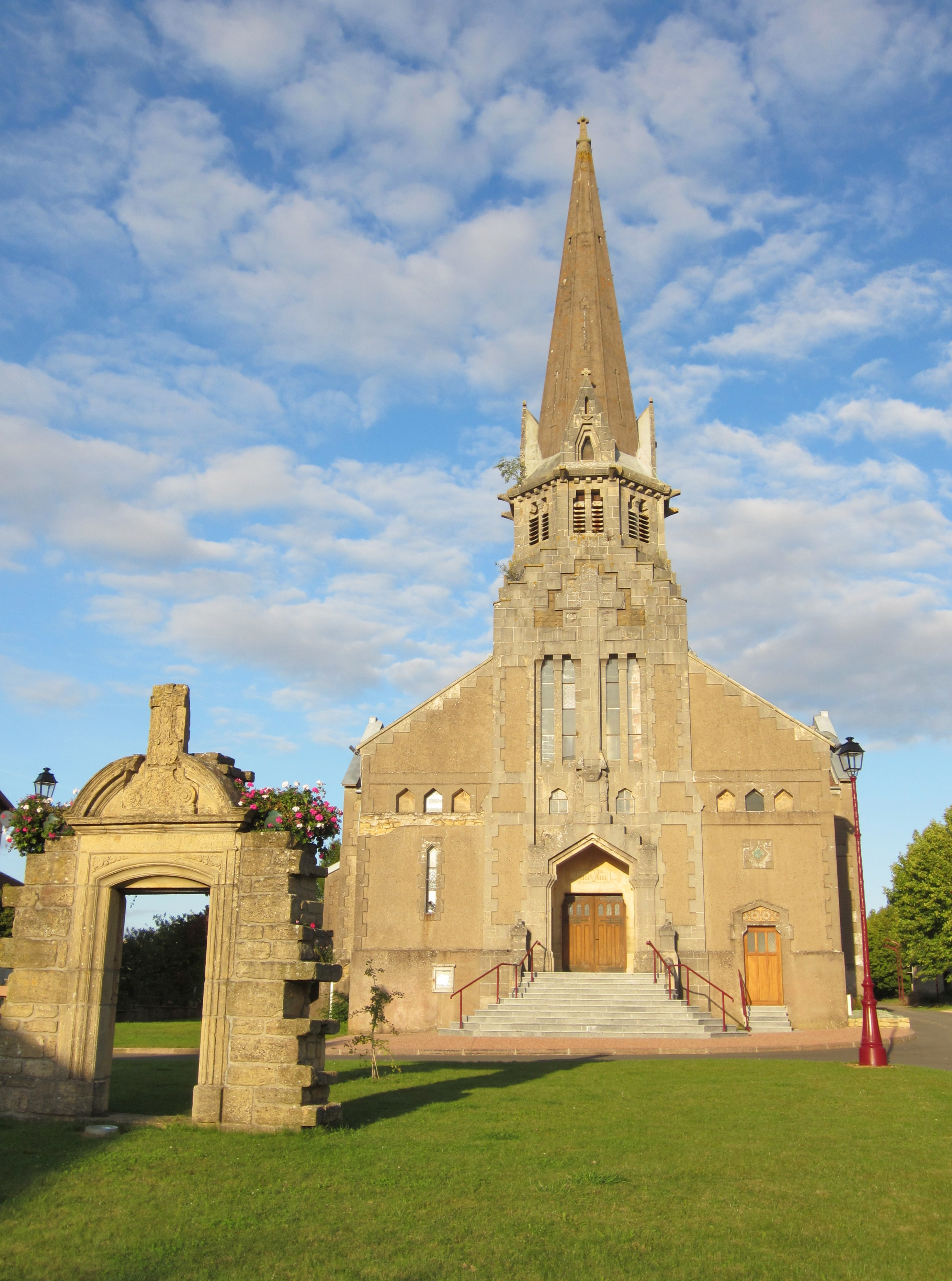
Église paroissiale Saint-Crépin (Piennes)

### Piennes
- Église paroissiale Saint-Crépin, Saint-Crépinien, première église paroissiale, XVIe siècle dont il subsistait le chœur. Nef, tour, clocher et sacristie reconstruites en 1759. Détruite en 1932 au moment de la reconstruction d'une église plus grande une centaine de mètres plus à l'est. Subsistent de cette ancienne église le portail remonté dans le jardin d'une maison appartenant à la mine de Piennes à Joudreville (avenue de la Mine) , portant une inscription avec la date 1759, et la pierre de fondation remployée dans l'élévation occidentale de la nouvelle église
- Église paroissiale Saint-Crépin, Saint-Crépinien, 2e église paroissiale, reconstruite de 1928 à 1932, en remplacement d'une église du XVIe siècle ; la nef la tour clocher et la sacristie de l'église primitive avaient été reconstruites en 1759 ; la reconstruction à partir de 1928 avait été rendue nécessaire par le mauvais état de l'édifice au lendemain de la guerre 1914, 1918 et son exiguïté liée à l'accroissement de la population à la suite de l'ouverture de la mine.
- Cimetière militaire allemand 1138 allemands (1914-1918).

### Pierre-la-Treiche
- Église Saint Christophe (fin XVIIIe s.)
- Croix de chemin (en bas du Site de Vaux)
- Statue de la Sainte Vierge (domaine de la Rochotte)
- Ancien prieuré (XIe s.) Saint-Nicolas de la Rochotte (classé aux monuments historiques, le 31 juillet 2000) - Fondé vers 1094, il dépendait de l'abbaye Saint-Léon de Toul. Relevé en 1537 par Jean Forget, il se compose de deux bâtiments : le logis (1541), et la chapelle de la même époque. Dans la chapelle, présence en soubassement de peintures murales du XIXe s., et dans les tympans des arcs figure une œuvre de 1946 exécutée par un prisonnier allemand, Spychalski. Dans le logis, l'escalier est le seul vestige apparent des dispositions du XVIe s. (cage de plan carré intégrant un escalier en vis au noyau central constitué d'une colonne sur haut socle).

### Pierre-Percée
- Église (XVIIIe s.)

### Pierrepont
- Église paroissiale Saint-Côme et Saint-Damien
  - Cimetière
  - Croix monumentale construite en 1769, date portée par le linteau de la porte piétonne.
- Chapelle funéraire néogothique de la famille Seillière (monument sépulcral construite au milieu du XIXe s. devant l'église paroissiale, pour la famille Seillière, fondateur et propriétaire de la filature de Pierrepont, léguée en 1976 à la commune. Restaurée par une équipe de bénévoles du village en 1984-1985)
- Cimetière militaire allemand de la Première Guerre mondiale : 3017 allemands
- Cimetière militaire français et alliés avec deux ossuaires de la Première Guerre mondiale : 4190 Français ; 141 Belges ; 2 Britanniques ; 1 Roumain ; 493 soviétiques - Seconde Guerre mondiale : 20 Français ; 55 soviétiques ; 1 Tchèque.

### Pierreville
- Église paroissiale Saint-Léger (construite en 1736)
  - Autel (XVIIIe s.)

### Pompey
- Église Saint-Epvre (XIXe s.)
- Chapelle Sainte-Anne 1633 (remaniée au XIXe s.)
- Une chapelle élevée au XIVe s. et saccagée par les protestants en 1587 a totalement disparu.

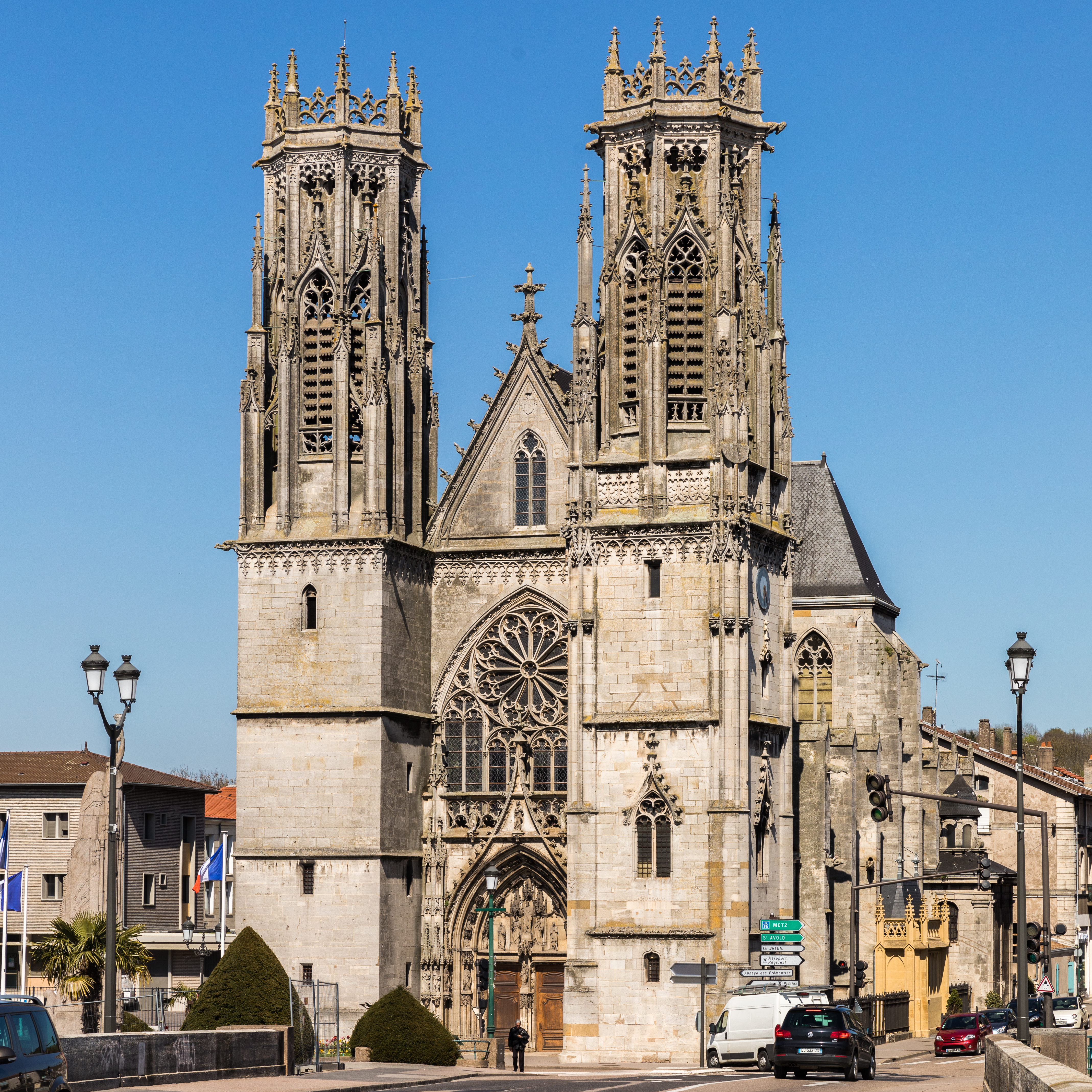
Église Saint-Martin de Pont-à-Mousson

### Pont-à-Mousson
- Abbaye des Prémontrés (ancien petit séminaire du XVIIIe s.)
- Église Saint-Martin (XIVe et XVe s.)
- Église Saint-Laurent (XVe, XVIIe et XIXe s.)
- Église Saint-Jean (XIIIe s.),  devenue maison privée il en subsiste le porche.
- Chapelle de l’institut (créé en 1851, fondé par Joseph Magot, devenue salle d'exposition)
- Ancien collège des jésuites (lycée) : façade sur la cour intérieure XVIIe s.
- Ancienne chapelle au quartier Boozville aujourd'hui désaffectée.

### Pont-Saint-Vincent
- Église Saint-Julien de Brioude (vers 1500) ; reconstruction grâce au seigneur basque Jean de Bidos, fidèle du duc René II de Lorraine, qui l'aida à la bataille de Nancy en capturant Antoine le Grand Bâtard, frère du duc de Bourgogne. Devenu seigneur de Pont-Saint-Vincent, il finança, avec sa femme, Madeleine de Parspagaire, les travaux de la nouvelle église paroissiale.
  - Tympan (XVe s.)
  - Nef unique en forme de croix de Lorraine,
  - Quatre chapelles (XVIIe s.)
  - Vitraux (XVIe s.)
  - Armoire eucharistique (1500),
  - Nombreuses statues (XVe : XVIe s.)
  - Chevet à pans coupés avec ses fenêtres gothiques.
  - Clocher reconstruit après 1940.
  - Portail (début du XVIe s.)
  - Portail latéral nord : Christ assis avec la tête nimbée dans une auréole crucifère, la main droite levée en signe de bénédiction, la main gauche soutenant le globe terrestre ; deux anges placés de part et d'autre l'encadrent (celui de droite porte une croix latine et celui de gauche un calice)
- Ancien prieuré bénédictin Saint-Bernard (Xe s.) dans le Domaine de la Tournelle, reste de l'église du prieuré, transformée en grange vers le XVIIe.
- 35 Rue Carnot - La Maison des Chapelains (statue de Saint-Julien sous son dais gothique).
- 52-54 Rue Carnot : niche à fronton contenant une Vierge à l'Enfant (inscription "AVE GRA PLENA").
- 64 Rue Carnot : portail daté de 1700, avec Vierge à l'Enfant
- 1 Rue Saint-Pierre : Maison avec une niche contenant une statuette de Saint-Pierre

### Port-sur-Seille
- Église de l'Assomption (reconstruite après 1918)
- Quatre pierres tombales, transférées au musée lorrain. (cf : ancienne église de Port-sur-Seille)

### Praye
- Église paroissiale Saint-Gérard (reconstruite en 1888 et 1889, bénite le 11 septembre 1889 ; elle remplace un édifice consacré le 17 octobre 1735)

### Prény
- Église Saint-Pierre (reconstruite en 1924)
- Chapelle Notre-Dame-de-Pitié située au cimetière de Prény (bâtie en 1857 conformément au vœu de l'abbé Petitmangin, curé de Prény, à la suite de l'épidémie de choléra de 1854).
  - Pietà

### Preutin-Higny
- Église paroissiale de la-Nativité-de la-Vierge à Preutin ; ancienne église du XIIe s. dont il subsiste la base de la tour.
  - Cimetière
  - Monument sépulcral.
  - Chœur et nef (XIIIe s.)
  - Tour clocher exhaussée et fortifiée au XVIe s. portant la date 1588 sur le linteau d'une fenêtre de l'élévation sud.
  - Chapelle castrale construite en 1675 (date portée par la clef de voûte).
  - Nef agrandie vers l'ouest et repercée en 1734 (date portée par le linteau de la porte piétonne).
  - Éléments défensifs, armoiries des Florimond d'Allamont et d'Anne Marguerite d'Argenteau.
- Église paroissiale Saint Gorgon à Higny
  - Cimetière
  - Monument sépulcral (reconstruite en 1848)

### Pulligny
- Rue de la Chapelle : Chapelle de Notre-Dame de Pitié, de style gothique flamboyant, construite à l'emplacement d'un ancien oratoire dit de Savignon en 1868, et bénit le 24 juin 1868.
  - Tympan néo-roman
- Église Saint-Pierre-aux-Liens (XVe-XVIIIe s.)
  - Vitrail du XIXe s. (Nef)
  - Nef voûtée sur croisées d'ogives gothiques
  - chœur contenant une niche gothique servant de lavabo liturgique.
  - Vitrail du XVIe s. montrant le visage de Saint-Pierre, reconnaissable à la clef qu'il tient.
- La croix du pont menant à Autrey (XVIIIe s.) ; élevée par l'évêque de Toul.
- Rue des Loups : Niche gothique contenant une statuette moderne, remplaçant l'ancienne statuette disparue, une Vierge ou un saint !
- Grande rue : Maison à la Pietà (XVIe s.)
- Rue Franche : Maison à la niche contenant une statue de Jeanne d'Arc
- Route de Flavigny : la Croix de chemin (XIXe s.)

### Pulney
- Église (reconstruite de la fin du XVIIIe s.)
- Chapelle Notre-Dame-de-Bonne-Espérance (XIXe s.) à flanc de coteau.

### Pulnoy
- Église Saint-Quentin (bâtie au XVIIe s.) ; reconstruite en 1855 et agrandie au début des années 1990, possède 220 places
  - Éléments funéraires (XVIIIe s.) de l'ancien cimetière, scellés dans les murs extérieurs.

### Puxe
- Église paroissiale Saint-Étienne (ancienne église romane de la fin du XIIe s. dont il ne subsiste que la base de la tour clocher)
  - Cimetière
  - Monument sépulcral.
  - Nef (XVe s.) ; repercée au XVIIIe s.
  - Éléments de fortification sur clocher.
  - Plaque funéraire : dite de Adam de la Tour et d'Anne Dosche
- Chapelle Saint-Roch à Bouzonville (construite au XIXe s.) à l'emplacement de l'ancien ermitage Saint-Maurice, appartenant aux religieux de l'abbaye de Saint-Benoît-en-Woëvre.

### Puxieux
- Église paroissiale Sainte-Cécile (construite au XIXe s.)

### Quevilloncourt
- Commune sans église (n'a jamais été une paroisse) et sans cimetière, qui sont partagés avec la commune voisine de Forcelles-Saint-Gorgon.

### Raon-lès-Leau
- Église (XIXe s.)

### Raucourt
- Église (reconstruite après 1918).

### Raville-sur-Sânon
- Église
  - Nef et chapelle seigneuriale (XVe s.)
  - Tour romane remaniée (XVIIIe s.)

### Réchicourt-la-Petite
- Église Saint-Laurent (reconstruite après 1918)

### Réclonville
- Église (XVIIIe s.)

### Rehainviller
- Église reconstruite après 1918
  - Christ du XVIIIe s. sculpté par Bagard.

### Reherrey
- Église (XVIIIe s.)

### Réhon
- Église Sainte-Geneviève (construite en 1733 et consacrée en 1735 par l'évêque suffragant de Trêves, Frédéric von Nalbach) ; menaçant ruine, elle est détruite en 1853 ; reconstruite en 1854 (changement d'orientation, l'entrée étant désormais placée à l'est ; allongement de la nef de 3,50 mètres et construction d'une tour clocher en façade qui manquait jusque là) ; agrandie de 1898 à 1901 (adjonction d'un transept, reconstruction du chœur et de la sacristie).
  - Sépulcre en calcaire du Christ à la polychromie variée (11 statues). Datée début XVIe s, l'œuvre présente des influences germaniques. Artiste inconnu. Monument historique de 1929.
- Chapelle Saint-Éloi à Heumont (construite en 1932-1933).
- Chapelle moderne au cimetière.

### Reillon
- Église (reconstruite après 1918)
- Cimetière militaire allemand 1914-1918 et 1940-1945 : 5 500 tombes.
- Cimetière militaire français 1914-1918 : 1 400 tombes.
- Calvaire de 1604 (entre l'église et la mairie), seul vestige de l'ancien village détruit.

### Rembercourt-sur-Mad
- Église ou "moutier" de Rembercourt (attestée pour la première fois en 1494, au temps du Sire Martin Lambert).

### Remenoville
- Vestiges de l'église Saint-Epvre (XIIIe s.) ; restaurée au XIXe s.

### Réméréville
- Église paroissiale de la Nativité-de-la-Vierge
  - Nef et tour (XIXe s.) (restaurées après 1918)
  - Chevet (XVe s.)

### Remoncourt
- Église (reconstruite après 1944).
- Vestiges de la chapelle de Fricourt (ferme) dont le mobilier a été vendu aux États-Unis en 1918 ; chapelle dédiée à Notre-Dame-de-Bon-Succès, restaurée au XIXe s. ; il s'agit d'une maison de ferme présentant des vestiges XVIIe s.

### Repaix
- Église (XVIIIe s.)
  - Tour romane (clocher de l'église)
- Cimetière anabaptiste (fin du XIXe s.)

### Richardménil
- Église Saint-Georges (XIXe s.)
  - Boiseries
  - Tableau

### Rogéville
- Église (XVIIIe s.)

### Romain
- La commune n’a pas d’église.

### Rosières-aux-Salines
- Église Saint-Pierre (construite en 1745 par I'architecte Mique)
  - Deux clochers
  - Boiseries
  - Stèles.
- À Cuite-Fève, vestiges de la chapelle des templiers (XIVe s.)
- Vestiges de l'ancien couvent des cordeliers (XVIIe s., remanié au XVIIIe s.)

### Rosières-en-Haye
- Église Saint-Pierre (XVIIIe s.)
  - Vestiges (XVIe s.) à la partie basse de la tour et au chevet

### Rouves
- Église Saint-Étienne (reconstruite après 1918).

### Roville-devant-Bayon
- Église (XVIIIe s.)
  - Tableau de Saint-Calixte - Cette œuvre fut exécutée au milieu du XIXe s. par l'artiste-peintre Victor Georges

### Royaumeix
- Église néo-gothique Saint-Léon (1860).
- Tombes napoléoniennes à côté de l'église.

### Rozelieures
- Église (XVIe s.)
  - Tour (XIXe s.)
  - Portail Renaissance.
- Chapelle Sainte-Barbe à l'entrée du village.
- Cimetière militaire français, monument commémoratif de la victoire du 24 août 1914 (bataille de la trouée de Charmes)

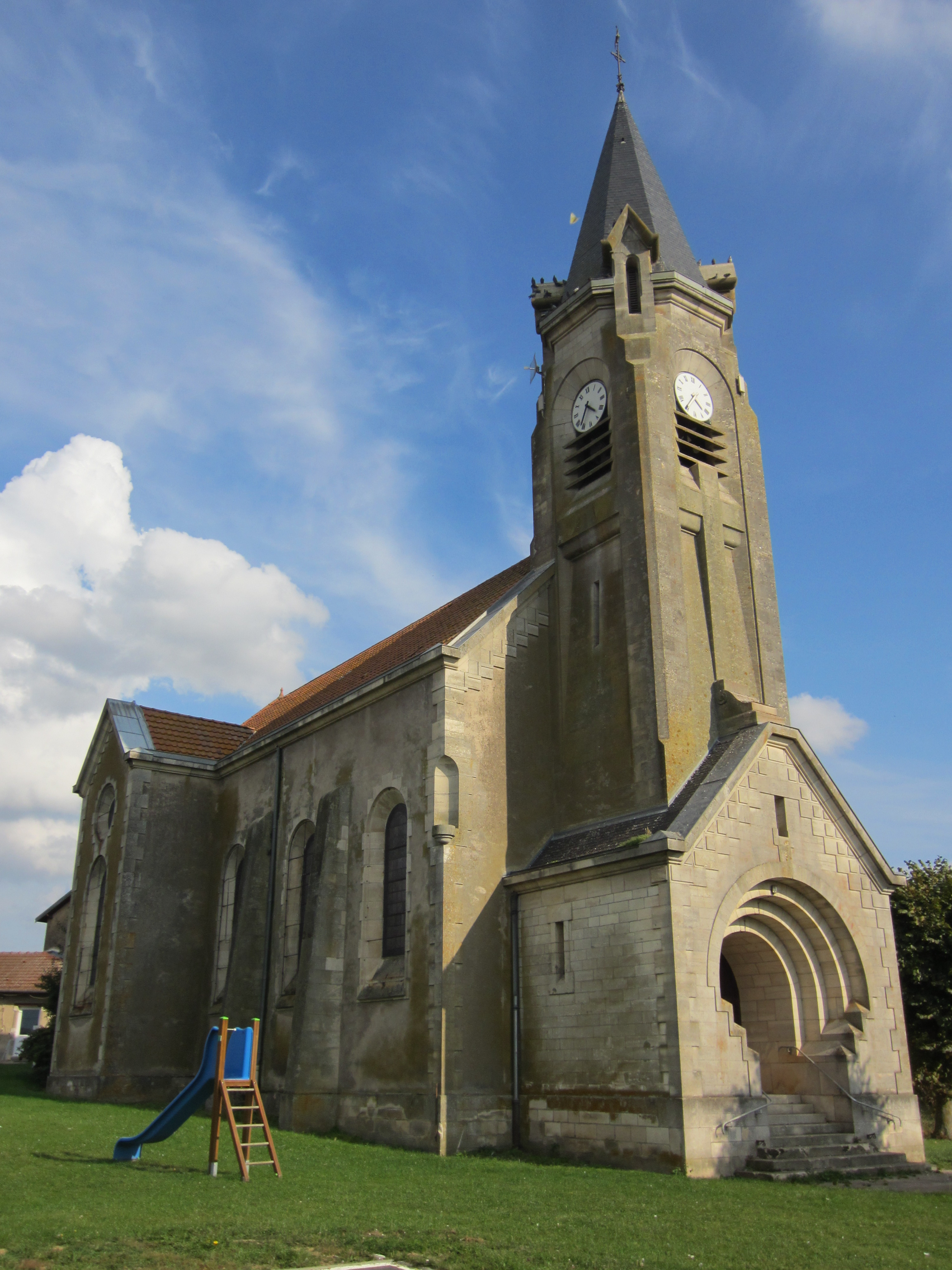
Église de Saint-Baussant

### Saffais
- Église (XVIIIe s.)
  - Tour romane remaniée.
- Fontaine Saint-Quentin, réputée miraculeuse.

### Saint-Ail
- Église Saint-Étienne
  - Nef (XVIIIe s.) avec vestiges romans
  - Chœur roman
  - Tour (XVIe s.), remaniée au XIXe s.

### Saint-Baussant
- Église Saint-Baussant (reconstruite après 1918).

### Saint-Boingt
- Église (XVIIIe s.)
  - Boiseries Louis XIV.
- Croix (XVIIe s.), ornée de statuettes, dans le cimetière.

### Saint-Clément
- Église Saint-Clément (mentionnée pour la première fois en 1164).
  - Tour à baies géminées (date du XIIe s.)
  - Nef et les peintures murales sont postérieures (XVe s.). Ces peintures monumentales sont classées par les Monuments historiques depuis 1908. Elles représentent le Jugement dernier, l'Annonciation, la Nativité, Saint Sébastien et Saint Christophe.

### Sainte-Geneviève
- Église Sainte-Geneviève
  - Abside et chœur (XIIe s.)
- Calvaire 1551.
- Croix des Martyrs, en mémoire des soldats chrétiens de l'armée de Jovin, tués en 366.

### Sainte-Pôle
- Église, reconstruite après 1918, restaurée après 1945 (clocher, toiture, intérieur).

### Saint-Firmin
- Église (XIXe s.)
- Chapelle Saint-Firmin (XIXe s.), dans le village.
- Croix de chemin (XVIe s.)

### Saint-Germain

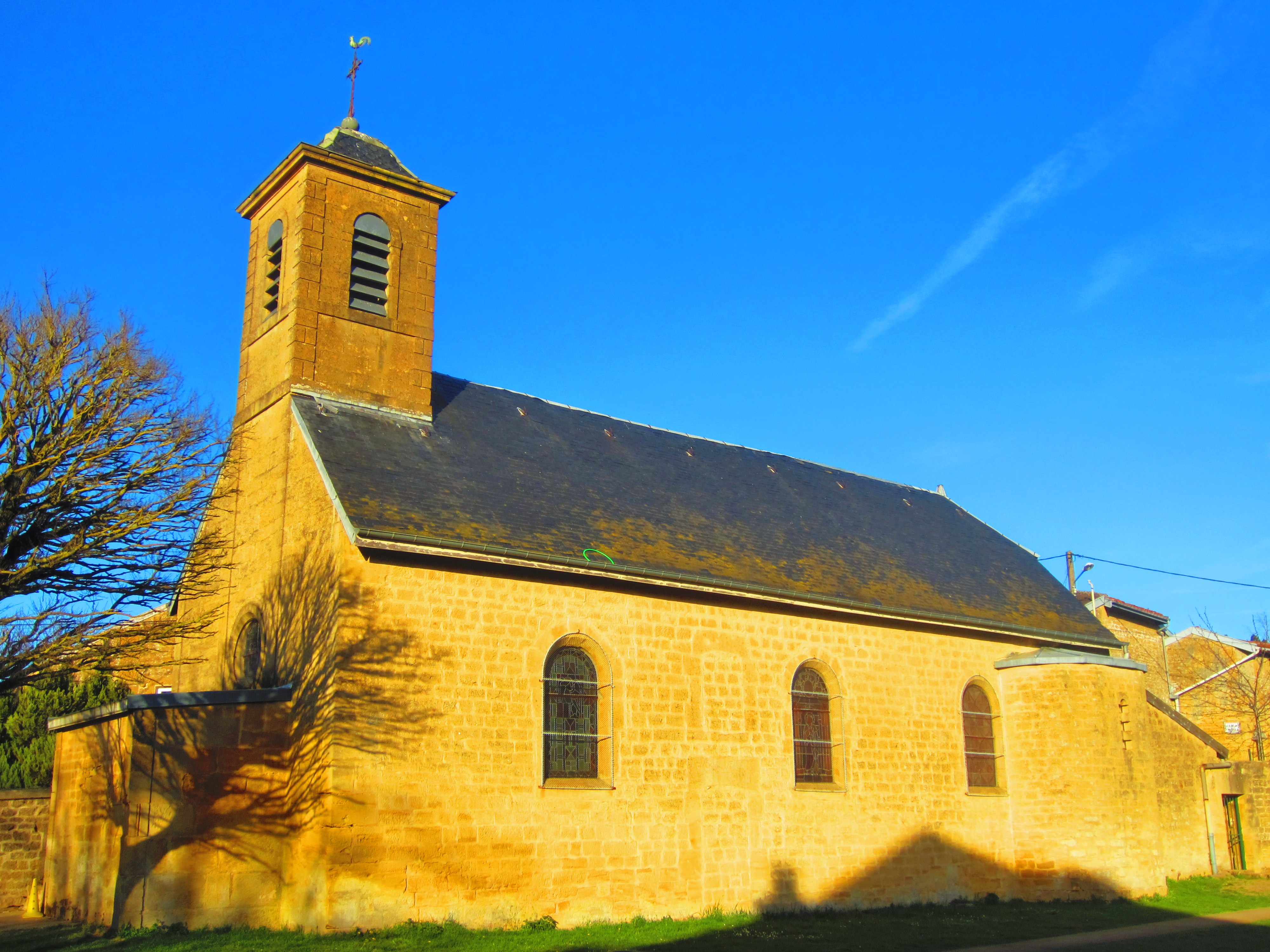
Église de la-Nativité-de la-Vierge de Saint-Jean-lès-Longuyon

- Église
  - Nef et chevet (XVIe s.)
- Chapelle castrale (XVIe s.)
  - Tour (XIXe s.)
- Portail roman de l'église primitive.

### Saint-Jean-lès-Longuyon
- Église paroissiale de la-Nativité-de la-Vierge (construite en 1821).
- Église paroissiale Saint-Martin à Ham-les-Saint-Jean.
  - Nef (XIIe s.)
  - Chœur (XIIIe s.)
  - Modifications et repercement de baies aux XVIe et XVIIIe s.
  - Reliquaire de Saint Montan (1897)
  - Source miraculeuse.
- Couvent de Capucins fondé en 1617 par les capucins de la province wallonne (église construite de 1618 à 1624) ; bâtiments du couvent reconstruits à partir de 1760, vendu en 1793, à l'exception de l'église vendue en 1808 et détruite peu après ; parties agricoles construites après 1834, date du cadastre ; bâtiments achetés en 1958 par la municipalité pour en faire la mairie et l'école.

### Saint-Julien-lès-Gorze
- Église paroissiale Saint Julien (reconstruite après la guerre de 1914-1918). Elle remplace un édifice de la 2e moitié du XVIIIe s., restauré au milieu du XIXe s.

### Saint-Marcel
- Église paroissiale Saint-Marcel
  - Monument sépulcral.
  - Tour clocher datée 1766
  - Chœur et nef reconstruits en 1828
- Chapelle de Sainte-Agathe (XVIIIe s.), à l'écart de la Caulre.

### Saint-Mard
- Église (XVIIIe s.)
  - Chevet gothique (XVe s.)
  - Tour et nef (XVIIIe s.)

### Saint-Martin
- Église (XVIIIe s.)
  - Tour avec toit en bâtière.
- Chapelle Notre-Dame-de-Lorette sur un site funéraire mérovingien (reconstruite après 1918)

### Saint-Maurice-aux-Forges
- Église (XIXe s.)

### Saint-Max
- Église néo-gothique Saint-Livier (XIXe s.)
  - Chapiteaux sculptés
  - Orgue 1885.
- Église Saint-Médard
  - Tour romane, chapiteaux (XIIe s.)

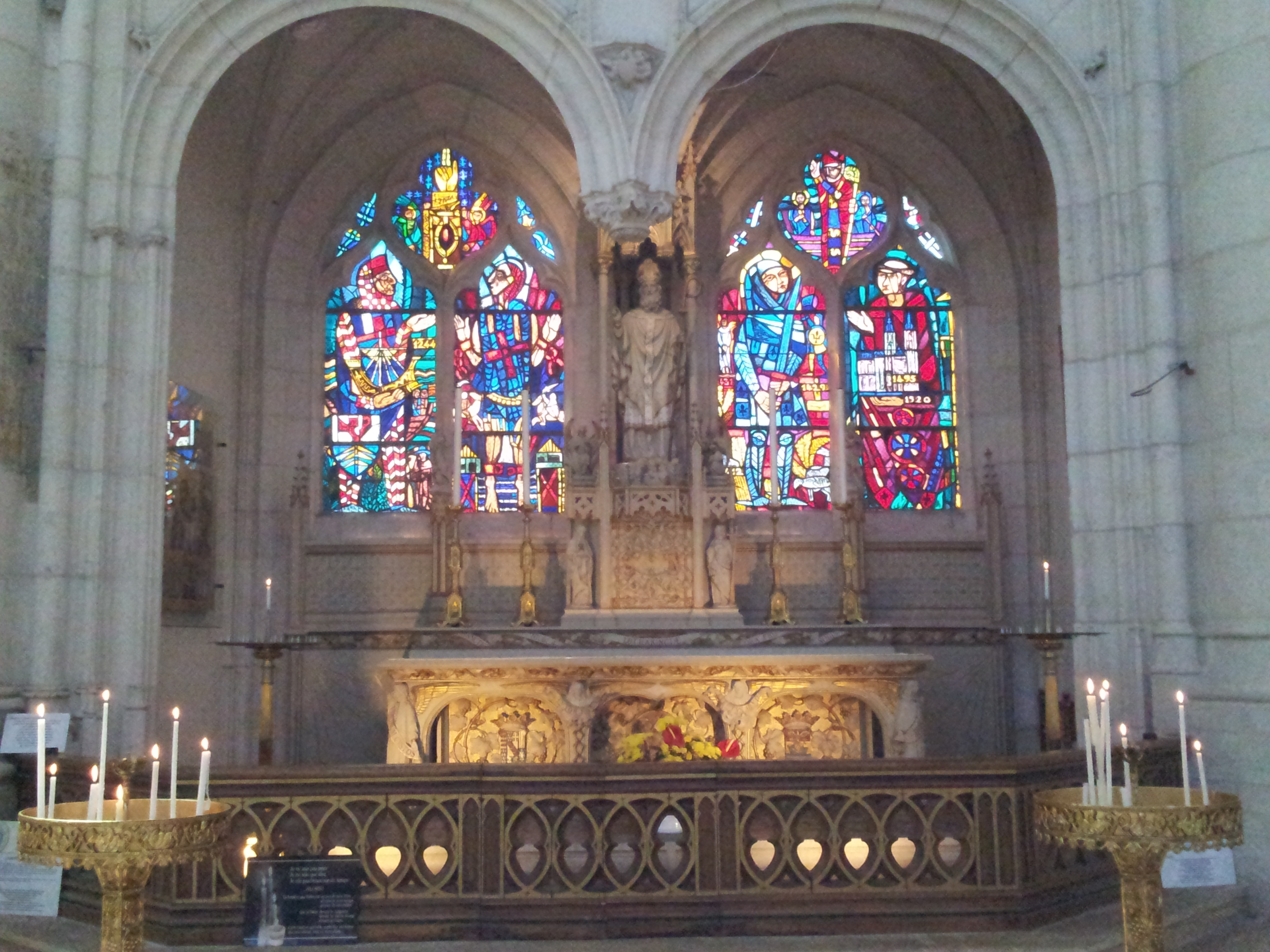
Chapelle Saint-Nicolas - Basilique Saint-Nicolas-de-Port

- Église moderne Saint-Michel.

### Saint-Nicolas-de-Port
- Basilique de Saint-Nicolas de Port (1481-1545)
- - Nef de 30 m de haut, des colonnes élancées 21,50 m (les plus hautes de France)[1] et deux tours de 85 et 87 m respectivement.
  - Relique de Saint Nicolas (phalange « dextre bénissante »)
  - Statue de la Vierge de pitié - Pietà du XVIe s. Elle est placée dans la chapelle Notre-Dame-des-Sept-Douleurs. À l'origine polychrome, elle serait l’œuvre d'un artiste troyen.
  - Statue en pierre de Saint-Nicolas (XVIe s.)
  - Statue en bois de Saint-Nicolas (XVIIIe s.)
  - Statue en pierre de Saint-Nicolas (XVIIIe s.)
  - Vitrail de Saint-Nicolas (XVIe s.)
- Statue en pierre de Saint-Nicolas (XIXe s.) - Rue Charles Courtois
- Monastère de Notre-Dame-de-la-Congrégation construit en 1750, les bâtiments viennent d'être restaurés.
- Prieuré des bénédictins, le monastère des bénédictines et le collège des jésuites, ont disparu à jamais
- Couvent des Annonciades, passé ensuite aux rédemptoristes, et dont il reste un grand bâtiment XVIIIe s.
- Chapelle du centre hospitalier.

### Saint-Pancré
- Église paroissiale Saint-Pancrace, reconstruite en 1830 (date portée) en remplacement d'une chapelle.

### Saint-Remimont
- Église Saint-Rémi (XVIIIe s.)

### Saint-Rémy-aux-Bois
- Église Saint-Rémy (XVIIIe s.), restaurée après 1944. Elle forme avec celle de Saint-Boingt et Saint-Germain, une trilogie artistique qui surprend et émerveille.
  - La tour latérale à étages possède un clocher court.
  - Sa nef et son abside sont ogivales.
  - Le maître-autel est remarquable et possède un retable à étages.
  - Son tabernacle est richement doté.
  - Des statuettes en bois sculptés ornent les côtés du retable et semblent s'en détacher. Cet ensemble est complété par une statue représentant le Christ, dont les bras sont allongés.

### Saint-Sauveur
- Le chœur gothique en grès rose de l’abbatiale : C'est l'unique vestige de l'ancienne abbatiale fondée en 1010, incendiée en 1470, reconstruite début XVIe (après la guerre des Rustauds 1525) et redétruite en 1569 (guerres de Religion). La nef a servi de pierrier. Seul le chœur, converti en église paroissiale (1580), a subsisté. Les parties les plus anciennes sont les colonnettes gothiques de la fin du XIIe siècle prises dans le mur d'entrée. Des traces de polychromie sont visibles sur l’arc triomphal. Les clefs de voûte portent toutes des blasons sculptés surmontés de crosses d’abbés (XVe-XVIe s). Sur l’une d’elles, on lit la date de 1559, dernière restauration de l'église. Un vitrail aujourd'hui disparu occupait la grande fenêtre centrale et représentait le Christ en croix dont le sang était recueilli par deux anges dans des calices. L'abbaye avait une tour porche (sept cloches dont une grosse), un cloitre, des dortoirs, des bâtiments agricoles dont les ruines sont décrites en 1640, mais il ne subsiste aucun plan, aucune gravure ancienne (1er dessin en 1701 seulement) et la charte de fondation est perdue. Du dessus de l'enclos monastique délimité par un mur de pierres sèches quasiment intact, la vue embrasse le plateau lorrain et l’ensemble constitue un tableau dont la beauté ne laisse pas indifférent. Un colloque universitaire a eu lieu lors du millénaire de Saint-Sauveur en 2010. Il a donné lieu à la publication d'un numéro spécial des Annales de l'Est (voir mairie ou association des amis de l'abbaye).
- La chapelle de Ton (milieu de la forêt au fond d’une vallée mystérieuse au pied du col de la Charaille, à l’endroit même où la Vezouze prend sa source. À quelques enjambées se rencontrent les quatre départements de Meurthe-et-Moselle, des Vosges, de la Moselle et du Bas-Rhin.

### Saint-Supplet
- Église paroissiale Saint Sulpice (XIVe s.) - Agrandie après 1785 par la construction des deux travées occidentales de la nef et de la tour clocher. Inscription sur contrefort entre 3e et 4e travée nord de la nef : 1574 REGNOIT FAMINE SVR TERE EN CELVY TEMPS AVSSY GRANDE GVERE.
  - Chœur et les deux travées orientales de la nef (XVe s.)
  - Porte (XVIe s.) murée entre les 3e et 4e travées nord.
  - Sacristie des XVIe et XVIIe s.
- Ancien ossuaire, à Au-dessus-des-Pierrons.

### Saizerais
- Église Saint-Georges (XIXe s.) qui remplaça les églises des deux Saizerais, de Saint-Georges d'une part, de Saint-Amand d'autre part.

### Sancy
- Église paroissiale Saint Brice, lieu-dit : Sancy haut, époque de construction : 3e quart du XIXe s. ; 1er quart du XXe s., construite en 1867, 300 mètres environ au sud de l'ancienne église du prieuré.
- Prieuré de Bénédictins Saint Brice et ancienne église Saint-Brice lieu-dit : Sancy bas, éléments protégés : abside ; mur, parties constituantes : église ; cimetière ; calvaire ; monument sépulcral, époque de construction : 4e quart du XIe s. ; XIIe s. ; 1re moitié du XVIIIe s. ; 3e quart du XXe s. Prieuré de bénédictins dépendant de Saint-Hubert en Ardenne, fondé vers 1088. Église Saint-Brice construite dans le courant du XIIe s., modifiée au XVIe s. (subsiste un lavabo dans l'absidiole nord), transformée en église paroissiale et menaçant ruine. Des projets pour reconstruire la nef sont établis en 1848 par Bauchet, architecte à Briey. Ils sont finalement abandonnés et l'église est détruite en 1867, à l'exception de l'absidiole nord, conservée comme chapelle de cimetière, et des soubassements du bras nord du transept et des chapelles latérales attenantes. En 1970, consolidation de la voûte de l'absidiole nord. Au nord de l'église, logis construit limite XVe/XVIe siècle dont il subsiste les dépendances. Reconstruit 1re moitié du XVIIIe s.
- Calvaire, lieu-dit : Sancy bas, situé rue du Prieuré, dans l'ancien cimetière (XIXe s.) Jusqu'en 1969 il se trouvait devant la porte de l'ancien cimetière. Il a été déplacé et réédifié à proximité des vestiges de l'église du prieuré.
- Croix Monumentale lieu-dit : Sancy bas située C.D. 157 ; C.V.O.8. Croix érigée en 1826 par Nicolas Gérard, sculpteur à Anderny (date portée), croisillon plus récent que la croix.
- Presbytère, lieu-dit : Sancy bas, situé 2 rue du Presbytère, construit : limite XVIIIe/XIXe siècle.

### Sanzey
- Église 1852.

### Saulnes
- Église paroissiale Saint-Jean-Baptiste (construite entre 1873 et 1883). Elle a remplacé une chapelle qui dépendait de l'église mère d'Herserange, située au même emplacement mais parallèle à la rue.

### Saulxerotte
- Église (XVe s.) à plan en croix latine.
- Vestiges de la chapelle Sainte-Claire, à l'écart du village.

### Saulxures-lès-Nancy
- Église construite en 1840.

### Saulxures-lès-Vannes
- Église reconstruite au XVIIIe s.

### Saxon-Sion
- Basilique Notre-Dame de Sion
- - Statue de Notre-Dame de Sion - Artiste : Martin Pierson - Installée le 9 septembre 1871 au sommet de la Basilique, la statue de fonte et de fer pèse plus de 7 tonnes pour une taille de 7 mètres.
- Église paroissiale de la Nativité de la Vierge ;
- Couvent des Tiercelins
- Croix élevée en 1622 par Marguerite de Gonzague.

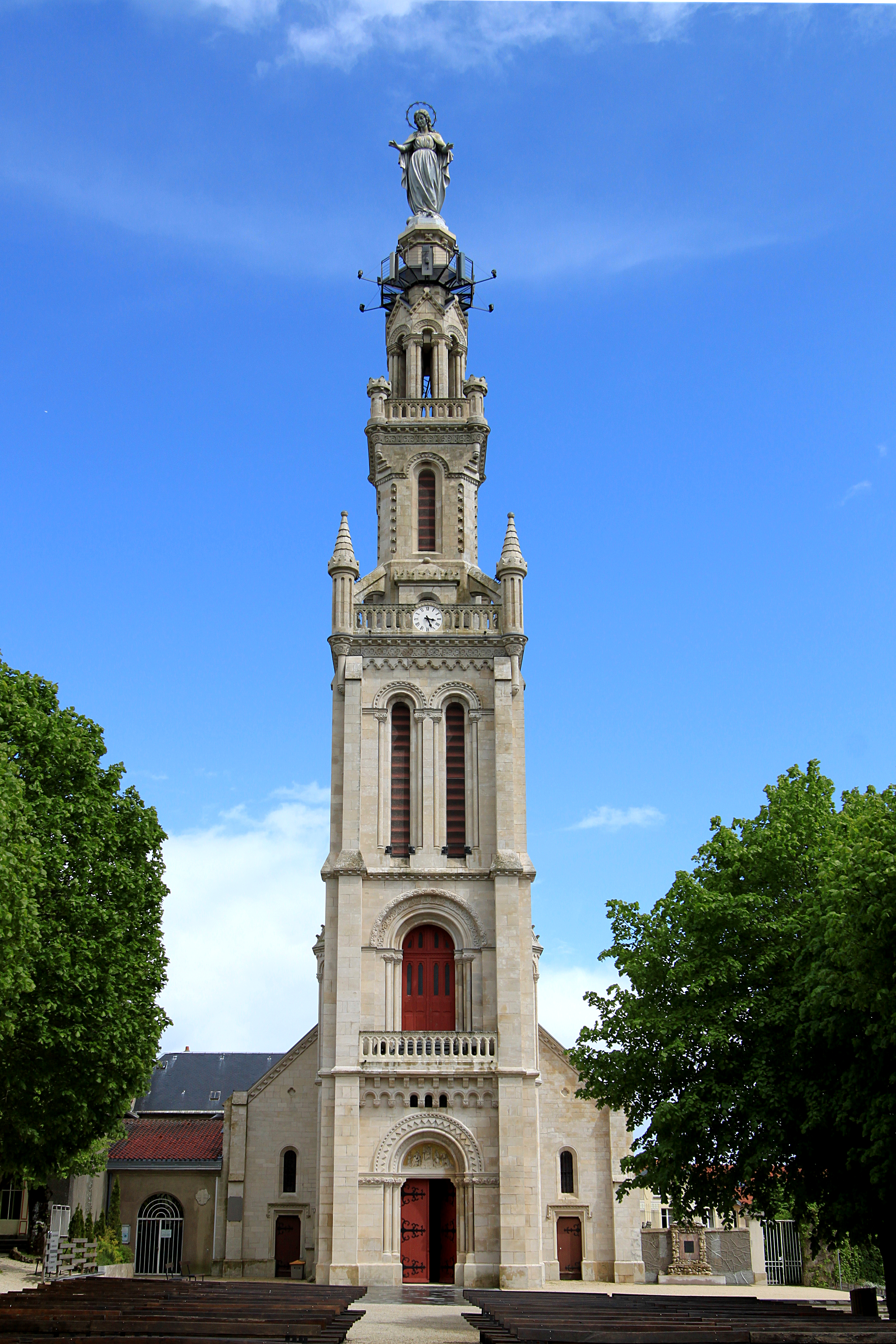
Basilique Notre-Dame de Sion

- Basilique Notre-Dame de SionSépulture des frères Baillard.

### Seichamps
- Église Saint-Lambert (XIXe s.)
  - 3 reliques dont un morceau de la Sainte Croix
- Presbytère datant du XVIe siècle, reconstruit en 1982.

### Seicheprey
- Église Saint-Pierre, reconstruite après 1918.

### Selaincourt
- Église (XVIIIe s.)
- Oratoire 1947 en commémoration de la Libération.

### Seranville
- Église Saint-Epvre (fin XVIIIe s.)

### Serres
- Église reconstruite après 1918.
- Chapelle Sainte-Libaire.

### Serrouville
- Église paroissiale Saint-Martin, construite en 1733 (date portée par le fronton du portail).
  - Restauration du clocher détérioré par la foudre en 1846.
  - Nouvelle restauration en 1931 (date portée par le fronton du portail).

### Sexey-aux-Forges
- Église dédiée à Saint-Mansuy (mobilier gothique) - XIXe s.
- Chapelle Sainte-Anne (XIe s.)
- Chapelle du XVe s. désaffectée (ferme des Gimeys)

### Sexey-les-Bois
- Église reconstruite après 1945.

### Sionviller
- Église (fin XVIIIe s.), remaniée.

### Sivry
- Église moderne (XXe s.)
  - Tour du XIXe s. conservée.

### Sommerviller
- Église (1740) : église-grange de type rhénan, 
  - Abside semi-octogonale
  - Maître-autel et tabernacle (XVIIIIre s.)
  - Chaire et buffet d'orgue (XVIIIe s.)
  - Buste et châsse de saint Gérard (1715) (relique).
- Grotte de Lourdes (1954).
- Calvaire (XVIIe : XVIIIe s.)

### Sornéville
- Église (XVIIIe s.), restaurée après 1918
  - Clocher à l'impériale.

### Sponville
- Église paroissiale Saint-Maximin (daté de 1716) - remplace l'ancienne église de Neulan qui sert d'église mère aux villages de Sponville et de Xonville jusqu'au début du XVIIIe s.
  - Chœur est revoûté au XIXe s.

### Tanconville
- Église (XVIIIe s.), partiellement détruite en 1944 et restaurée
  - Vitraux modernes
  - Tableau et Christ en croix grandeur nature provenant de l'Abbaye de Haute-Seille.

### Tantonville
- Église Saint-Rémy
  - Tour romane remaniée
  - Chapelle sud (XIVe / XVe s.)
  - Nef (XVIIIe s.)

### Tellancourt
- Église paroissiale de l'Assomption-de-la-Vierge (construite au XVIIIe s.) ; agrandie en 1843, en même temps qu'est reconstruite la tour clocher. Travaux de restauration en 1868. Endommagée pendant la guerre 1914-1918 et restaurée en 1928.
- La chapelle Notre-Dame-de-Walcourt : située sur la R.N. 18 ; construite en 1839, date portée par un cartouche au-dessus du linteau de la porte piétonne.

### Thélod
- Église romane St-Pierre et St-Epvre de Thélod
  - Vitrail de Saint-Nicolas (XIXe s.)
  - Chœur à deux travées agrandi au sud par deux chapelles, la première fondée vers 1500 par Thomas de Pfaffenhofen, la seconde du XVIe s. ;
  - Nef du XVIIIe s. légèrement décalée vers le nord par rapport au chœur
  - Tour-clocher hors-œuvre du XIIIe ou XIVe s., avec éléments défensifs peut-être remployés.

### They-sous-Vaudemont
- Commune sans église. Elle fut démolie en 1899 car elle menaçait de s'écrouler.
- Prieuré : en février 1630, Didier Virion, conseiller d'état du duc de Lorraine Charles IV de Lorraine, fonda à They une chapelle à titre de prieuré séculier. De nos jours, il a été converti en habitation.
- Croix de chemin - A l'intersection de la route menant à Gugney et de celle montant à They-sous-Vaudémont, croix de chemin du XXe s. et croisillon du XVIIIe s.

### Thézey-Saint-Martin
- Église Saint-Michel (XVIIIe s.) ; remaniée au XIXe s. ; partiellement reconstruite après 1918.
- Ruines de la chapelle Saint-Martin (XIVe et XVe s.)

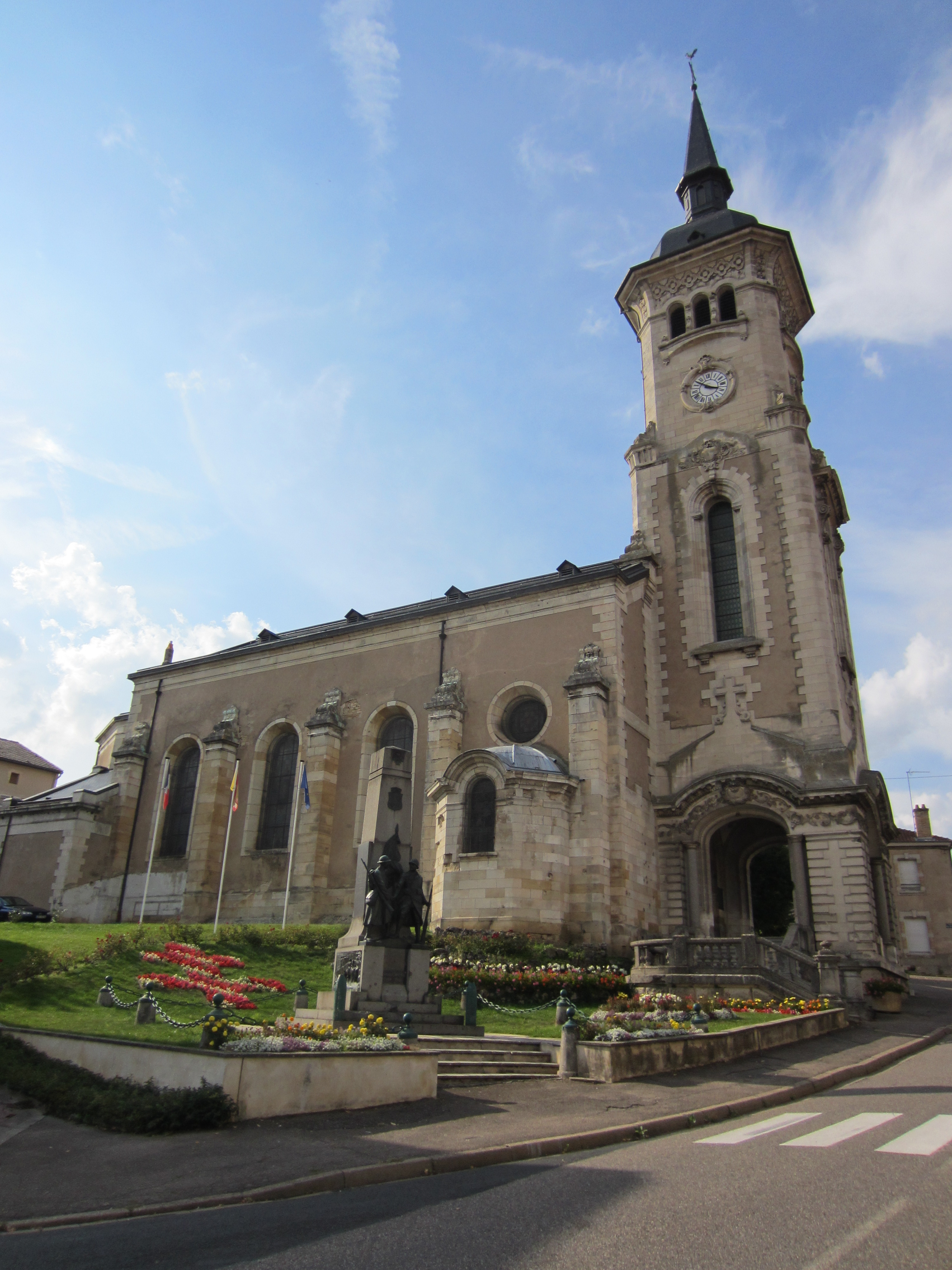
Église de Thiaucourt-Regniéville

### Thiaucourt-Regniéville
- Église (reconstruite après 1918)
- Vestiges de l'ancien couvent des capucins (XVIIIe s.)
- Chapelle de Regniéville.
- Cimetière américain de 1914-1918, inauguré par Albert Lebrun et l'ambassadeur Herrick le dimanche 8 novembre 1925 (4 153 sépultures dont 117 tombes de soldats inconnus).
- Cimetière allemand de 1870 et de 1914-1918 (11 685 tombes).

### Thiaville-sur-Meurthe
- Église (XIXe s.)

### Thiébauménil
- Église néo-gothique (XIXe s.)

### Thil
- Église paroissiale de L'Assomption-de la-Vierge (ancienne), la paroisse de Thil possédait pour elle seule une église, non documentée. Très délabrée et frappée d'interdit, située dans un endroit escarpé et dangereux, elle fut abandonnée au profit de la nouvelle église construite de 1843 à 1845 au centre du village.
- Église paroissiale de L'Assomption-de la-Vierge (nouvelle) construite de 1843 à 1845 au milieu du village, en remplacement de l'ancienne église. Façade datée 1844.
- Chapelle Sainte-Claire

### Thorey-Lyautey
- Église paroissiale Saint-Laurent (attestée depuis 965, elle était située à l'extérieur du village, à l'ouest, au-delà du Brénon) ; d'un ancien édifice, il reste quatre chapiteaux, peut-être du XIIIe s., remployés dans la chapelle des fonts baptismaux de l'église actuelle ; l'église romane fut remplacée en 1758, par une nouvelle église construite à l'emplacement du monument actuel ; elle reçut la foudre en 1843 puis se dégrada, particulièrement pendant la guerre de 1870 ; démolie en 1885, elle fut reconstruite en 1887, et consacrée le 16 juillet de cette même année ; le clocher, primitivement couvert d'un toit en pavillon, fut remplacée par la flèche actuelle, édifiée au début du XXe s.

### Thuilley-aux-Groseilles
- Église néo-gothique (XIXe s.)

### Thumeréville
- Église paroissiale de L'Assomption (reconstruite en 1877 en remplacement d'une église de 1755).
- Calvaire à Thumeréville, situé C.D. 14 ; C.R. de Thumeréville à Conflans.
  - Vestiges assemblés de deux croix
  - Fût torsade surmonté d'une niche du XVIe s.
  - Croisillon provenant d'une croix début XVIIIe s.
  - Les deux premiers chiffres de la date 17.. sont encore lisibles.

### Tiercelet
- Église paroissiale Saint-Rémy (reconstruite vers 1670) - Église (re)consacrée en 1893.
  - Chœur et avant-chœur reconstruits en 1854 ; les travaux, interrompus pendant 37 ans, reprirent en 1891 et la première pierre de la nef fut posée le 9 juin 1891
  - Nef et tour reconstruites de 1891 à 1893
  - Clocher rénové en 1978
  - chemin de Croix en terre cuite 1896.
- Presbytère (XVIIe s.)
- Croix en pierre encastrées dans les murs des maisons.

### Tomblaine
- Église reconstruite après 1945. Ont été conservés le premier niveau de la tour romane et le portail datant du XVIIIe s.

### Tonnoy
- Église (XVe s.) ; remaniée au XVIe s. ; agrandie au XIXe s.
  - Tour romane
  - Portail flamboyant

### Toul
- Chapelle des Templiers, édifiée au début du XIIIe siècle pour desservir une commanderie fondée avant 1190, cette chapelle appartenait à l'Ordre du Temple, créé en 1128. Le tympan du portail est au Musée Lorrain à Nancy, mais la rosace est toujours visible.
- Musée d'Art et d'Histoire
  - Pietà polychrome de XVe s. provenant de la Chapelle Notre-Dame du Refuge, autrefois située au pied du mont Saint-Michel de Toul.
  - Pietà polychrome du XVe s. de Lagney ; malgré son nez cassé, la Vierge est en train de pleurer la mort de son Divin Fils.
- Cathédrale Saint-Étienne de Toul (XIIIe s. - XVIe s.)
- - Cloître du XIIIe s. ; considéré comme le plus vaste de France (54 m x 42 m)
  - Chapelle Saint-Jean
  - Salle du Vieux Chapitre (XIVe s.) ; lieu de réunion des chanoines de la Cathédrale
  - Façade 
    - Rosace et Anges tenant le blason aux armes des ducs de Lorraine
    - Gargouilles diverses (XVe au XVIIe s.) [2]
    - Christ en croix sur le galbe surmontant la rosace

  - Croisée du transept : campanile de la Boule d'Or (restauré de 1993 à 1995)
  - Pierres tombales diverses (le dallage de la cathédrale est constitué, pour une bonne part, de dalles funéraires du XIIIe au XVIIIe s.)
  - Grandes Orgues (orgue Schwemkedel (1963). Il présente 64 jeux alimentant 4 800 tuyaux.
  - Vitraux du transept sud (Cathédrale Saint-Étienne de Toul)Tribune de la nef (XVIIIe s.)
  - Chœur (1221-1260)

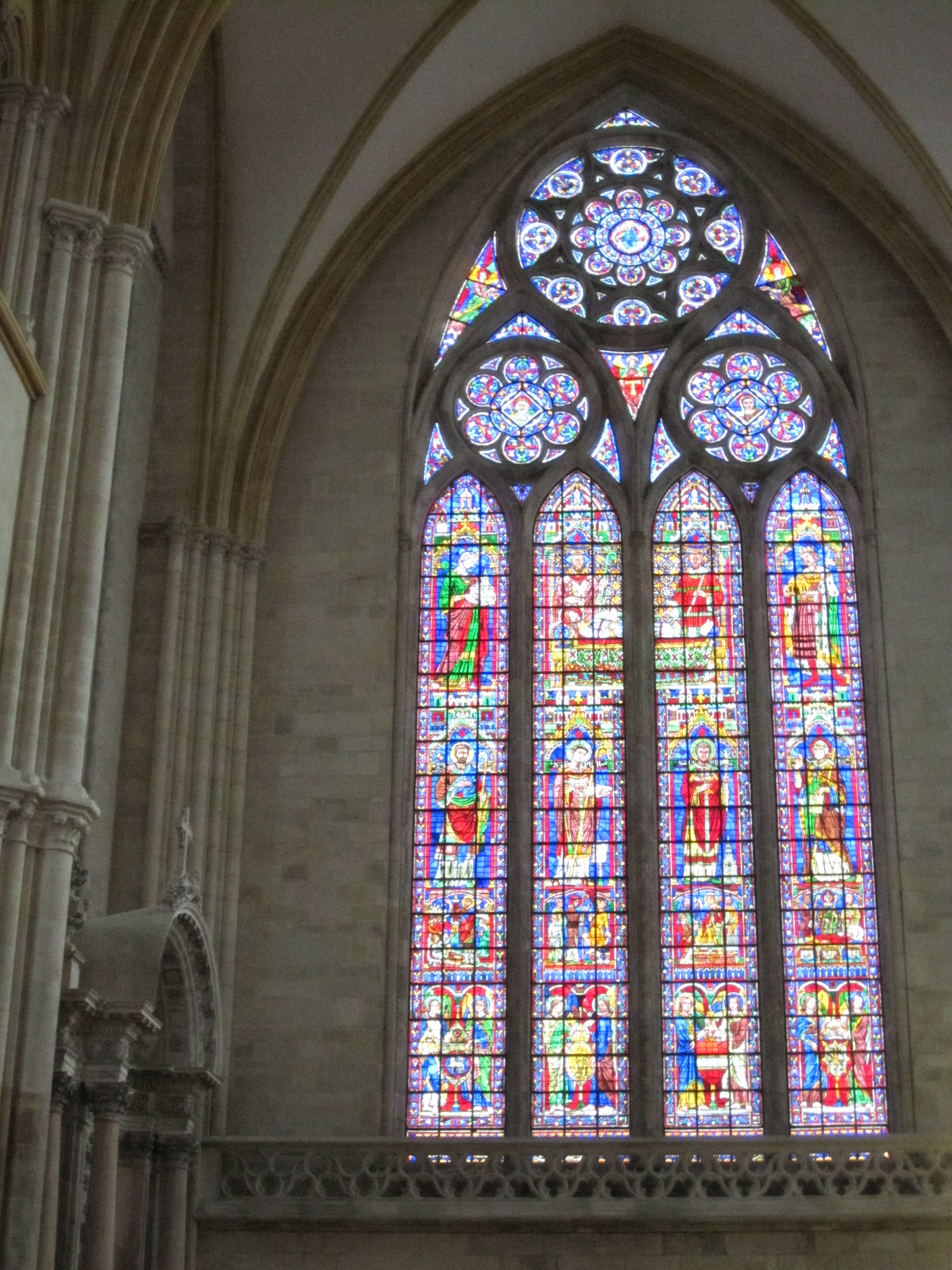
Vitraux du transept sud (Cathédrale Saint-Étienne de Toul)

    - Abside du chœur - Décor en bois agrémenté de tableaux de saints (Saint-Aprone, Saint-Gérard, Saint-Amon, Saint-Étienne, Saint-Pierre, Sainte-Ursule, Saint-Joseph, Saint-Ambroise, Saint-Augustin, Saint-Gauzelin, Saint-Jean-Baptiste, Saint-Mansuy, Saint-Grégoire, Saint-Jérôme et Saint-Léon)
    - Gisant d'Henri de Ville, évêque de Toul de 1408 à 1436
    - Cathèdre en pierre calcaire monolithe dite de Saint-Gérard (datée du XIIIe s.)
    - Chapelle Saint-Pierre et Saint-Blaise de la tour Saint-Pierre avec son autel renaissance et le tableau "Saint-Pierre marchant sur les eaux" (Classé monument historique en 1993)
      - Niches de l'autel avec ses niches à coquilles saint-Jacques contenant des statues du XIXe s.

    - Chapelle de la tour Saint-Paul 
      - Sculptures sur pierre d'anges tenant un ciboire
      - Enfeu du XVe s. avec sa fresque représentant un Christ bénissant et ange polychrome

  - Transept (1279-1295)
  - Transept sud 
    - Autel de la Nativité (provenant de l'église des Carmélites de Pont-à-Mousson ; Réalisé en 1690 par le sculpteur lorrain Ignace Robert, il fut vendu comme bien national à la Révolution ; en 1850 il fut placé dans la chapelle Saint-Jean. Après les bombardements de 1940 et les dommages qu'il subit, l'autel fut remonté après une restauration dans le transept sud en 1963.
    - Saint Évêque avec sa crosse (peintures murales)
    - Linteau trilobé avec, au centre, une chimère se gavant de raisins
    - Vierge de l'Annonciation (peintures murales)
- Nef (1340-1400), avec son voûtement sur croisées d'ogives à clefs de voute
  - Clefs de voûte à feuilles de chêne et fleurs ; clef de voûte à grappes de raisin et feuilles de vigne
  - Chapelles latérales avec autels du XVIe au XVIIIe s. (dédiées à Saint-Laurent (XVIe s. ; Pietà ; La Cène (XVIe s.) - Saint-Joseph (XVIIe s.) - Saint-Nicolas - Saint-Étienne). Les plus belles d'entre elles sont, sans conteste, les chapelles Jean Forget (bas-côté sud, 1524 à 1549 ; Statue de Ste Jehanne d'Arc ; porche d'entrée ; coupole octogonale à caissons ; ) et des Évêques (bas-côté nord).
  - Reliquaires contenant les crânes de Saint-Mansuy (contenu dans le petit reliquaire), Sainte Aprône, Saint Gérard et une compagne de Sainte Ursule (placé dans le plus grand reliquaire) - Bas-côté sud - 4e travée
  - Vitraux (XIIIe siècle au XIXe siècle)[3]
    - Les vitraux du chœur du XIIIe et du XVIe siècle ont été détruits pendant la guerre de 1870. De nouveaux vitraux furent réalisés par Casimir de Balthazar de Gachéo (dessin) et par Leprévost (1874-1876) - Thèmes évoqués (de haut en bas et de gauche à droite) : Jésus et la Samaritaine ; La Résurrection de Lazare ; La Fuite en Égypte ; Le Baptême de Jésus ; Adam et Ève au travail ; Caïn tuant Abel ; La naissance d’Ève ; La Tentation ; Salomon et Hiram ; Le Seigneur apparaissant à Salomon ; La Construction de l'Arche d'Alliance ; L'Adoration du Veau d'Or ; La Lapidation de Saint-Étienne ; La Conversion de Saint-Paul sur le chemin de Damas ; La Pentecôte ; la Prédication de Saint-Pierre ; Saint-Augustin ; Le Baptême de Clovis ; La Vision de Constantin ; Saint-Martin donnant un morceau de son manteau ; La Résurrection ; Noli me tangere (ne me touche pas) ; La Crucifixion ; La Déposition ; La Cène ; Jésus devant Ponce Pilate ; La Fuite en Égypte ; Le Baptême de Jésus ; La Présentation au Temple ; L'Adoration des Mages ; L'Annonciation ; L'Adoration des Bergers.
    - Vitrail de droite (grisaille gothique (4e quart du XVe s.) restaurée par le maître-verrier messin Louis Charles Marie Champigneulle (1853-1905))
    - Vitraux du transept nord (1503). C'est au maître-verrier Jean le Verrier que l'on attribue la réalisation de ces vitraux. Restauré en 1886 par Champigneulle, la verrière fut déposée en 1918, reposée en 1919, restauré en 1929, re-déposée en 1939, replacée et remise en état en 1947. Le thème central est le couronnement de la Vierge (Christ portant la tiare, chape et globe crucifère en train de bénir la Vierge agenouillée ; Anges ; Saint-Étienne ; Vierge à l'Enfant). Présence d'une rosace avec le Soleil dans un décor végétal et floral).
    - Vitraux du transept sud (par Casimir de Balthazar de Gachéo. Validé par Emile Boeswillwald (1815-1896), la réalisation des vitraux fut confiée au maître-verrier Nicolas Coffetier. Verrière achevée et posée en 1863. Le thème principal est l'invention des reliques de Saint-Étienne (Rosace avec le Christ tenant un globe crucifère ; L'impératrice Eudoxie ; Saint-Epvre, 7e évêque de Toul, tenant le livre des Évangiles ; Le duc Antoine de Lorraine apportant les côtes de Saint-Étienne ; Saint-Léon tenant la bulle de canonisation de Saint-Gérard ; Saint-Mansuy, premier évêque de Toul ; Saint-Gérard, 33e évêque de Toul, présentant le reliquaire contenant le saint clou de sa main droite et tient de sa main gauche le bâton pastoral ; Anges montrant les armoiries de Saint-Léon ; Anges montrant le blason de Saint-Gérard ; Anges montrant le sceau de Saint-Epvre ; Anges montrant l'abbaye de Saint-Mansuy.
- Collégiale Saint-Gengoult - Construite début XVIe s.
- - Cloître (magnifique illustration de l'architecture gothique finissante ; voûtes nervurées en étoiles, baies géminées, chapiteaux finement ciselés, etc.)
  - à compléter...
- Ancien Couvent Saint-Léon (construit au XVIIIe s.). Il s'agit à présent du Collège Rigny.
- L'ancien Couvent des Cordeliers (construit au XVe s.) situé rue du Ménin ; rue du Pont-des-Cordeliers : chapelle ; portail ; élévation ; toiture.
- La Chapelle Notre-Dame-de-Gare-le-Col (XVe s.)
  - Statues (XIVe et XVIe s.) provenant des portails de la cathédrale.
- L'ancienne Abbaye Saint-Evre.
- La Chapelle Notre-Dame sur le Mont Saint-Michel.
- La Chapelle de la Croix de Metz

### Tramont-Émy
- Église (XVIIIe s.)

### Tramont-Lassus
- Église (reconstruite 1785)

### Tramont-Saint-André
- Église (XIXe s.)
  - Retable.
- Vestiges de l'ancienne fontaine de dévotion Saint-André
- Chêne de la Vierge (700 ans)

### Tremblecourt
- Église
  - Chœur (XVe s.)
  - Nef (XVIIIe s.) ; agrandie au XIXe s.
- Vestiges de trois fontaines de dévotion : Saint-Roch, Sainte-Jeanne d'Arc, Sainte-Philomène.

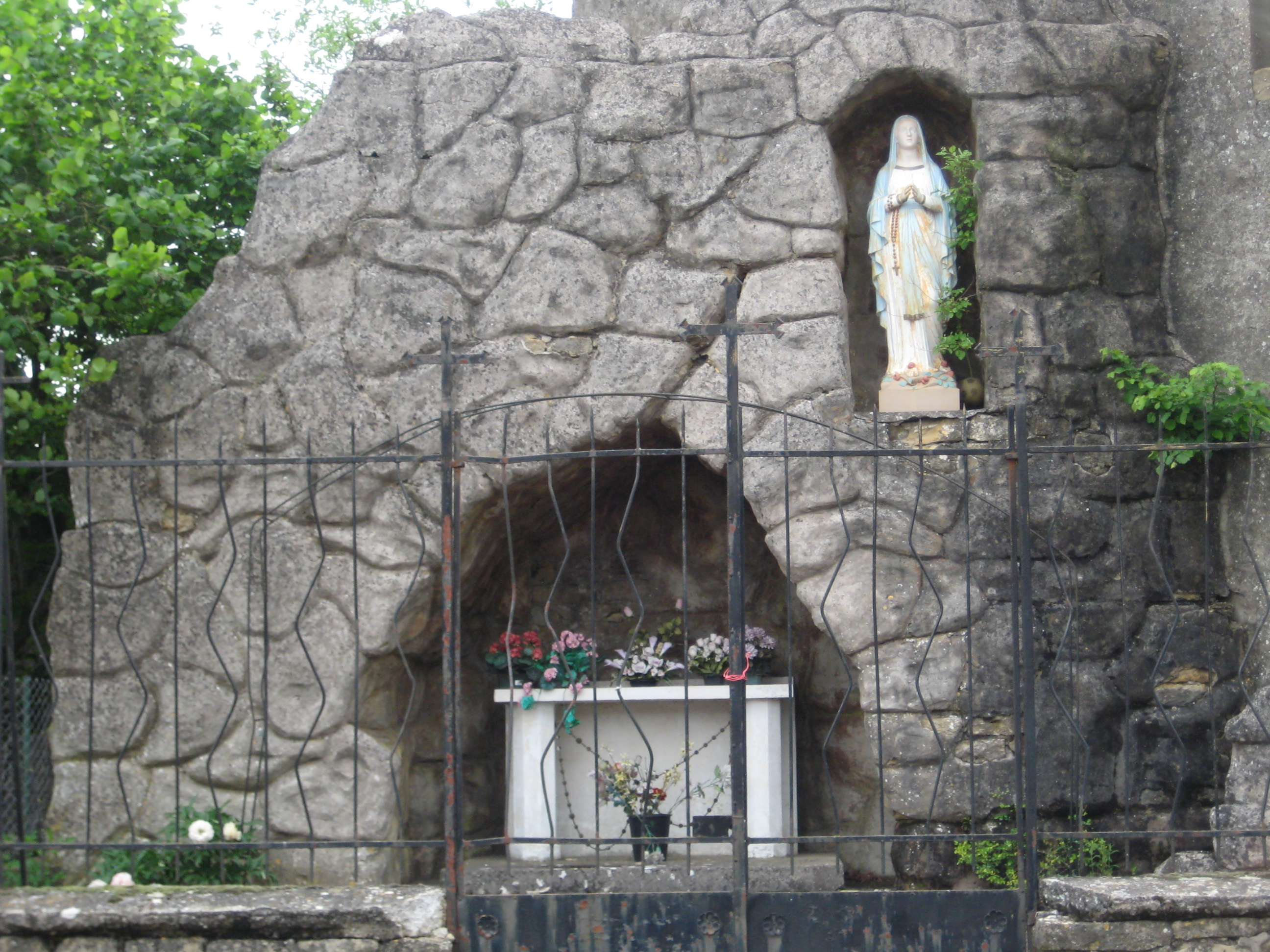
Grotte de Lourdes à Trieux

### Trieux
- Église paroissiale Saint-Martin, reconstruite en 1822, date portée ; 
  - Tour clocher en 1851, date portée, marques de tâcheron dans la tour.
- Grotte de Lourdes

### Trondes
- Église (XVe s.)

### Tronville
- Église paroissiale Saint-Epvre
  - Ancienne tour de château
  - Tour clocher du XIIe s.
  - Chœur du XIIIe s.
  - Nef datée de 1766,
  - Sacristie du XIXe s.

### Tucquegnieux

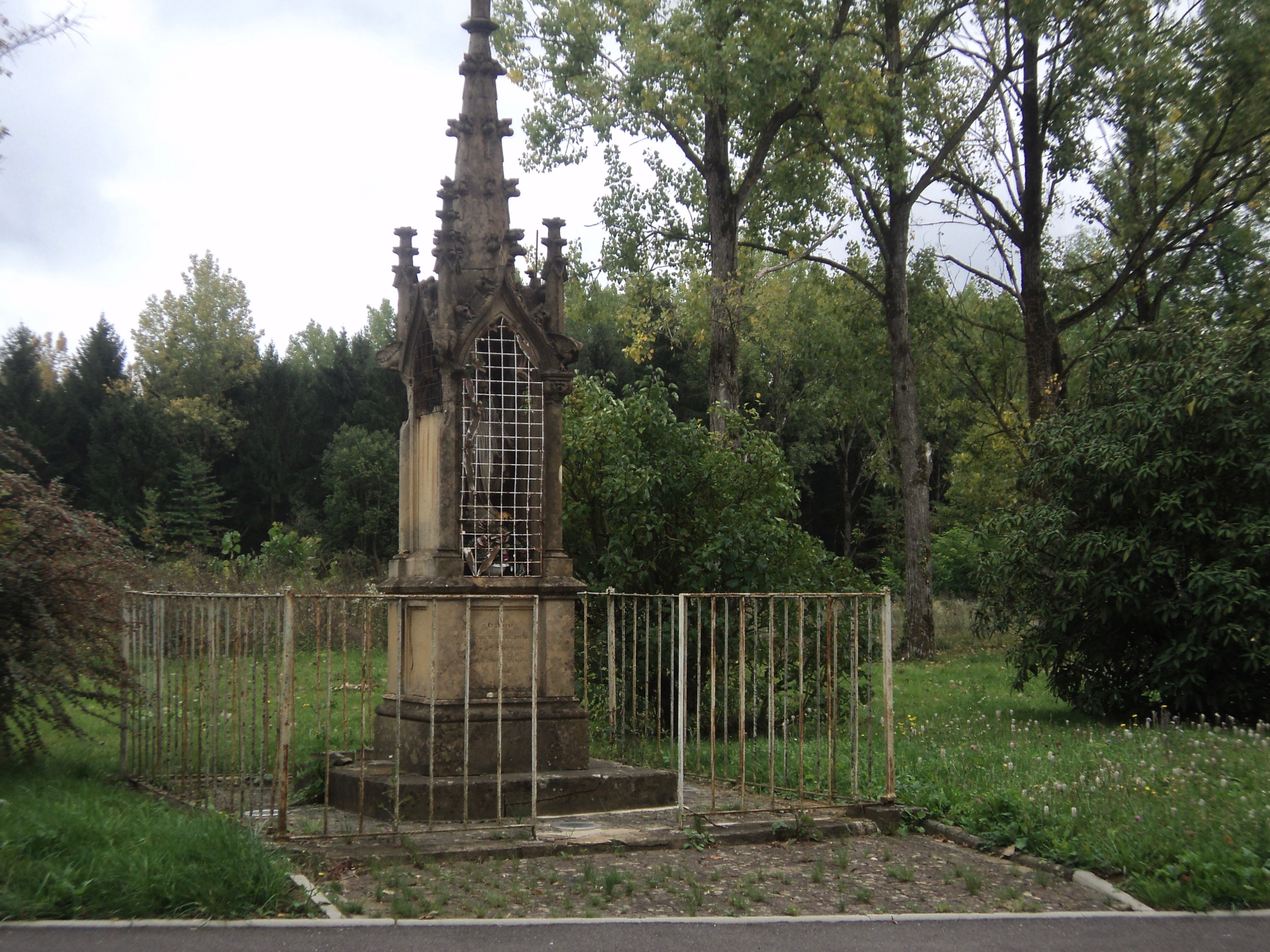
Oratoire de la Vierge Marie de Tucquegnieux

- Église paroissiale Notre-Dame-de-l'Assomption (construite en 1832), date donnée par les ancres placées sur la façade sud
- Chapelle Sainte-Barbe (XXe s.), située à Tucquegnieux marine.
- L'ancienne chapelle ossuaire, située dans le vieux cimetière au village, et communément appelé l'ossuaire Saint-Delis, inscrit depuis le 23 novembre 1987. Dans ce très vieux cimetière, nous pouvons encore voir quelques tombes du XIXe s.
- L'oratoire de la Vierge Marie, situé au tout début du plateau en montant de Tucquegnieux village.
- Église néo-apostolique rue Loris Batignani.
- L'ancien cimetière à Tucquegnieux village.
- Le nouveau cimetière situé sur le plateau.

### Ugny
- Église paroissiale Saint-Georges (reconstruite en 1752), date portée par le linteau du portail et par un cartouche place au sommet du pignon occidental.
- Chapelle Saint-Georges, lieu-dit : Praucourt construite en 1817, date portée par le linteau.
- Ermitage Saint-Quentin lieu-dit : Praucourt dominant au sud l'écart de Praucourt, l'ermitage Saint-Quentin a été établi au XVIe s., sans doute aux frais de Martin de Custine, le reconstructeur du château de Cons-la-Grandville.
  - Chapelle restaurée en 1743, détruit au moment de la construction de la ligne Maginot entre 1929 et 1938.

### Uruffe
- Église néo-gothique (XIXe s.)

### Vacqueville
- Église (XVIIIe s.)

### Val-et-Châtillon
- Église (reconstruite au XVIIIe s.)
  - Clocher de 1835.

### Valhey
- Église Saint-Léonard (XIXe s.), restaurée.

### Valleroy
- Église paroissiale Saint-Urbain (la première pierre est posée le 16 septembre 1728. Elle est achevée en 1773 ; agrandie à l'est au XIXe s.)
  - Tour clocher (XIIIe s.), autrefois voûtée d'ogives dont il subsiste des culots et les traces d'arrachement de la voûte.
  - Le bulbe du clocher date de 1828.
  - Les chapelles latérales et les tribunes ainsi que le porche extérieur sont ajoutés en 1936.
- La Croix Hizette (érigée en 1635), en remerciement à Dieu pour avoir sauvé une jeune fille malade de la peste. Lors de la Révolution de 1789 elle est mise à l'abri, puis remise en place. On vient implorer la guérison lors de l'épidémie de choléra de 1840. Elle est restaurée en 1987. Elle est classée aux Monuments Historiques depuis 1988. Sur le calvaire, on peut lire : « Passants arrestes vous coneplans ceste croix priez vous est trestov de dire de pure voix un doux pater noster, ave maria aussi pour laurent hizette et sa femme odelys qui lon faict mettre ici contre leur héritage en lan mil six cents trente cinq davantaic eulx en réscompence prieron dieu quatous il vous donne sa paix sa grace et son amour or estans decede de ce monde transtoire prie dieu pour leur ame quilles mette a sa gloire »
- Le cimetière des prisonniers soviétiques (œuvre de Amilcar Zannoni. Il est inauguré le 20 mai 1971. Cinquante quatre prisonniers de guerre y sont inhumés)

### Vallois
- Église (XVIIIe s.)
  - Tour massive de l'église primitive (XVe s.)

### Vandelainville
- Église Saint-Pierre (reconstruite en 1768) - L'église présente la particularité, assez rare, d'avoir un clocher qui n'est pas attenant à l'église. Ce clocher-tour en est séparé par un passage d'environ 1,50 m de large.
  - Clocher-tour romane de défense (XIIe/XIIIe s.)
  - Statue de Sainte Anne (XVe/XVIe s.)
  - Lutrin en bois sculpté (XVIIIe s.)

### Vandeléville
- Église du XIIe s.
  - Crypte renfermant le tombeau seigneurial (1620), surmonté de l arbre généalogique armorié des Cardon de Vidampierre, mutilé pendant la Révolution française.
  - Statue de Notre-Dame de Benoîte-Vaux - Artiste inconnu (vers 1700) - Reproduction de la statue du célèbre et très populaire pèlerinage lorrain à Notre-Dame-de-Benoite-Vaux dans la Meuse.

### Vandières
- Église paroissiale Saint-Pierre (datant du XIXe s.)
  - Tour romane (XIe/XIIe s.)
- Près de la mairie, calvaire avec Saint-Sébastien et Saint-Géréon d'un côté, la Vierge et Saint-Jean de l'autre.

### Vandœuvre-lès-Nancy
- Église moderne Saint-François d'Assise, une œuvre d'Henri Prouvé inscrite Monument Historique.
- Église Saint-Melaine (XVe et XVIe s.) - Au vieux village.
  - Tour romane
  - Nef (XVIe s.)
  - Chevet (XVe s.)
- Église moderne Sainte-Bernadette construite à la fin des années 1950.
- Chapelle Notre-Dame des Pauvres (1953), lieu de pèlerinage.
- Chapelle Sainte-Claire 1960 [monastère des Clarisses].
- Chapelle au [centre hospitalier universitaire] de (Brabois)
- Chapelle du lycée de la Malgrange (Ban de Vandœuvre-lès-Nancy)

### Vannes-le-Châtel
- Église (fin XVIIIe s.) ; remaniée au XIXe s.
- Chapelle des Verreries (XIXe s.)

### Varangéville

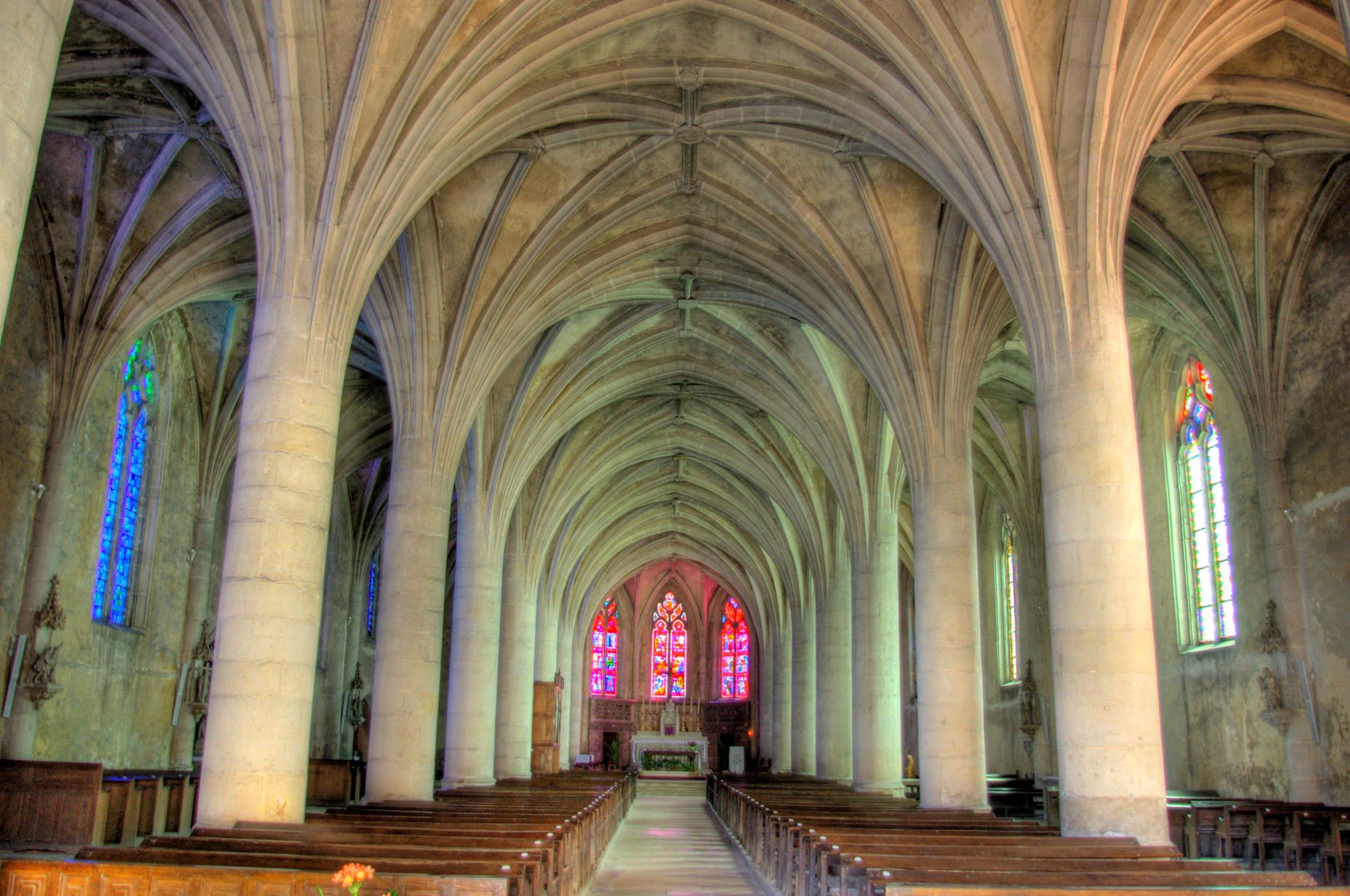
Église gothique Saint-Gorgon de Varangéville

- Église gothique Saint-Gorgon (construction attribuée à Jean de Lorraine (1508-1545) durant le premier tiers du XVIe s (la date de 1528 est inscrite sur une clé de voûte de la 3e travée de la nef).
  - Clocheton (XIXe s.)
  - Statue en bois du pape Saint Urbain (XVe s.) assis tenant un livre et des épis (ancien mur retable à trois niches)
  - Statue d'un évêque, assis, sans attributs permettant de l'identifier (ancien mur retable à trois niches)
  - La niche du centre contenait une Vierge à l'Enfant qui a disparu en 1980 (ancien mur retable à trois niches)
  - Dans la première chapelle, une mise au tombeau (XVIe s.) constituée d'un ensemble de dix personnages en grandeur nature (dont deux anges en prière). Au-dessus trois consoles supportent chacune une statue.
  - Dans la seconde chapelle, un autel surmonté d'une Vierge assise allaitant l'Enfant-Jésus qui joue avec une colombe (XIVe s.) entourée de deux anges portant des flambeaux. Cette très belle pièce, typiquement lorraine, a été fort maltraitée vers 1840, quand un sentiment de fausse pudeur a fait gratter le sein de la Vierge.
  - Dans la troisième chapelle, une Piéta de bois peint datant du XVIe s. elle aussi caractéristique de la région lorraine.
  - Vitrail de Saint-Nicolas (1925), par Jacques Gruber
- Les "Encastrés". Sur le mur nord de l'église. Dans un cimetière autrefois très exigu, les inhumations successives bouleversaient fréquemment les tombes. Les ossements étaient alors déposés dans trois charniers adossés à l'église, entre les contreforts. Certaines familles, désirant conserver l'identification des restes de leurs défunts, faisaient encastrer directement dans le mur de l'église leurs chefs, c'est-à-dire leurs crânes. Après avoir enlevé une pierre du mur, on y plaçait le crâne. On repositionnait la pierre avec une inscription indiquant à qui il avait appartenu. Cette coutume se retrouve ailleurs, mais elle avait pris à Varangéville une telle ampleur que la stabilité des murailles fut finalement compromise par ces innombrables trous qu'on y faisait. À diverses reprises cette pratique fut interdite ; elle disparut progressivement au cours du XVIIIe s.
- Ancienne église prieurale, rue Jean-Jaurès ; restes du prieuré XIe s. / XIIe s., dont le portail de l'église primitive et sa façade remaniée.
- Vestiges de l'ancien couvent des capucins bâti en 1611 par Eric de Lorraine-Chaligny, évêque de Verdun.
- Maison de la Vierge à l'Enfant (située rue Jean Jaurès, une niche contenant une belle Vierge à l'Enfant)

### Vathiménil
- Église 1729, restaurée en 1846, 1957 et 1959, entourée du cimetière (quelques croix anciennes).

### Vaucourt
- Église (reconstruite après 1918).

### Vaudémont
- Collégiale de chanoines réguliers Saint-Jean-Baptiste fondée en 1326 à l'initiative du comte Henri III de Vaudémont avec l'autorisation du chapitre Collégiale Saint-Gengoult de Toul, construction sans doute terminée avant 1352 ; l'édifice, construit à l'emplacement du cimetière actuel ; servait de chapelle funéraire aux comtes de Vaudémont ; figurée sur la carte de la gruerie du comté (1743) ; détruite en 1762 après le rattachement de son chapitre à celui de Bouxières-aux-Dames en 1760 ;
- Église paroissiale Saint Gengoult, reconstruite en 1748, date portée, à la suite d'une demande de reconstruction de 1742 à l'emplacement de l'ancienne, documentée par une visite canonique de 1687. C'était un édifice alors en mauvais état, peut-être d'époque romane (l'église est citée en 1195), à nef grange, chœur voûté d'ogives et tour clocher sur le chœur ; tour clocher réparée en 1836. Église restaurée de 1862 à 1864, puis en 1947 et 1990.

### Vaudeville
- Église
  - Tour romane
  - Chœur (XVe s.)
  - Nef (XVIIIe/XIXe s.)

### Vaudigny
- Église (XVe/XVIe s.), restaurée.

### Vaxainville
- Église (XVIIIe s.)
  - Autel latéral de 1764.
- Calvaire du XVIe s. contre l'église.

### Vého
- Maison natale de l'Abbé Grégoire, et plaque commémorative.
- Église (reconstruite après 1918).

### Velaine-en-Haye
- Église (reconstruite après 1945)

### Velaine-sous-Amance
- Église (XVIIIe s.)
- 3 calvaires

### Velle-sur-Moselle
- Église (XVIIIe s.)
  - Chevet gothique.

### Veney
- Commune sans église paroissiale.
- Chapelle rurale Saint-Étienne.

### Vennezey
- Église (XVIIIe s.)
  - Tour (XVe s.)

### Verdenal
- Église (fin XIXe s.), restaurée après 1918.

### Vézelise
- Église gothique Saints-Côme-et-Damien (XVe s.), elle fut consacrée le 6 mai 1521 (monuments historiques depuis le 5 juin 1907)
  - Vitraux (début XVIe s.)
  - Orgue remarquable, construit en 1775 par Küttinger, l'un des meilleurs facteurs lorrains de l'époque.
  - Clocher tors et un portail en bois sculpté (XVIe s.) financé par le duc Antoine.
- Couvent des capucins, actuellement exploitation agricole. Les capucins œuvrèrent à Vézelise jusqu'à la Révolution.
- Couvent de minimes, actuellement hôtel fondé par Didier Virion en 1614 et construit en 1619 ; il abritait une communauté de qui s'occupait de pauvres gens ; la révolution dispersa les religieux et le bâtiment fut vendu comme bien national.
- Couvent de chanoinesses régulières de saint Augustin ; les sœurs furent expulsées par la Révolution et les dernières quittèrent le couvent le 1er octobre 1792 ; les religieuses y revinrent en 1822 ; elles restèrent jusqu'en 1852, date à laquelle elles partirent à Lunéville dans la maison dite « le Ménil ».

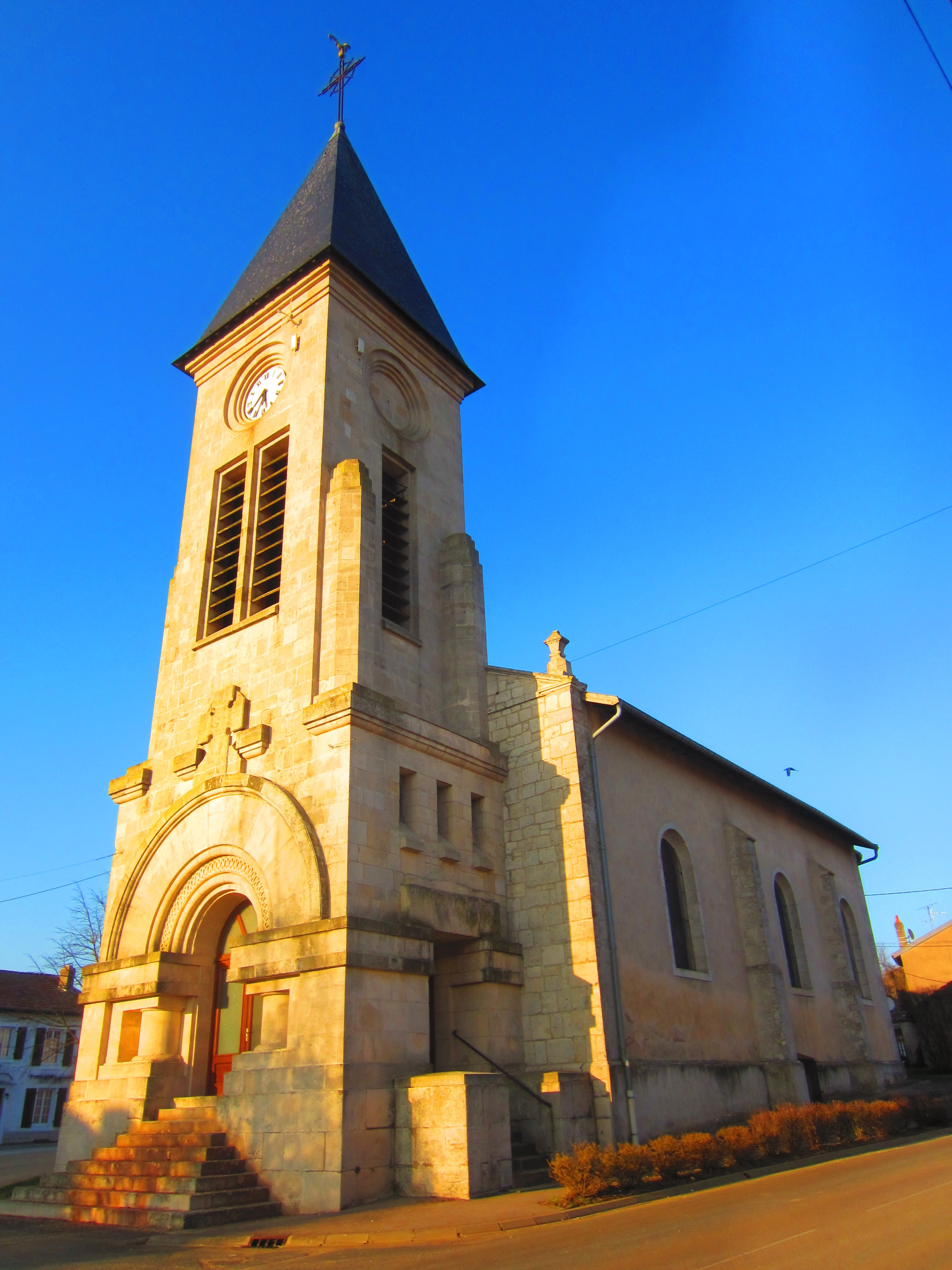
Église Saint-Airy de Viéville-en-Haye

### Viéville-en-Haye
- Église Saint-Airy (construite en 1920)

### Vigneulles
- Église néo-gothique Saint Blaise (XIXe s.) en style Grange
  - Retable (XVIIIe s.)
- La place de l'ancienne église, une croix de 1545 insérée dans le mur

### Vilcey-sur-Trey
- Abbaye de Sainte-Marie-au-Bois (ancienne abbaye romane des prémontrés)
- Église Saint-Martin (fin XVIIIe s.)
- Il y avait sur le territoire de cette commune au moins quatre calvaires. À la suite des destructions des guerres, seul un subsiste daté de 1619

### Villacourt
- Église Saint-Martin (XVe/XVIe s.)
  - Tour romane remaniée, y compris toit à l'impériale (réparation du clocher et du campanile en 1981)
  - Portail (XVIe s.)
  - Orgues de 1842, restaurées récemment.

### Ville-au-Montois
- Église paroissiale de L'Exaltation-de la-Sainte-Croix. Vers 1825, l'ancienne église menaçant ruine. La nef et le chœur furent reconstruits en 1835.
- Chapelle Jubert, située sur la R.D.16, construite au XVIe s. ou XVIIe s. (?)

### Ville-au-Val
- Église Saint-Pierre-aux-Liens (XIXe s.)
- Chapelle à la [ferme fortifiée] de Villers-les-Prud'hommes.

### Villecey-sur-Mad
- Église paroissiale Saint-Georges
  - Nef et chœur de 1786
  - Tour clocher (XIXe s.)

### Ville-en-Vermois
- Église rurale Saint-Quirin (XVIIIe s.). Cette église, implantée à distance du village, était primitivement celle du village de Saint-Hilaire, disparu ; elle est devenue l'église paroissiale de Ville-en-Vermois et de Gérardcourt.

### Ville-Houdlémont
- Église paroissiale Saint-Denis (isolée au milieu de la forêt). Église commune à Ville-Houdlémont, Saint-Pancré et Bure-la-Ville jusqu'à une date inconnue au XIXe s., construite en 1547 dont il subsiste une partie de la tour clocher.
  - Tour clocher exhaussée en 1756 (date portée par la corniche de la façade ouest).
  - Nef reconstruite dans le courant du XVIIIe s.
  - Chœur agrandi en 1830
  - Construction de deux sacristies de chaque côté du chœur.
  - Repercement des baies de la nef en 1831, pour les mettre en conformité avec celles du chœur.
  - Maison du garde-chapelle au sud de l'église transformée dans le courant du XIXe s.
- Cimetière militaire (nécropole nationale) de la Première Guerre mondiale (bataille des Frontières en août 1914).
- Ancien ermitage du XVIIIe s. derrière l'église.

### Villers-en-Haye
- Église (XVIIIe s.)

### Villers-la-Chèvre
- Église paroissiale Saint-Étienne, Saint-Michel (XIIIe s.) 
  - Chœur repercé au nord et au sud au XVIIIe s.
  - Nef reconstruite en 1741 (date portée par la porte).
  - Tour clocher construite de 1832 à 1836.
  - Sacristie ajoutée au XIXe s.
  - Armoire eucharistique et oculus XVe ou XVIe s.
  - Éléments défensifs.
- Chapelle Notre-Dame-de-Bon-Secours, Notre-Dame-des-Voyageurs, construite au XIXe s., connue aussi sous le vocable de Notre-Dame-des-Voyageurs.

### Villers-la-Montagne
- Église paroissiale Saint-Sylvestre (fin du XVe s.)
  - Tour clocher (à l'exception du dernier niveau) et la chapelle ou l'ossuaire accolé à la façade sud (XVe s.)
  - Nef, chœur et sacristie reconstruits au début du XVIIIe s., peut-être en 1704, à l'époque où la tour clocher est restaurée (date 1704 donnée par des ancres sur la façade est de la tour).
  - Réfection de la flèche et du niveau du beffroi en 1865.
  - Édifice détruit en mai 1940 et restauré entre 1946 et 1950.
  - Maître-autel en bois sculpté dont le tabernacle est orné d'un agneau pascal, surmonté d'une "monstrante tournante" décorée d'une descente de croix.
  - Vitraux des ateliers GROSS de Nancy (1952).
  - Le Beffroi accueille 3 cloches : Eugénie-Marie, Françoise-Léonie (1923, renouvelée en 1982), et Henriette-Marie.
  - L'église fut totalement décimée par la tempête de février 1990. Après travaux, inauguration le 1er mars 1992. Au cours des travaux, des peintures murales furent découvertes dans la crypte. (inscription à l'inventaire des monuments historiques en 1991)

### Villers-le-Rond

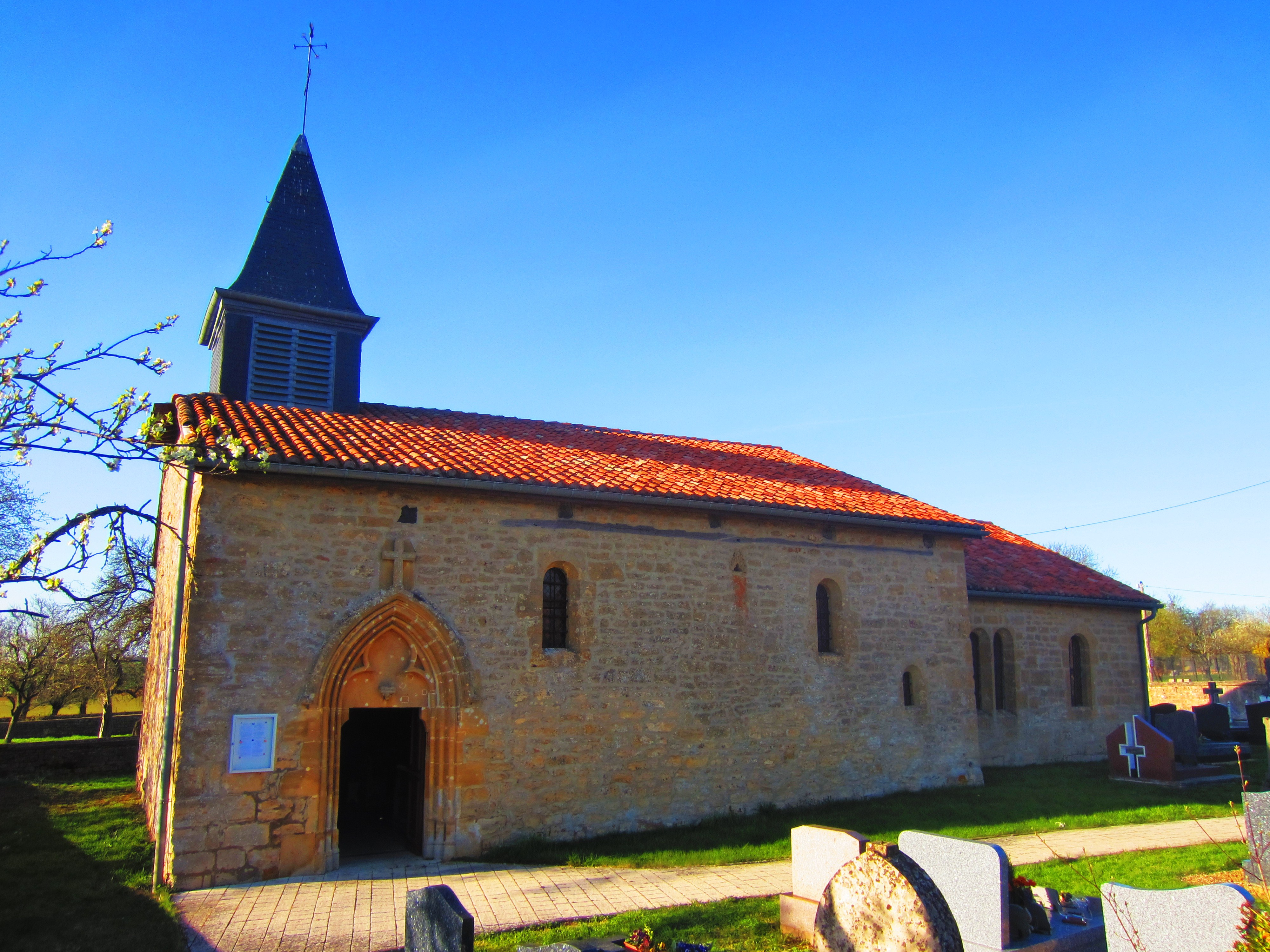
Église paroissiale Saint Denis de Villers-le-Rond

- Église paroissiale Saint Denis (construite au XIIe s.) dont il subsiste la 1re travée du chœur et la partie droite du mur sud de la nef.
  - Tour et chevet (XIIIe s.) Agrandie au milieu du XIVe s. vers le nord et l'ouest.
  - Construction d'un ciborium dans l'angle nord-est de la nef (XVe s.)
  - Construction d'un ossuaire dans l'angle formé par le chœur et la chapelle Saint-Jean-Baptiste (XVIe s.)
  - Agrandissement ou restauration du chœur vers l'est en 1703 (date portée par la fenêtre sud du chœur)
  - Transformation en sacristie de l'ancien ossuaire
  - Magnifique retable en bois (datant du XVIe s.)

### Villers-lès-Moivrons
- Église Saint-Fiacre
  - Tour romane
  - Nef et chevet (XVIIIe s.)
  - Maître-autel.

### Villers-lès-Nancy
- Grand séminaire de l’Asnée, construit sous la direction de l’architecte Jules Criqui entre 1932 à 1936
- Église Saint-Fiacre (XVIIIe s.). Villers-lès-Nancy possédait jadis une chapelle dédiée à Saint Fiacre, patron des jardiniers, au hameau de Remicourt et citée dans les textes dès 1345. Reconstruite en 1786, au centre du village avec réemploi des pierres de l'ancienne chapelle devenue vétuste et inadaptée au nombre accru de paroissiens.
- Église Sainte-Thérèse-de-l'Enfant-Jésus également construite par Jules Criqui entre 1931 et 1934
- Église Saint Bernard (Clairlieu)
- Ancienne abbaye cistercienne du lieu-dit « Clairlieu », vaste abbaye cistercienne qui fut fondée en 1159, rasée en 1791-1792, des fouilles ont été récemment entreprises à l'emplacement de l'église abbatiale.
- Chapelle Sainte-Valérie (parc du Montet)
- Chapelle orthodoxe des Gaules (château de Rémicourt)
- Ancienne chapelle Sainte-Jeanne-d'Arc [chapelle démolie, boulevard des Aiguillettes]

### Villers-sous-Prény
- Église paroissiale dédiée à Saint Blaise (XVIIIe s.)
- Monument de la Vierge (1946) du sculpteur Georges Acker (1905-1968)

### Villerupt
- Ancienne église paroissiale de la-Nativité-de-la-Vierge (construite en 1736, agrandie en 1844, fermée en 1905, détruite après 1905, elle se situait au-dessus du monument aux morts)
- Nouvelle église paroissiale de la-Nativité-de la-Vierge (construction début 1902 fin 1907) 
  - Orgue de l'église datant du milieu du XIXe s.), réparée en 1947, grâce aux dommages de guerre
- Chapelle Sainte-Croix de Cantebonne (XXe s.) - Chapelle construite et bénite en 1913, en remplacement d'une petite chapelle devenue fort vétuste et insuffisante ; 
  - Clocher reconstruit après la guerre 1939-45.
- Croix Monumentale, située 1 rue Carnot. Croix élevée en 1630 (date portée) aux frais de Gérard Villiribus et de son épouse Catherine. Remployée dans une façade de maison

### Ville-sur-Yron
- Église paroissiale Saint-Gorgon 
  - Chœur précédé d'un mur diaphragme datant probablement de la fin du XIIe s.
  - Nef du XVIIIe s.)
  - Clocher reconstruit en 1835.
  - Chœur restauré et repercé aux XIXe et XXe s.
  - Vestiges d'une porte romane sur sa façade nord (provenant de l'ancienne église fortifiée dont il subsistait une meurtrière au XIXe s.
- Chapelle (visible sur les cartes anciennes)

### Villette
- Église romane Saint Symphorien (reconstruite en 1743 sur l’emplacement de la chapelle du Château du XIIIe s.) 
  - Tour clocher (XVIe s.)
  - Nombreuses statues
  - Tables et bancs du XVIe
  - Mise au tombeau (XVIIe s.)
- Cimetière militaire français

### Villey-le-Sec
- Église reconstruite en 1955
  - Charpente et 12 piliers de bois
  - 72 vitraux (XXe s.)
  - Vierge à l'Enfant en pierre polychrome (début XVIe s.)

### Villey-Saint-Étienne
- Église (XIXe s.)
  - Tour fortifiée avec archères (XIIIe s.)
- Presbytère (XVIe s.)

### Virecourt
- Église (XIIe s.)
  - Chevet (XIIIe s.)
  - Nef (XVIe s.) remaniée,
  - Tour romane remaniée.
- Un autel gallo-romain de pierre sculptée qui servait de bénitier dans l'église est maintenant au musée d'Épinal.

### Viterne
- Église paroissiale de Tous-les-Saints (construite en 1774)
  - Statue en pierre polychrome de Saint-Nicolas (XIXe s.)
- Chapelle Notre-Dame de la Paix, au lieu-dit Bois de Frétis

### Vitrey
- Église paroissiale de la Nativité de la Vierge
- Croix monumentale du cimetière (érigée en 1751)

### Vitrimont
- Église Saint-Jean-Baptiste (fin XVe s.)
  - Chapelle Notre-Dame de Pitié (1489)
  - Chapelle de Sainte-Barbe.
  - Clocher (1846).
  - Toiture refaite après les dommages causés par la Première Guerre mondiale.
- Ancien prieuré bénédictin à Léomont. Ferme occupant l'emplacement d'un ancien prieuré bénédictin, située à la cote 350. Elle a été le théâtre de violents combats et de bombardements du 23 août au 3 septembre 1914. Quelques pans de murs subsistent, entretenus jusqu'à présent par les Anciens combattants.
- Cimetière militaire du Mouton Noir.

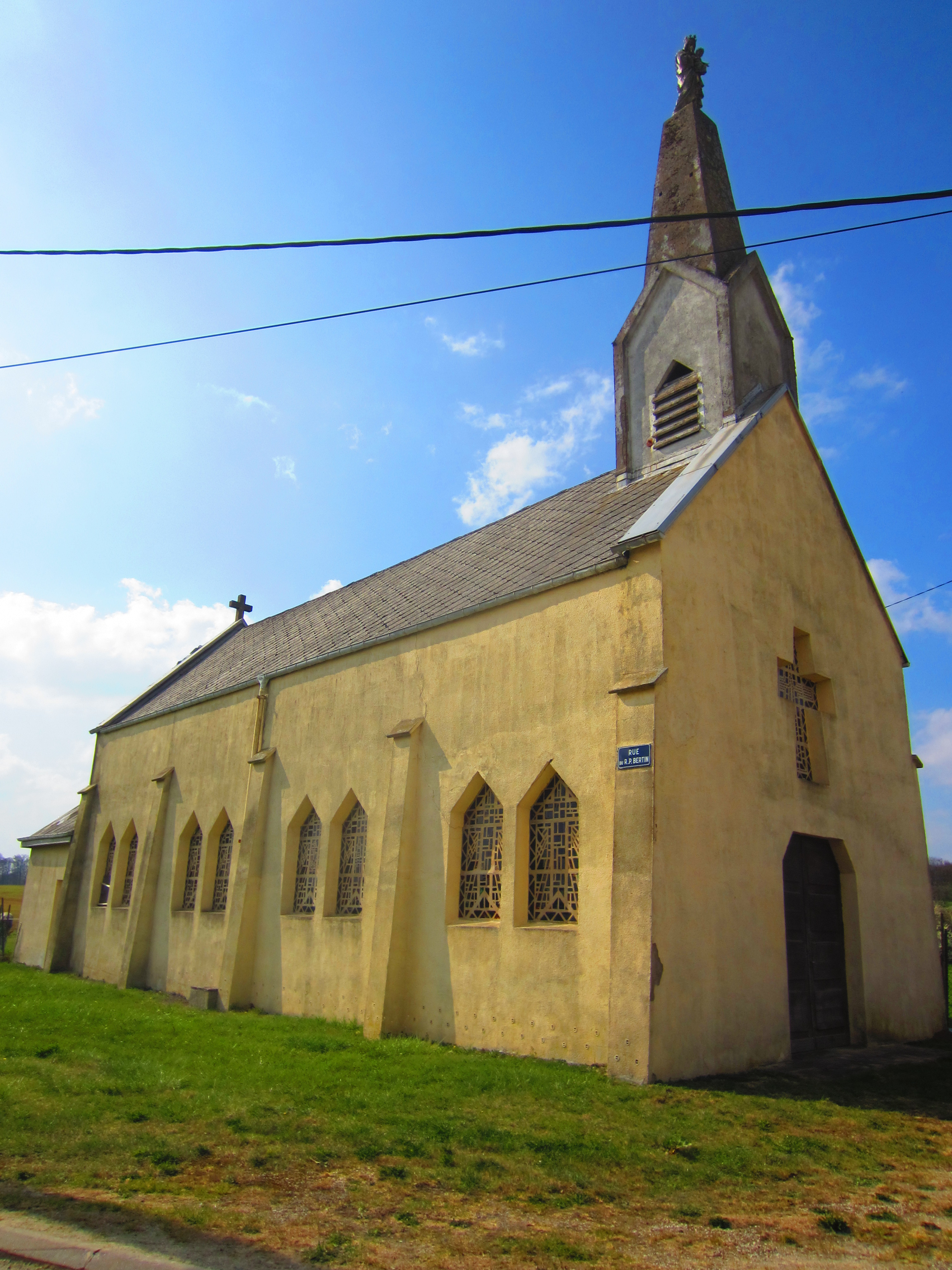
Chapelle Saint Martin de Revémont.

### Vittonville
- Église (XIXe s.)

### Viviers-sur-Chiers
- Église Saint-Martin (XIIe s.), style gothique ogival
  - Chœur de structure romane (Xe s.)
  - Voûte, en ogive, portée par des piliers, est en pierre.
  - Fenêtres sont en plein-cintre et le portail, accompagné de colonnes et réparé en 1857, est ogival.
  - Fonts baptismaux et bénitiers datent de l’agrandissement de l’église en 1857.
  - Clocher, en pierre, s’appuie en partie sur le côté droit du chœur. La cloche porte l’inscription suivante : « J’ai pris naissance en 1790, par le zèle de Messire Pierre Pierrard, curé du Ban de Viviers – J. Ph. N. Chevresson m’a faite en juin. »
  - Le beffroi (support des cloches) - démoli en 1940, reconstruit en 1950 - portait la date de 1731.
- Chapelle Notre Dame De Bon Secours au lieu-dit La Gaudelle, sur le chemin d’intérêt communal no 55 bis, dans la propriété de Henri François Battin.
- Chapelle Saint-Martin à Revémont, dans une propriété appartenant à Jacques Baclein.

### Voinémont
- Église Saint-Étienne
  - Nef et tour ronde du XVe s.)
  - Portail Renaissance
  - Six chandeliers et croix d'autel (XVIIIe s.)
  - Fresque de Saint Nicolas (fin Moyen Âge).
- Chapelle Notre-Dame-de-Pitié (XVIIe s.) ; ancien lieu de pèlerinage pour la fertilité féminine.

### Vroncourt
- Église paroissiale de la Nativité de la Vierge. Le garde du trésor des chartes de Lorraine François Alix avait fait bâtir une chapelle vers 1600, et l'avait fait ériger en paroisse en 1606 ; l'église de Vroncourt a été renversée par une tornade dans la nuit du 6 au 7 décembre 1729. L'actuel édifice a été réparé et agrandi vers 1840, date portée au-dessus de la porte d'entrée, le dernier chiffre est peut-être un 7 ; endommagé par un incendie pendant l'hiver 1994-1995, le clocher a été restauré.

### Waville
- Église fortifiée Saint-Hubert (XIIIe s.), une des plus anciennes « église-halle » de Lorraine. Son nom d’Église Saint-Hubert vient de liens unissant l’abbaye Saint-Gorgon de Gorze, dont la paroisse de Waville était sous la dépendance, au monastère Saint-Hubert dans les Ardennes.
- - Tympan de la porte principale (XVIe s.) représente Saint Hubert.
  - Clocher actuel date du XVIIIe s.)
- Croix monumentale dite de Joyeuse

### Xammes
- Église Saint-Clément
- - Tour du XIIe s.
  - Nef du XIIe s.
  - Bas-côtés du XIIIe s.
  - Chevet remanié.
- Deux croix de chemin.

### Xermaménil
- Église néo-gothique du XIXe s.
  - Croix de procession et Christ de bois XVIe s.
  - Chandeliers de bronze provenant de l'abbaye Sainte-Trinité de Belchamps.

### Xeuilley
- Église paroissiale Saint-Rémy (construite en 1900-1901 par l'architecte Antoine Rougieux), en remplacement d'un ancien édifice roman détruit parce que menaçant ruine ; la première pierre fut posée en avril 1900 ; l'église fut bénite le 13 octobre 1901.

### Xirocourt
- Église de la Nativité-de-la-Vierge (XIXe s.)
- Ancien presbytère (XVIe s.) ; remanié au XIXe s.
- Chapelle Notre-Dame de Pitié.

### Xivry-Circourt
- Église paroissiale Saint-Symphorien
- Cimetière
- Calvaire
- Monument sépulcral (construite au XVe siècle, détruite début 4e quart du XIXe siècle, dont il subsiste un fragment de remplage gothique déposé près de la morgue, reconstruite à partir de 1880.
- Chapelle XXe siècle (propriété privée)
- Calvaire dit « Croix Welferding » érigé en mai 1806 aux frais de Florimont Welferding, de Circourt ; seuls les deux derniers chiffres de la date (.. 06) sont lisibles, mais le monument funéraire de ce personnage, décédé en 1809, permet de dater le calvaire de 1806.

### Xonville
- Église paroissiale néo-gothique Saint-Luc (limite XIXe s. - XXe s.)

### Xousse
- Église 1955 (reconstruite après 1918)
- Statue

### Xures
- Église (reconstruite après 1918)